# Stan Wawrinka
Stanislas «Stan» Wawrinka (Saint-Barthélemy, 28 de marzo de 1985) es un tenista profesional suizo, ganador de tres torneos de Grand Slam, cuyo mejor ranking hasta la fecha ha sido el puesto n.º 3 en el ranking ATP individual.
Es, junto a Juan Martín del Potro, el único tenista de la historia que ha vencido a todos los miembros del Big Four al menos 3 veces.
En enero de 2014 consiguió su primer título de Grand Slam al coronarse campeón del Abierto de Australia, derrotando al campeón defensor, Novak Djokovic, en cuartos de final y venciendo al n.º 1 Rafael Nadal por tres sets a uno en la final. Con esa victoria accedió al n.º 3 en el ranking ATP, siendo su mejor posición como profesional. El 7 de junio de 2015 ganó el Torneo de Roland Garros, su segundo título de Grand Slam, tras derrotar en la final al serbio Novak Djokovic en cuatro sets por 4-6, 6-4, 6-3 y 6-4. En 2016 fue campeón en el Abierto de Estados Unidos ganándole en 4 sets al serbio Novak Djokovic en la final. 
En torneos ATP Masters 1000, ganó el Masters de Montecarlo en 2014 y fue finalista del Masters de Roma de 2008, el Masters de Madrid de 2013 y el Masters de Indian Wells de 2017.
Durante su carrera como profesional ha logrado otros siete títulos ATP: el Torneo de Umag de 2006, el Torneo de Casablanca de 2010, el Torneo de Chennai de 2011, 2014 y 2015, el Torneo de Oeiras de 2013 y el Torneo de Róterdam de 2015. En 2016 consigue su tercer Grand Slam al vencer en la final del US Open a Djokovic. Es uno de los tenistas más completos del circuito, además de que se defiende bien en todas las superficies.
En los Juegos Olímpicos de Pekín 2008 compitió junto a su compatriota Roger Federer, sorprendentemente llegando hasta la final y dejando en el camino a la pareja clasificada número uno Bob Bryan/Mike Bryan, para conseguir así la medalla de oro tras imponerse en la final a la pareja sueca integrada por Simon Aspelin y Thomas Johansson por 6-3, 6-4, 6-7(4), 6-3. Por ello, el «equipo de oro FedRinka» fue galardonado con el premio Equipo Suizo del Año 2008. A su vez, ha jugado en el equipo de Copa Davis de Suiza desde 2004, donde ha logrado 22 victorias en 46 partidos.
La arcilla es su superficie favorita y su mejor golpe es el revés. John McEnroe ha declarado que el suizo tiene uno de los reveses más poderosos que ha visto y el mejor revés a una mano de la actualidad. Lo entrenó Dimitri Zavialoff (desde los ocho años) hasta 2013, cuando empezó a trabajar con Magnus Norman.

## Vida personal
Comenzó a jugar al tenis a los ocho años. Aunque el apellido Wawrinka es de origen polaco, su padre (Wolfram) es alemán procedente de Checoslovaquia y su madre, Isabelle, suiza; ambos trabajan en una granja orgánica ayudando a gente impedida. Sus abuelos son checos. Tiene un hermano mayor, Jonathan, que da clases de tenis, y dos hermanas menores, Djanaee y Naella, que estudian y juegan al tenis.
Reside en Saint-Barthelemy, a 10 minutos de Lausana, con su mujer, Ilham Vuilloud, presentadora de televisión suiza y modelo. Se casaron el 15 de diciembre de 2009 y tuvieron una hija, Alexia, el 12 de febrero de 2010. Se separó de su familia para dedicarse por completo a competir en el tenis, pero finalmente volvió con ella. El 20 de abril de 2015 anunció su separación definitiva de Ilham Vuilloud. 
En 2014, solicitó a la ATP cambiar su nombre de «Stanislas Wawrinka» a «Stan Wawrinka». El tenista indicó que el cambio es «para simplificar las cosas en los cuadros y mi nombre durante las conferencias de prensa».

## Carrera tenística

### 2000-2004: Inicios como profesional
Wawrinka dejó de asistir al colegio a los 15 años para dedicar su tiempo completo a jugar al tenis. Comenzó jugando torneos juniors a los 14 años y después participó en los circuitos de satélites. En 2003 ganó el Torneo de Roland Garros júnior, derrotando a Brian Baker.

#### 2000
Con 15 años, hizo su debut oficial en el circuito ITF en la modalidad de Dobles, disputando dos torneos de la modalidad en donde caería derrotado con cada una de sus parejas en los debuts de cada torneo.

#### 2001
Hizo su debut oficial en la modalidad de singles masculinos a los 16 años en un torneo ITF disputado en España, donde ganaría en su debut, pero caería derrotado en la siguiente ronda por un tenista local.

#### 2002
Volvió al ruedo en otro torneo ITF en España. Esta vez ya mucho más duro con 17 años, logró llegar hasta los cuartos de final, donde lo derrotó el tenista colombiano Pablo González con tres disputados sets por 6-7,(3-7) 6-3, 5-7.

#### 2003
El año 2003 por su parte se destacó en los inicios de la carrera del jugador helvético, principalmente por las conquistas de sus primeros títulos en la categoría ATP Challenger Series al conseguir los títulos en los Challengers de San Benedetto y Ginebra, asimismo como su debut en el circuito de la ATP en los torneos de Gstaad, Amersfoort, Umag y Basilea, donde logró sus primeras dos victorias en los torneos holandés y croata.

#### 2004
En 2004 continuó su tendencia a ganar en el circuito Challenger, en el que conseguiría los títulos en el Challenger de Barcelona y defendería su corona del año pasado en el Challenger de Ginebra, además de llegar a la final del Challenger de San Petersburgo, donde lo venció el polaco Jean-René Lisnard; entre lo más notable del año fue la final lograda en Gstaad en Dobles junto a su compatriota Marc Rosset, donde Leander Paes y David Rikl los derrotaron.

### 2005: Primera final ATP
Este fue el año en cual Stanimal ingresó a disputar mayoritariamente en el tour de la ATP, destacándose sus primeras participaciones en los torneos de Grand Slam teniendo su debut en el evento parisino, en donde llegaría hasta la tercera ronda donde caería vencido a manos del finalista posteriormente Mariano Puerta, por su parte en Londres cayó tempranamente en su debut ante el veterano Fabrice Santoro y en el US Open avanzaría igualmente hasta la tercera ronda antes de ser derrotado por el medallista de oro de Atenas, Nicolás Massú, dando por concluida su travesía en los torneos de mayor envergadura del circuito en la temporada.
En cuanto a los torneos Masters Series el helvético disputaría 3 de los 9 torneos programados en esta temporada, dándose su debut en el Internazionali BNL d'Italia de Roma en donde lograría una victoria antes de caer en la segunda vuelta, misma situación la que se daría en el BNP Paribas Masters realizado en París, cosa contraria lo pasado en la Rogers Cup donde no lograría ninguna sola victoria tras caer en su debut ante el británico Greg Rusedski.
Por su parte el suizo solo disputaría 3 torneos de la categoría ATP International Gold, siendo el primero de estos el ABN AMRO World Tennis Tournament celebrado en Róterdam donde lograría una victoria antes de caer ante la superestrella y compatriota suyo, Roger Federer; de estos torneos se destacó su trayectoria en el Conde de Godó en Barcelona, lugar en donde llegó hasta los cuartos de final, sin embargo el trago amargo sería aquel que se dio en el BA-CA-TennisTrophy celebrado en Viena donde caería en su debut.
Este año Stan Wawrinka disputó 5 torneos de la categoría ATP International, destacándose de entre todos ellos su participación en el Allianz Suisse Open Gstaad realizado en su país, evento en donde caería derrotado en la final ante el excampeón de Roland Garros el argentino Gastón Gaudio.
Además de todo esto el suizo ayudó defendiendo sus colores patrios en dos series de la Copa Davis cayendo en sus dos duelos en los octavos de final de esta frente a los Países Bajos y logrando dos victorias en el repechaje ante la Gran Bretaña de Andy Murray uno de los grandes rivales del suizo en las temporadas venideras.
Como algo curioso Stanimal también jugó torneos de la categoría ATP Challenger Tour, de donde se puede mencionar su final conseguida en un evento celebrado en Andrezieux, Francia; así mismo cabe mencionar las semifinales cosechadas en el Wrexham Challenger y en la Capri Watch Cup realizada en Nápoles.
Entre todos los eventos que jugó, acabó la temporada 2005 con un bagaje de 26-20 en partidos ganados y perdidos, cerrando el año como el n.º 54 del mundo.

#### Torneos disputados
| N.º | Fecha                 | Torneo                           | Ubicación | Categoría              | Superficie    | Ronda |
| 1.  | 3 de enero de 2005    | Qatar ExxonMobil Open            | Doha      | ATP International      | Dura          | R1    |
| 2.  | 14 de febrero de 2005 | ABN AMRO World Tennis Tournament | Róterdam  | ATP International Gold | Dura (i)      | R2    |
| 3.  | 18 de abril de 2005   | Torneo Godó                      | Barcelona | ATP International Gold | Tierra batida | CF    |
| 4.  | 2 de mayo de 2005     | Internazionali BNL d'Italia      | Roma      | ATP Masters Series     | Tierra batida | R2    |
| 5.  | 23 de mayo de 2005    | Roland Garros                    | París     | Grand Slam             | Tierra batida | R3    |
| 6.  | 13 de junio de 2005   | Ordina Open                      | Bolduque  | ATP International      | Césped        | R1    |
| 7.  | 20 de junio de 2005   | Wimbledon Championships          | Londres   | Grand Slam             | Césped        | R1    |
| 8.  | 4 de julio de 2005    | Allianz Suisse Open Gstaad       | Gstaad    | ATP International      | Tierra batida | F     |
| 9.  | 8 de agosto de 2005   | Rogers Cup                       | Montreal  | ATP Masters Series     | Dura          | R1    |
| 10. | 21 de agosto de 2005  | Pilot Pen Tennis                 | New Haven | ATP International      | Dura          | R1    |
| 11. | 28 de agosto de 2005  | US Open                          | New York  | Grand Slam             | Dura          | R3    |
| 12. | 10 de octubre de 2005 | BA-CA-TennisTrophy               | Viena     | ATP International Gold | Dura (i)      | R1    |
| 13. | 24 de octubre de 2005 | Davidoff Swiss Indoors           | Basilea   | ATP International      | Carpeta (i)   | R1    |
| 14. | 31 de octubre de 2005 | BNP Paribas Masters              | París     | ATP Masters Series     | Carpeta (i)   | R2    |

### 2006: Primer título ATP
Wawrinka inició su preparación de cara al Australian Open, en Doha (Medio Oriente), lugar donde caería en su debut a manos del alemán Tommy Haas. Posteriormente viajó a Auckland (Nueva Zelanda) para disputar el Heineken Open, consiguiendo victorias sobre Tomáš Zíb, Alberto Martín Magret y Florian Mayer en sets seguidos, pero caería en las semifinales a manos del croata Mario Ančić.
Llegada la fecha del inicio del Australian Open, llegó a la segunda ronda, después de vencer al español Albert Montañés por 4-6, 6-2, 6-3, 6-0; terminaría cediendo a manos del argentino David Nalbandian por 3-6, 6-3, 4-6, 2-6.
En Zagreb (Croacia) derrotó al n.º 10 del mundo, David Ferrer por 4-6, 6-1, 6-3, para caer en segunda ronda ante el austriaco Stefan Koubek. Stan colaboraría con su país para ganar dos puntos en individuales en la serie de Copa Davis ante Australia, pero terminarían perdiendo ante los oceánicos por un balance total de 2-3.
Posteriormente, Wawrinka jugó en Dubái, donde cayó en su debut ante su compatriota y n.º 1 del mundo, Roger Federer. Ya en Indian Wells, venció al británico Greg Rusedski y perdió el siguiente duelo ante el belga Olivier Rochus. Fue a Miami a disputar el Sony Ericsson Open, donde venció al escocés Andy Murray en su debut, cediendo en la segunda ronda ante el chileno Fernando González.
Para iniciar su preparación de cara al segundo Grand Slam del año, en Roland Garros, disputó los Masters de Montecarlo, Roma y Hamburgo, cayendo eliminado en su debut en los tres torneos, como factor positivo también disputó el Torneo Godó en Barcelona, donde llegaría hasta las semifinales, dejando en el camino a Nicolás Lapentti, Teimuraz Gabashvili, David Ferrer e Ivo Karlović; antes de caer ante el local Tommy Robredo.
Lamentablemente, Stan volvió a caer en su debut en Roland Garros a manos del argentino y n.º 3 del mundo, David Nalbandian, por 2-6, 6-7,(5-7) 4-6.
Ya en la temporada de césped, Stan siguió en su terrible racha de derrotas consecutivas al caer en sus debuts en Halle y Nottingham, la cual llegaría a su fin al participar en Wimbledon tras lograr victorias sobre Ivo Karlović y Agustín Calleri antes de perder en tercera ronda ante Mario Ančić.
Nuevamente participaría en Gstaad, en su país, lugar donde defendía la final de la pasada edición. Lo eliminó Andrei Pavel en primera vuelta por 4-6, 6-1, 6-7(4-7). Luego se desplazó a Stuttgart, en donde vencería a Lukáš Dlouhý y Bjorn Phau, antes de caer ante David Ferrer en dos sets.
Tras estos resultados disputó el Croatia Open Umag, en Umag; llegaría a la final, tras vencer a Alberto Martín Magret, Marin Čilić, Juan Martín del Potro y a Filippo Volandri; en la final en pleno enfrentamiento ante Novak Djokovic, el serbio acabaría retirándose en el desempate del primer set, concediéndole el triunfo y el primer título de la carrera al suizo.
En su aventura por el US Open Series, empezó su recorrido en el Western & Southern Financial Masters, donde venció a los argentinos José Acasuso y al n.º 4 del mundo, David Nalbandian. Finalmente perdió ante el chileno Fernando González. El siguiente torneo que disputaría sería el Pilot Pen Tennis en New Haven; ahí vencería a Nicolás Almagro en su debut, en segunda ronda caería ante el tailandés Paradorn Srichaphan. 
En el US Open, Wawrinka llegó a la tercera ronda, tras lograr victorias sobre Juan Ignacio Chela y Robin Soderling, pero perdió en la tercera vuelta ante Tommy Robredo.
Wawrinka volvió a participar en la Davis Cup junto a su país, teniendo que enfrentar a Serbia en los Play offs del Grupo mundial, en Ginebra, en su duelo frente a Novak Djokovic, caería en un duelo a cinco sets por un marcador de 4-6, 6-3, 6-2, 6-7,(3-7) 4-6.
El suizo siguió su recorrido en el tour en el BA-CA-TennisTrophy en Viena, donde vencería a Marin Čilić y Novak Djokovic antes de perder ante el croata Ivan Ljubičić.
En el Davidoff Swiss Indoors en Basilea, llegó hasta las semifinales dejando en su camino a Agustín Calleri, Tim Henman y al n.º 3 del mundo David Nalbandian, ya en el duelo por el pase a la final caería ante el chileno Fernando González.
En el BNP Paribas Open en París, el de Lausana vencería al local Marc Gicquel en su debut, en segunda ronda Wawrinka caería ante el también local Richard Gasquet.
El suizo acabaría el año en el n.º 30 del ranking de la ATP, con un balance de victorias de 33-24 en el año.

#### Torneos disputados
| N.º | Fecha                 | Torneo                                     | Ubicación    | Categoría              | Superficie    | Ronda |
| 1.  | 2 de enero de 2006    | Qatar ExxonMobil Open                      | Doha         | ATP International      | Dura          | R1    |
| 2.  | 9 de enero de 2006    | Heineken Open                              | Auckland     | ATP International      | Dura          | SF    |
| 3.  | 16 de enero de 2006   | Australian Open                            | Melbourne    | Grand Slam             | Dura          | R2    |
| 4.  | 30 de enero de 2006   | PBZ Zagreb Indoors                         | Zagreb       | ATP International      | Dura          | R2    |
| 5.  | 27 de febrero de 2006 | Dubái Tennis Championships                 | Dubái        | ATP International Gold | Dura          | R1    |
| 6.  | 6 de marzo de 2006    | Pacific Life Open                          | Indian Wells | ATP Masters Series     | Dura          | R2    |
| 7.  | 20 de marzo de 2006   | NASDAQ-100 Open                            | Miami        | ATP Masters Series     | Dura          | R2    |
| 8.  | 17 de abril de 2006   | Monte Carlo Masters                        | Montecarlo   | ATP Masters Series     | Tierra batida | R1    |
| 9.  | 24 de abril de 2006   | Torneo Godó                                | Barcelona    | ATP International Gold | Tierra batida | SF    |
| 10. | 8 de mayo de 2006     | Internazionali BNL d'Italia                | Roma         | ATP Masters Series     | Tierra batida | R1    |
| 11. | 15 de mayo de 2006    | Hamburg Masters                            | Hamburgo     | ATP Masters Series     | Tierra batida | R1    |
| 12. | 29 de mayo de 2006    | Roland Garros                              | París        | Grand Slam             | Tierra batida | R1    |
| 13. | 12 de junio de 2006   | Gerry Weber Open                           | Halle        | ATP International      | Césped        | R1    |
| 14. | 19 de junio de 2006   | Nottingham Open                            | Nottingham   | ATP International      | Césped        | R1    |
| 15. | 26 de junio de 2006   | Wimbledon Championships                    | Londres      | Grand Slam             | Césped        | R3    |
| 16. | 10 de julio de 2006   | Allianz Suisse Open Gstaad                 | Gstaad       | ATP International      | Tierra batida | R1    |
| 17. | 17 de julio de 2006   | Mercedes Cup                               | Stuttgart    | ATP International Gold | Tierra batida | R3    |
| 18. | 24 de julio de 2006   | Croatia Open Umag                          | Umag         | ATP International      | Tierra batida | G     |
| 19. | 14 de agosto de 2006  | Western & Southern Financial Group Masters | Cincinnati   | ATP Masters Series     | Dura          | R3    |
| 20. | 21 de agosto de 2006  | Pilot Pen Tennis                           | New Haven    | ATP International      | Dura          | R2    |
| 21. | 28 de agosto de 2006  | US Open                                    | New York     | Grand Slam             | Dura          | R3    |
| 22. | 9 de octubre de 2006  | BA-CA-TennisTrophy                         | Viena        | ATP International Gold | Dura (i)      | CF    |
| 23. | 23 de octubre de 2006 | Davidoff Swiss Indoors                     | Basilea      | ATP International      | Carpeta (i)   | SF    |
| 24. | 30 de octubre de 2006 | BNP Paribas Masters                        | París        | ATP Masters Series     | Carpeta (i)   | R2    |

### 2007: Dos finales en ATP 500 Gold
Stan inició su temporada jugando los mismos torneos que disputó la temporada pasada en estas fechas, puesto que su primera parada fue en el Qatar ExxonMobil Open en Doha, en donde caería en su debut frente al bielorruso Max Mirnyi; posteriormente competiría en el Heineken Open lugar en donde defendía los puntos cosechados de semifinales de la edición pasada, sin embargo el suizo caería derrotado nuevamente en su debut ante el español Nicolás Almagro.

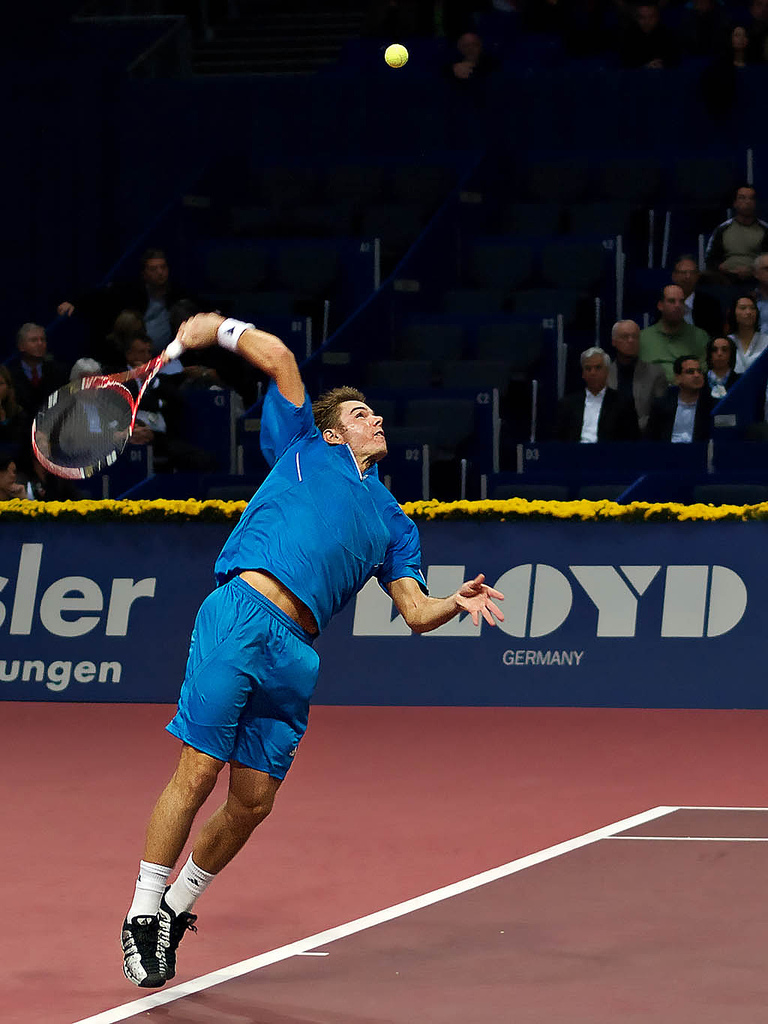
Stan Wawrinka captado al servicio en su duelo frente a Tomáš Berdych en Basilea

Tras estas nefastas participaciones y sin ninguna victoria en las dos primeras semanas del año, se presentó en el Australian Open como el 31.º preclasificado; en su debut venció al estadounidense Kevin Kim por 6-1, 2-6, 6-4, 6-2; ya en segunda ronda sacó su partido adelante frente al chileno Paul Capdeville al derrotarlo con un marcador de 6-4, 6-3, 6-2; en tercera vuelta tuvo que verse las caras con el n.º 2 actual del mundo, y actual bicampeón de Roland Garros, el español Rafael Nadal, ante el cual caería derrotado por 2-6, 2-6, 2-6.
Tras lo sucedido en el Australian Open Series, el suizo decide darse de baja de los siguientes torneos a causa de una lesión, esta baja se prolongaría hasta inicios de mayo, volviendo al tour en la primera semana se mayo justo para disputar el Internazionali BNL d'Italia en Roma, en donde sería derrotado en primera ronda, al igual que en la siguiente semana en Hamburgo y la subsiguiente semana en Pörtschach am Wörther See.
Sin victorias en la gira de arcilla, el suizo inició su recorrido en el torneo parisino de Roland Garros derrotando al español Rubén Ramírez Hidalgo, antes de caer en segunda ronda ante el croata y n.º 7 del mundo Ivan Ljubičić por 4-6, 3-6, 7-6,(7-3) 3-6.
Tuvo muy mal recorrido durante la temporada de césped al caer en la primera ronda en Halle, Nottingham y Wimmbledon.
Tal racha negativa seguiría en Gstaad, al caer nuevamente en su debut; sin embargo, en la Mercedes Cup en Stuttgart llegaría hasta la final tras lograr victorias sobre Guillermo Cañas, Marin Čilić, Jiří Vaněk, y Juan Ignacio Chela; en la definición lo esperaba el n.º 2 del mundo, Rafael Nadal ante el cual volvería a caer por 4-6, 5-7. En Umag como su siguiente parada, lugar donde defendía el título, volvería a caer eliminado en primera ronda.
Wawrinka disputó tres torneos como preparación de cara al último torneo de Grand Slam del año. Fue eliminado en primera ronda en Montreal y en Cincinnati, por lo que disputó el torneo de New Haven, donde cayó en cuartos de final ante el local Mardy Fish.
En el US Open, alcanzó la segunda semana de competencia en un Grand Slam al dejar en el camino a Yevgueni Koroliov, Marat Safín y Robby Ginepri, antes de perder ante el argentino Juan Ignacio Chela en un partido vibrante a cinco sets que se decidió a favor del latinoamericano por 6-4, 2-6, 6-7,(6-8) 6-1, 4-6.
Wawrinka volvería a jugar para su país en la Davis Cup frente a los checos, en Praga para mantener a Suiza aun en el grupo mundial; sin embargo, perdió sus dos duelos en individuales. Al final, los checos se impondrían por 3-2 en la serie, mandando a Suiza al Grupo Mundial II.
Stan cayó nuevamente en su debut de Metz, mientras que en Viena llegó a la final dejando en el camino a Marc Gicquel, David Nalbandian, Feliciano López y Juan Carlos Ferrero; antes de caer a manos del serbio y n.º 3 del mundo, Novak Djokovic, por 4-6, 0-6.
En el Masters de Madrid, el suizo caería en su debut ante el alemán Kiefer, mientas que en Basilea derrotó a David Nalbandian en primera ronda antes de caer en la siguiente vuelta ante el checo Tomáš Berdych. Para cerrar el año, el jugador de Lausana disputó el BNP Paribas Masters en París, donde derrotó a Nicolas Kiefer y Juan Ignacio Chela, para enfrentarse en tercera vuelta nuevamente al español Rafael Nadal, ante el que terminó perdiendo por 4-6, 3-6.
Stan cerraría el año con un balance de 21-24 en victorias en el año como el n.º 36 del mundo.

#### Torneos disputados
| N.º | Fecha                 | Torneo                                     | Ubicación  | Categoría              | Superficie    | Ronda |
| 1.  | 1 de enero de 2007    | Qatar ExxonMobil Open                      | Doha       | ATP International      | Dura          | R1    |
| 2.  | 8 de enero de 2007    | Heineken Open                              | Auckland   | ATP International      | Dura          | R1    |
| 3.  | 15 de enero de 2007   | Australian Open                            | Melbourne  | Grand Slam             | Dura          | R3    |
| 4.  | 7 de mayo de 2007     | Internazionali BNL d'Italia                | Roma       | ATP Masters Series     | Tierra batida | R1    |
| 5.  | 14 de mayo de 2007    | Hamburg Masters                            | Hamburgo   | ATP Masters Series     | Tierra batida | R1    |
| 6.  | 20 de mayo de 2007    | Hypo Group Tennis International            | Pörtschach | ATP International      | Tierra batida | R1    |
| 7.  | 27 de mayo de 2007    | Roland Garros                              | París      | Grand Slam             | Tierra batida | R2    |
| 8.  | 11 de junio de 2007   | Gerry Weber Open                           | Halle      | ATP International      | Césped        | R1    |
| 9.  | 18 de junio de 2007   | Nottingham Open                            | Nottingham | ATP International      | Césped        | R1    |
| 10. | 25 de junio de 2007   | Wimbledon Championships                    | Londres    | Grand Slam             | Césped        | R1    |
| 11. | 9 de julio de 2007    | Allianz Suisse Open Gstaad                 | Gstaad     | ATP International      | Tierra batida | R1    |
| 12. | 16 de julio de 2007   | Mercedes Cup                               | Stuttgart  | ATP International Gold | Tierra batida | F     |
| 13. | 23 de julio de 2007   | Croatia Open Umag                          | Umag       | ATP International      | Tierra batida | R1    |
| 14. | 6 de agosto de 2007   | Rogers Cup                                 | Montreal   | ATP Masters Series     | Dura          | R2    |
| 15. | 13 de agosto de 2007  | Western & Southern Financial Group Masters | Cincinnati | ATP Masters Series     | Dura          | R1    |
| 16. | 20 de agosto de 2007  | Pilot Pen Tennis                           | New Haven  | ATP International      | Dura          | CF    |
| 17. | 27 de agosto de 2007  | US Open                                    | New York   | Grand Slam             | Dura          | R4    |
| 18. | 1 de octubre de 2007  | Open de Moselle                            | Metz       | ATP International      | Dura (i)      | R1    |
| 19. | 8 de octubre de 2007  | BA-CA-TennisTrophy                         | Viena      | ATP International Gold | Dura (i)      | F     |
| 20. | 15 de octubre de 2007 | Mutua Madrileña Madrid Open                | Madrid     | ATP Masters Series     | Dura (i)      | R1    |
| 21. | 22 de octubre de 2007 | Davidoff Swiss Indoors                     | Basilea    | ATP International      | Dura (i)      | R2    |
| 22. | 28 de octubre de 2007 | BNP Paribas Masters                        | París      | ATP Masters Series     | Dura (i)      | R3    |

### 2008: Top 10, oro olímpico y primera final de Masters Series
Como en las últimas tres temporadas, Wawrinka decide iniciar el año en Medio Oriente disputando el Qatar ExxonMobil Open, el cual se celebra en la ciudad de Doha. El suizo derrotó en primera ronda al español Alberto Martín por 6-2, 6-2; en segunda ronda ronda al belga Christophe Rochus por 6-2, 7-5; en cuartos de final, al argentino Agustín Calleri por 6-3, 6-0; en semifinales al croata Ivan Ljubičić por 7-6,(7-1) 6-4; en el partido definitivo por el título, el suizo se enfrentó al británico y n.º 11 del mundo, Andy Murray, en un duelo apasionante. En tres parciales, el suizo cae derrotado a manos del jugador nacido en Dunblane por 4-6, 6-4, 2-6.
Como antesala al Australian Open viajó a la ciudad de Sídney para el Medibank International, disputando por primera vez este torneo. Se enfrentó en la primera ronda al ruso Dmitry Tursunov cayendo a manos de este por 3-6, 3-6. Llegado el primer Grand Slam del año, Wawrinka ingresó al torneo como el 26.º preclasificado. En primera ronda derrotó al francés Julien Benneteau por 6-3, 6-3, 6-3; en segunda ronda Marc Gicquel se benefició del retiro del suizo en medio del cuarto set cuando el francés comandaba el marcador por 2-1 en sets.
Wawrinka volvió a formar parte del Equipo de Copa Davis de Suiza, para enfrentar al equipo polaco en las clasificaciones de ascenso para el Grupo mundial en la zona Europa/África, el suizo ganó su duelo frente a Blazej Koniusz, con Suiza avanzando a la siguiente ronda con un marcador de 4-1 sobre Polonia.

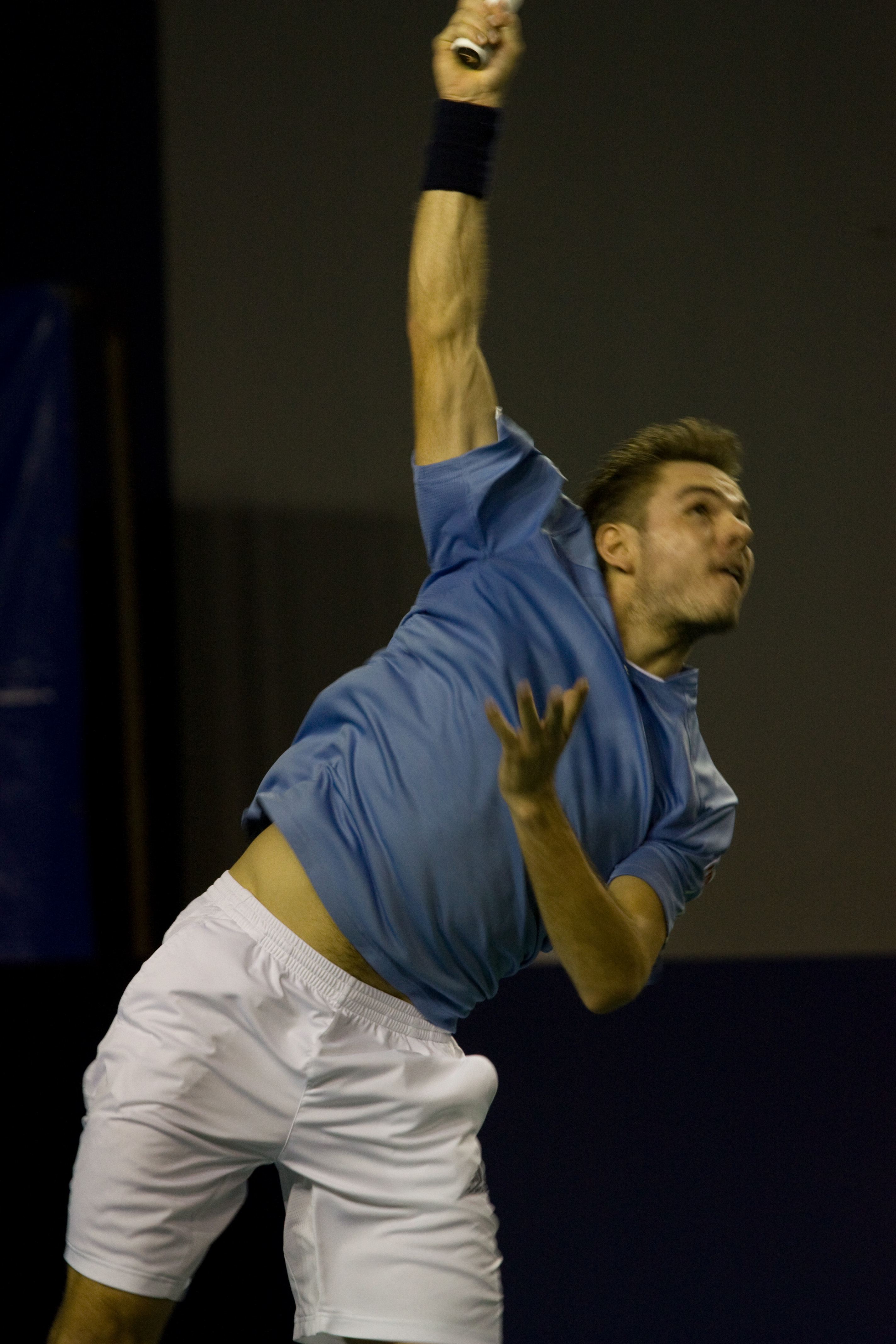
Stan Wawrinka captado al servicio en su duelo frente a Tomáš Berdych en el BNP Paribas Open en París

Tras este resultado, el jugador de Lausana disputó el Open 13 en Marsella, en donde batió al jugador local Sebastian Grosjean en su debut; sin embargo, volvió a ser eliminado por el escocés Andy Murray en tres parciales nuevamente. Dubái sería el siguiente torneo que disputó el suizo en donde sería eliminado en su debut esta vez a manos del checo Jan Hernych.
Ya en la gira de pistas duras americanas, Stan alcanzaría sus primeros cuartos de final en los torneos de categoría ATP Masters Series al lograrlo en el Pacific Life Open en Indian Wells, tras vencer en su camino al canadiense Jesse Levine en primera ronda, al checo y n.º 10 del mundo Tomáš Berdych en segunda ronda, al chipriota Marcos Baghdatis en tercera ronda, y al coreano Lee Hyung-taik en cuarta ronda. En su gran duelo de cuartos de final enfrentó al n.º 3 del mundo y actual campeón del Australian Open, el serbio Novak Djokovic ante el cual terminaría cediendo por 6-7,(5-7) 2-6.
Tras este fantástico resultado el helvético disputó el Sony Ericsson Open en Miami, donde iniciaría en la segunda ronda, debido a su condición de cabeza de serie por la que estuvo exento de disputar la primera ronda; en su debut caería eliminado ante el sueco Robin Soderling.
Nuevamente Stan vuelve a integrar el Equipo de Copa Davis de Suiza esta vez para enfrentar a Bielorrusia en busca del ascenso al Grupo Mundial de la Copa Davis, la serie se jugaría esta vez en la ciudad de Minsk en pistas de moqueta bajo techo, ahí Wawrinka derrotaría a Uladzimir Ignatik y a Vladímir Volchkov, para darle dos puntos a su selección en la victoria final del equipo suizo de 4-1 sobre el conjunto local.
Stan inicia la temporada de tierra batida europea en Montecarlo, en donde caería eliminado en primera ronda a manos del español Tommy Robredo. Tras este nefasto resultado el suizo se trasladó a la ciudad de Barcelona a disputar el Open Sabadell Atlántico Barcelona, en este evento volvería a llegar hasta las semifinales por segunda vez en su carrera, luego de eliminar al local José Sánchez de Luna, al kazajo Yuri Schukin, y al n.º 7 del mundo, David Nalbandian en las primeras tres rondas sin perder ningún solo parcial, en cuartos de final se deshizo en un duelo a tres sets del local Albert Montañés, en las semifinales caería eliminado a manos del valenciano y n.º 5 del mundo David Ferrer en dos sets.
El siguiente torneo que disputó el suizo fue el Internazionali BNL d'Italia, en donde venció al ex-n.º 1 del mundo Marat Safín en su debut en tres parciales; en segunda ronda derrotaría al escocés Andy Murray después de perder los dos primeros enfrentamientos en el año; en tercera ronda vencería al español y también ex-n.º 1 del mundo Juan Carlos Ferrero por 6-4, 6-3; en cuartos de final derrotó al estadounidense y n.º 8 del mundo James Blake en tres sets; en semifinales el suizo se vio beneficiado por el retiro del n.º 6 del mundo Andy Roddick después de que Wawrinka lideraba en el primer set 3-0 en el marcador; en la gran final Stan caería en tres parciales ante el serbio Novak Djokovic por 6-4, 3-6, 3-6; con esta gran participación en el torneo italiano, Wawrinka se estrenaría en el top 10, exactamente en el n.º 10 del ranking de la ATP, al inicio de la semana del 12 de mayo de 2008. 
En Hamburgo lo eliminó en segunda ronda el local Nicolás Kiefer, después de vencer al español Alberto Martín en su debut. En Roland Garros Wawrinka venció al alemán Philipp Kohlschreiber y al croata Marin Čilić antes de caer en tercera ronda ante el chileno Fernando González después de ganar los dos primeros sets todo esto por un marcador de 7-5, 6-2, 4-6, 4-6, 4-6.
Por fatiga, decidió descansar del circuito. Se presentó directamente en Wimbledon sin haberse presentado en ningún torneo antes de esta gran cita; derrotó a Marcos Daniel, Juan Martín del Potro y Mischa Zverev en las primeras tres rondas. En la segunda semana cae ante Marat Safín en cuatro sets por 4-6, 3-6, 7-5, 1-6.
Gstaad fue la siguiente para de Wawrinka, en donde llegaría hasta las semifinales, donde caería ante el rumano Victor Hanescu; mientras que en la rama del dobles Stan hizo pareja con su compatriota Stéphane Bohli, los cuales llegaron hasta la final donde caerían ante el checo Jaroslav Levinsky y el eslovaco Filip Polasek en tres parciales.
El suizo disputaría posteriormente la Rogers Cup, donde vencería a Simone Bolelli y Marat Safín, antes de caer por tercera vez en el año ante Andy Murray. Los Juegos Olímpicos de Pekín, sería la gran cita del año en donde participó en las modalidades de individuales y dobles junto a su compatriota y n.º 1 del mundo Roger Federer. En la rama de individuales cae eliminado en segunda ronda ante el austriaco Jürgen Melzer; mientras que en el dobles junto a Roger Federer se impondrían a las parejas italianas, rusas e hindúes en las primeras rondas, ya en semifinales se imponían a los gemelos Bryan, los grandes favoritos a la presea dorada; ya en la gran final derrotaron a la pareja sueca conformada por Simon Aspelin y Thomas Johansson por 6-3, 6-4, 6-7,(4-7) 6-3; convirtiéndose en los campeones olímpicos y ganando su primer título de dobles para el jugador de Lausana.
Wawrinka llegaría nuevamente a la segunda semana de competencia en el US Open, después de eliminar en las tres primeras rondas a Simone Bolelli, Wayne Odesnik y Flavio Cipolla; en octavos de final el suizo cae eliminado nuevamente ante el escocés Andy Murray por 1-6, 3-6, 3-6.
Wawrinka vuelve a integrar el Equipo de Copa Davis de Suiza para enfrentar al combinado belga en busca del ascenso al Grupo Mundial; Stan derrotó a Steve Darcis en la victoria suiza por 4-1; ascendiendo al Grupo Mundial para la posterior edición de la Copa Davis. Wawrinka jugaría en Viena cayendo en su debut ante Philipp Petzschner. En el Masters de Madrid, el suizo vencería en un partido a tres sets al alemán Philipp Kohlschreiber antes de caer ante el toledano Feliciano López. El suizo disputaría los torneos de Basilea y París, en los cuales perdería en sus debuts ante Benjamin Becker y Tomáš Berdych respectivamente.
El suizo acabaría el año en el n.º 13 del mundo, con un récord de victorias de 38-21 al final del año.

#### Torneos disputados
| N.º | Fecha                 | Torneo                            | Ubicación    | Categoría              | Superficie    | Ronda |
| 1.  | 1 de enero de 2008    | Qatar ExxonMobil Open             | Doha         | ATP International      | Dura          | F     |
| 2.  | 7 de enero de 2008    | Medibank International            | Sídney       | ATP International      | Dura          | R1    |
| 3.  | 14 de enero de 2008   | Australian Open                   | Melbourne    | Grand Slam             | Dura          | R2    |
| 4.  | 11 de febrero de 2008 | Open 13                           | Marsella     | ATP International      | Dura (i)      | R2    |
| 5.  | 3 de marzo de 2008    | Dubái Tennis Championships        | Dubái        | ATP International Gold | Dura          | R1    |
| 6.  | 10 de marzo de 2008   | Pacific Life Open                 | Indian Wells | ATP Masters Series     | Dura          | CF    |
| 7.  | 24 de marzo de 2008   | Sony Ericsson Open                | Miami        | ATP Masters Series     | Dura          | R2    |
| 8.  | 21 de abril de 2008   | Monte Carlo Masters               | Montecarlo   | ATP Masters Series     | Tierra batida | R1    |
| 9.  | 28 de abril de 2008   | Open Sabadell Atlántico Barcelona | Barcelona    | ATP International Gold | Tierra batida | SF    |
| 10. | 5 de mayo de 2008     | Internazionali BNL d'Italia       | Roma         | ATP Masters Series     | Tierra batida | F     |
| 11. | 12 de mayo de 2008    | Hamburg Masters                   | Hamburgo     | ATP Masters Series     | Tierra batida | R2    |
| 12. | 26 de mayo de 2008    | Roland Garros                     | París        | Grand Slam             | Tierra batida | R3    |
| 13. | 23 de junio de 2008   | Wimbledon Championships           | Londres      | Grand Slam             | Césped        | R4    |
| 14. | 7 de julio de 2008    | Allianz Suisse Open Gstaad        | Gstaad       | ATP International      | Tierra batida | SF    |
| 15. | 21 de julio de 2008   | Rogers Cup                        | Toronto      | ATP Masters Series     | Dura          | R3    |
| 16. | 11 de agosto de 2008  | Juegos Olímpicos                  | Beijing      | Juegos Olímpicos       | Dura          | R2    |
| 17. | 25 de agosto de 2008  | US Open                           | New York     | Grand Slam             | Dura          | R4    |
| 18. | 6 de octubre de 2008  | BA-CA-TennisTrophy                | Viena        | ATP International Gold | Dura (i)      | R1    |
| 19. | 13 de octubre de 2008 | Mutua Madrileña Madrid Open       | Madrid       | ATP Masters Series     | Dura (i)      | R3    |
| 20. | 20 de octubre de 2008 | Davidoff Swiss Indoors            | Basilea      | ATP International      | Dura (i)      | R1    |
| 21. | 27 de octubre de 2008 | BNP Paribas Masters               | París        | ATP Masters Series     | Dura (i)      | R1    |

### 2009: Primera victoria sobre Federer
La temporada 2009 de la ATP se vio marcada por una reestructuración dentro del circuito especialmente en las categorías y en la desaparición de algunos torneos y el estreno de otros; ante todos estos cambios Stan decide iniciar la temporada en el torneo hindú de Chennai en donde jugó en las modalidades de singles y dobles; en la primera de estas categorías cayó eliminado en su debut ante el italiano Flavio Cipolla; mientras que en la rama de los dobles cooperó con su compatriota Jean-Claude Scherrer, juntos llegaron hasta el partido final, pero fueron derrotados por la pareja estadounidense conformada por Eric Butorac y Rajeev Ram por 3-6, 4-6.
Luego del enorme tropiezo del suizo en la India, voló directamente a la ciudad de Melbourne a disputar el primer Grand Slam del año el Australian Open, en donde entró como el 15.º cabeza de serie al torneo, derrotando en su camino al checo Ivo Minář y al británico Brydan Klein, antes de caer a manos del checo Tomáš Berdych, después de haber ganado el primer set, y terminar cediendo en los siguientes tres parciales.
El suizo posteriormente se uniría al Equipo de Copa Davis de Suiza, para enfrentar al combinado estadounidense en la ciudad de Birmingham, en donde conseguiría el único punto de la serie a favor de su país, al derrotar al local James Blake, pero caería en el duelo ante el ex-n.º 1 del mundo Andy Roddick en tres parciales.

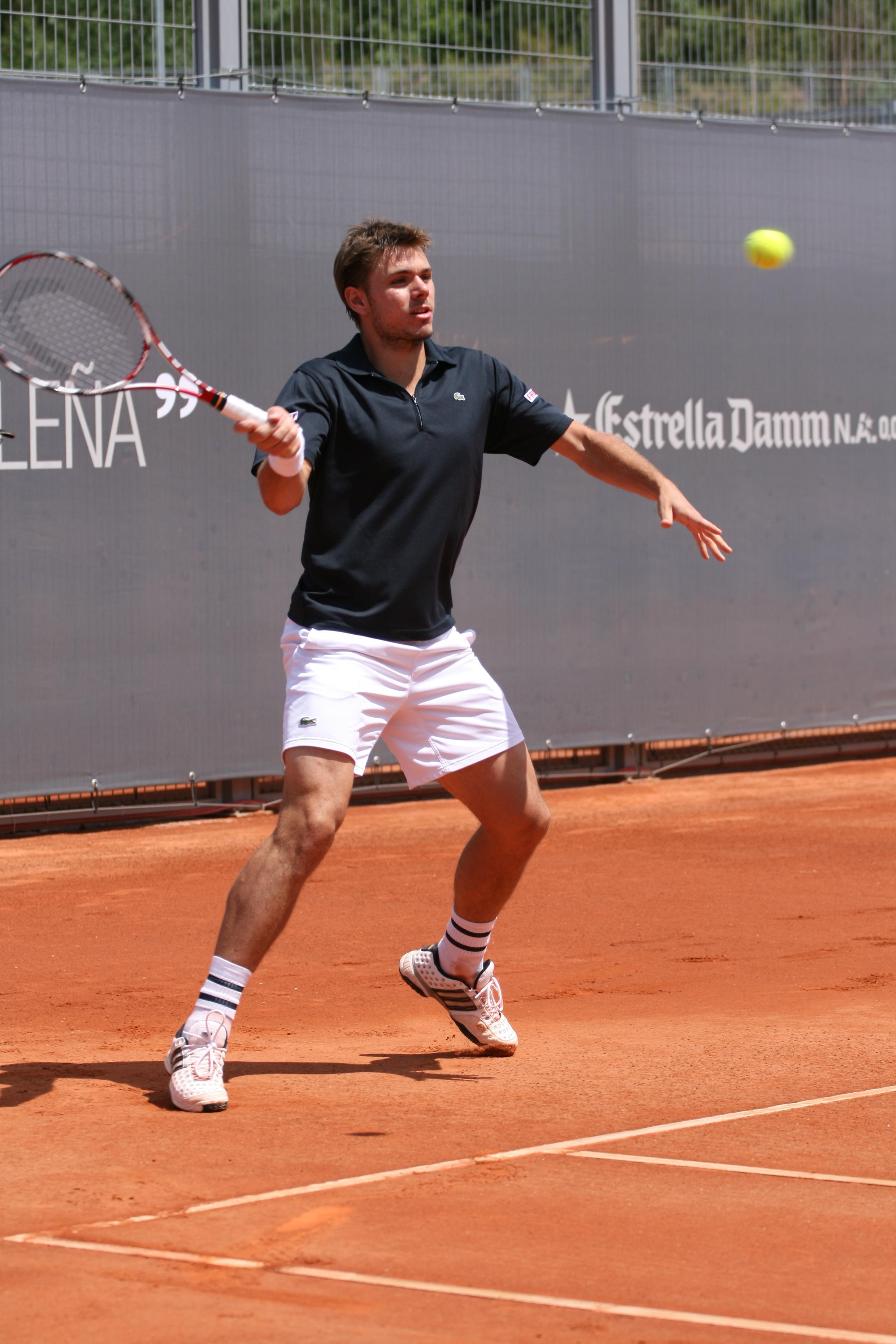
Wawrinka en las pistas del Mutua Madrileña Madrid Open en una sesión de prácticas de cara al inicio del torneo.

Wawrinka vuelve nuevamente al desierto californiano a disputar el BNP Paribas Open, en donde derrotó a Andreas Seppi y Sam Querrey antes de caer a manos del serbio Novak Djokovic en un doble desempate. La siguiente parada del helvético es Miami en donde estuvo exento de disputar la primera ronda, y derrotó en las siguientes rondas nuevamente a Andreas Seppi y al ruso Igor Andreev antes de ser eliminado a manos del n.º 1 del mundo, Rafael Nadal, también en un doble desempate.
Al inicio de la gira europea sobre tierra batida, el suizo decide presentarse en el Monte-Carlo Rolex Masters, en donde derrotó a Viktor Troicki y Martín Vassallo Argüello en las dos primeras rondas, en los octavos de final consiguió derrotar por primera vez a su compatriota y n.º 2 del mundo, Roger Federer por 6-4, 7-5; en cuartos de final se deshizo del alemán Andreas Beck antes de caer eliminado a manos del n.º 3 del mundo Novak Djokovic por 6-4, 1-6, 3-6. El siguiente torneo que disputaría el suizo sería en Barcelona, donde vencería en su debut al ruso Mijaíl Yuzhny antes de caer ante el checo Radek Štěpánek en tres sets. El Internazionali BNL d'Italia de Roma fue el siguiente torneo que ha sido programado en su calendario donde avanzaría a tercera ronda después de vencer a los rusos Igor Kunitsyn y Mijaíl Yuzhny, en los octavos de final cae ante el argentino y n.º 5 del mundo Juan Martín del Potro. El Masters de Madrid fue el siguiente torneo en donde se presentaría en donde también caería en tercera ronda ante Juan Martín del Potro en tres parciales. 
En Roland Garros derrotaría al francés Nicolas Devilder y al chileno Nicolás Massú en las dos primeras rondas, en la tercera ronda cae ante el ruso Nikolai Davydenko en cuatro sets.
Stan decide jugar el Challenger de Lugano para coger ritmo competitivo en donde se llevaría el triunfo venciendo al italiano Potito Starace.
En el Campeonato de Wimbledon, avanzó hasta la segunda semana dejando en el camino a los argentinos Eduardo Schwank y Martín Vassallo Argüello y al canadiense Jesse Levine, cayendo ante el ídolo local y n.º 3 del mundo Andy Murray en 5 mangas.
Stan decide participar en los torneos de Hamburgo y Gstaad en el primero de ellos cae en su debut y en el segundo avanzó hasta los octavos de final antes de caer ante el brasileño Thomaz Bellucci.
Se inicia el US Open Series en donde participa en la Rogers Cup, perdiendo ante Roger Federer en octavos de final. El segundo torneo que disputó fue el de Cincinnati en donde cae eliminado en su debut ante David Ferrer.
En el US Open cae sorprendentemente en la primera ronda después de haber ganado los dos primeros sets a manos del ecuatoriano Nicolás Lapentti.
Wawrinka decide participar nuevamente al lado de su país en la Davis Cup, donde enfrentaron de visitantes a los italianos en Génova, donde venció al local Andreas Seppi, con esta victoria el combinado suizo ganaba la serie por 3-2, y mantenía su lugar en el Grupo Mundial.
En la gira asiática, el suizo decide que su primera parada sea el Rakuten Japan Open Tennis Championships en Tokio, lugar donde llegaría hasta los cuartos de final donde caería ante el francés Gael Monfils en tres parciales. Wawrinka luego disputaría la primera edición del Masters de Shanghái el cual reemplazaba al Masters de Madrid el cual había sido trasladado a la gira de arcilla; Stan llegaría hasta los octavos de final donde perdería a manos del checo Radek Štěpánek.
Para cerrar la temporada el suizo disputa los torneos de Basilea y París; en el primero de ellos llegó hasta los cuartos de final donde perdería ante el n.º 3 del mundo Novak Djokovic en tres mangas; por su parte en el Masters de París caería eliminado en su debut ante el local David Guez.
Stan cerraría el año en el n.º 21 del mundo, cayendo 8 posiciones respeto al año pasado; con un récord en la temporada de 36-20.

#### Torneos disputados
| N.º | Fecha                  | Torneo                                     | Ubicación    | Categoría                   | Superficie    | Ronda |
| 1.  | 5 de enero de 2009     | Chennai Open                               | Chennai      | ATP World Tour 250          | Dura          | R1    |
| 2.  | 19 de enero de 2009    | Australian Open                            | Melbourne    | Grand Slam                  | Dura          | R3    |
| 3.  | 9 de marzo de 2009     | BNP Paribas Open                           | Indian Wells | ATP World Tour Masters 1000 | Dura          | R4    |
| 4.  | 23 de marzo de 2009    | Sony Ericsson Open                         | Miami        | ATP World Tour Masters 1000 | Dura          | R4    |
| 5.  | 13 de abril de 2009    | Monte-Carlo Rolex Masters                  | Montecarlo   | ATP World Tour Masters 1000 | Tierra batida | SF    |
| 6.  | 20 de abril de 2009    | Barcelona Open Banco Sabadell              | Barcelona    | ATP World Tour 500          | Tierra batida | R3    |
| 7.  | 27 de abril de 2009    | Internazionali BNL d'Italia                | Roma         | ATP World Tour Masters 1000 | Tierra batida | R3    |
| 8.  | 11 de mayo de 2009     | Mutua Madrileña Madrid Open                | Madrid       | ATP World Tour Masters 1000 | Tierra batida | R3    |
| 9.  | 25 de mayo de 2009     | Roland Garros                              | París        | Grand Slam                  | Tierra batida | R3    |
| 10. | 22 de junio de 2009    | Wimbledon Championships                    | Londres      | Grand Slam                  | Césped        | R4    |
| 11. | 20 de julio de 2009    | International German Open                  | Hamburgo     | ATP World Tour 500          | Tierra batida | R2    |
| 12. | 27 de julio de 2009    | Allianz Suisse Open Gstaad                 | Gstaad       | ATP World Tour 250          | Tierra batida | R2    |
| 13. | 10 de agosto de 2009   | Rogers Cup                                 | Montreal     | ATP World Tour Masters 1000 | Dura          | R3    |
| 14. | 17 de agosto de 2009   | Western & Southern Financial Group Masters | Cincinnati   | ATP World Tour Masters 1000 | Dura          | R1    |
| 15. | 31 de agosto de 2009   | US Open                                    | New York     | Grand Slam                  | Dura          | R1    |
| 16. | 5 de octubre de 2009   | Rakuten Japan Open Tennis Championships    | Tokio        | ATP World Tour 500          | Dura          | CF    |
| 17. | 12 de octubre de 2009  | Shanghái ATP Masters 1000                  | Shanghái     | ATP World Tour Masters 1000 | Dura          | R3    |
| 18. | 2 de noviembre de 2009 | Davidoff Swiss Indoors                     | Basilea      | ATP World Tour 500          | Dura          | CF    |
| 19. | 9 de noviembre de 2009 | BNP Paribas Masters                        | París        | ATP World Tour Masters 1000 | Dura (i)      | R1    |

### 2010: Segundo título ATP y Cuartos de final en el Abierto de EE. UU.
El helvético vuelve a iniciar otra temporada en la India, de nueva cuenta en el Aircel Chennai Open, donde llegaría hasta la final después de vencer a Rohan Bopanna, Michael Russell, Michael Berrer y Dudi Sela, ya en la definición Marin Čilić se impondría en el último duelo del torneo por un marcador de 6-7,(2-7) 6-7(3-7).
En el Australian Open el suizo llegaría hasta a tercera ronda tras vencer en su camino a Guillermo García López e Igor Kunitsyn antes de volver a caer nuevamente ante el croata Marin Čilić en cuatro parciales.
Wawrinka vuelve a integrar el Equipo de Copa Davis de Suiza para enfrentar en la ciudad de Logroño al combinado español por la primera ronda del grupo mundial, donde, vencería a Nicolás Almagro y caería ante el alicantino David Ferrer, con estos resultados, Suiza perdió la serie por 1-4 y tendría que jugar los play off en la búsqueda de mantenerse en el grupo mundial de la Copa Davis.
Stan por fatiga decide no jugar en Indian Wells, por lo cual el Sony Ericsson Open sería el siguiente torneo que disputaría, donde estuvo exento de jugar la primera ronda, venció en su debut al sudafricano Kevin Anderson antes de caer ante el ruso Mijaíl Yuzhny.
El suizo iniciaría su participación en los torneos de tierra batida en el torneo marroquí de Casablanca, lugar en donde levantaría su segundo título de su carrera al dejar en el camino a Martin Klizan, Reda El Amrani, y Potito Starace, antes de vencer al rumano Victor Hanescu por 6-2, 6-3.

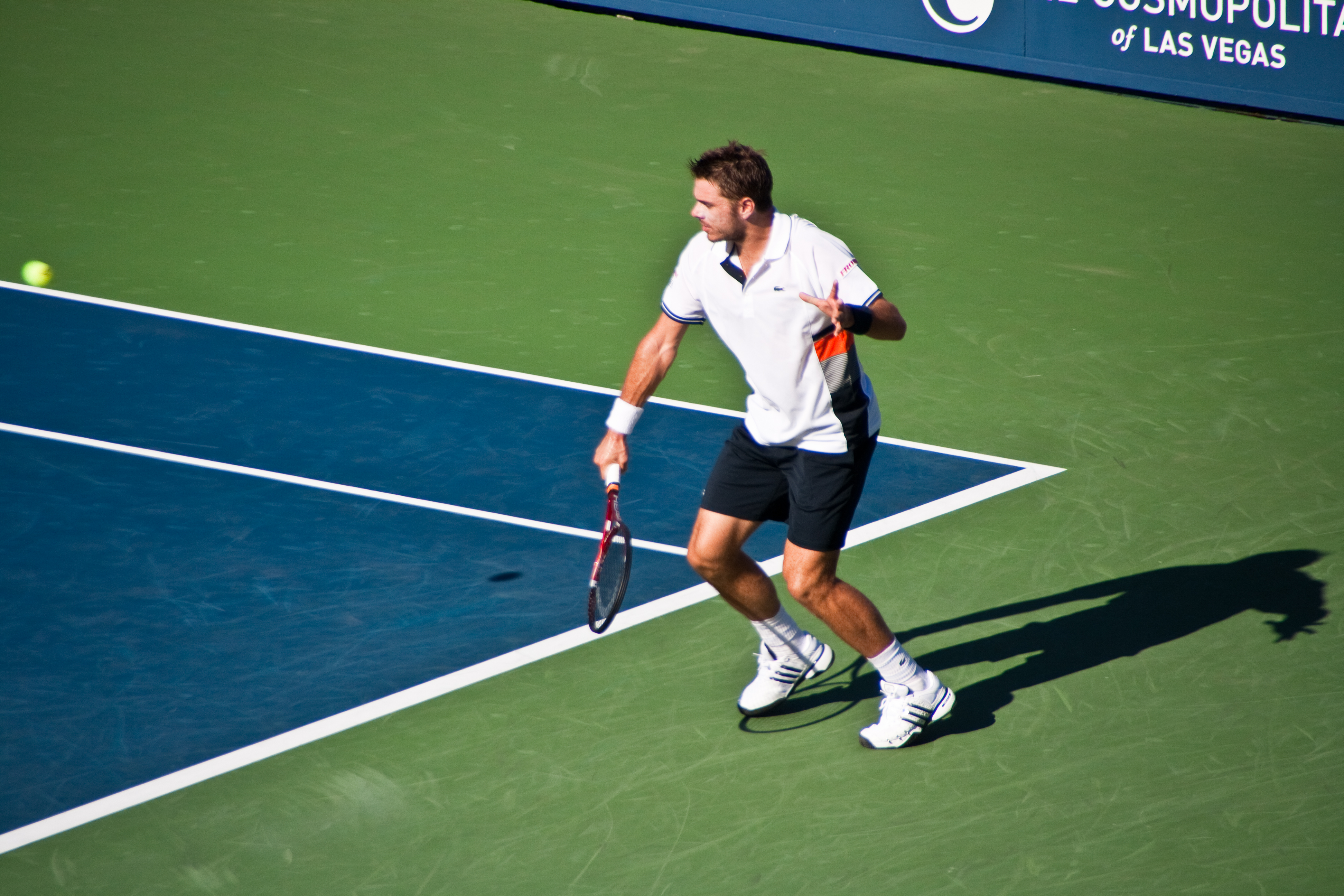
Stan Wawrinka en medio de su duelo frente al británico Andy Murray en el US Open

En el Monte-Carlo Rolex Masters caería en tercera vuelta ante el n.º 2 del mundo Novak Djokovic. En el Internazionali BNL d'Italia, derrotó al austriaco Jurgen Melzer, al checo Tomáš Berdych, y al sueco Robin Soderling, antes de caer en cuartos de final ante el n.º 3 del mundo Rafael Nadal.
Stan llega hasta las semifinales en el Serbia Open, donde cayó eliminado ante el estadounidense John Isner. En el Mutua Madrileña Madrid Open el suizo derrotó al español Marcel Granollers y al argentino Leonardo Mayer antes de ceder en tercera ronda ante el n.º 1 del mundo Roger Federer.
En el segundo Grand Slam del año, Roland Garros, el suizo accedió a la segunda semana por primera vez en el evento parisino al dejar en el camino al checo Jan Hájek, al alemán Andreas Beck y al italiano Fabio Fognini antes de volver a caer nuevamente derrotado ante su compatriota Roger Federer en dos mangas.
Stan decide volver a disputar el Challenger de Lugano en donde defiende el título conseguido en la edición pasada, nuevamente sobre el italiano Potito Starace.
Stan disputa el Campeonato de Wimbledon sin presentarse en ningún torneo preparatorio de césped, el suizo cae en cinco sets ante el uzbeco Denis Istomin en la primera ronda del torneo londinense.
Stan disputa tres torneos preparatorios de cara al US Open, en Washington, Toronto y Cincinnati, lugares en donde cayó derrotado en la segunda ronda a manos de David Nalbandian, Rafael Nadal y Julien Benneteau respectivamente.
En la disputa del US Open el suizo dejó en el camino a Mijaíl Kukushkin, Juan Ignacio Chela, al n.º 4 del mundo Andy Murray y al estadounidense Sam Querrey para acceder por primera vez a una ronda de cuartos de final de un torneo de Grand Slam] en donde caería derrotado en un partido intenso a cinco sets ante el ruso Mijaíl Yuzhny por 6-3, 6-7,(7-9) 6-3, 3-6, 3-6.
Wawrinka volvería a disputar la Copa Davis junto a su selección de visita a Kazajistán en la ciudad de Astaná, en donde cae derrotado ante Mijaíl Kukushkin. El suizo luego decide disputar el Shanghái Rolex Masters en donde venció al francés Gilles Simon antes de caer derrotado ante el n.º 1 del mundo Rafael Nadal.
El suizo caería eliminado en los cuartos de final ante su compatriota Roger Federer en Estocolmo, además sería eliminado por el francés Gael Monfils en la segunda ronda en Valencia. El último torneo que disputaría en el año sería el BNP Paribas Masters de París en donde vencería al local Josselin Ouanna y al croata y ex-n.º 3 del mundo Ivan Ljubičić, antes de ser eliminado en tercera ronda por el sueco y n.º 5 del mundo Robin Söderling.
Stan cerraría la temporada con un marca de victorias y derrotas de 41-19 en el año, además cerraría el año nuevamente en el n.º 21 del ranking de la ATP.

#### Torneos disputados
| N.º | Fecha                  | Torneo                                     | Ubicación  | Categoría                   | Superficie    | Ronda |
| 1.  | 4 de enero de 2010     | Aircel Chennai Open                        | Chennai    | ATP World Tour 250          | Dura          | F     |
| 2.  | 18 de enero de 2010    | Australian Open                            | Melbourne  | Grand Slam                  | Dura          | R3    |
| 3.  | 22 de marzo de 2010    | Sony Ericsson Open                         | Miami      | ATP World Tour Masters 1000 | Dura          | R3    |
| 4.  | 5 de abril de 2010     | Grand Prix Hassan II                       | Casablanca | ATP World Tour 250          | Tierra batida | G     |
| 5.  | 12 de abril de 2010    | Monte-Carlo Rolex Masters                  | Montecarlo | ATP World Tour Masters 1000 | Tierra batida | R3    |
| 6.  | 26 de abril de 2010    | Internazionali BNL d'Italia                | Roma       | ATP World Tour Masters 1000 | Tierra batida | CF    |
| 7.  | 3 de mayo de 2010      | Serbia Open                                | Belgrado   | ATP World Tour 250          | Tierra batida | SF    |
| 8.  | 10 de mayo de 2010     | Mutua Madrileña Madrid Open                | Madrid     | ATP World Tour Masters 1000 | Tierra batida | R3    |
| 9.  | 23 de mayo de 2010     | Roland Garros                              | París      | Grand Slam                  | Tierra batida | R4    |
| 10. | 21 de junio de 2010    | Wimbledon Championships                    | Londres    | Grand Slam                  | Césped        | R1    |
| 11. | 2 de agosto de 2010    | Legg Mason Tennis Classic                  | Washington | ATP World Tour 500          | Dura          | R2    |
| 12. | 9 de agosto de 2010    | Rogers Cup                                 | Toronto    | ATP World Tour Masters 1000 | Dura          | R2    |
| 13. | 16 de agosto de 2010   | Western & Southern Financial Group Masters | Cincinnati | ATP World Tour Masters 1000 | Dura          | R2    |
| 14. | 30 de agosto de 2010   | US Open                                    | New York   | Grand Slam                  | Dura          | CF    |
| 15. | 11 de octubre de 2010  | Shanghái Rolex Masters                     | Shanghái   | ATP World Tour Masters 1000 | Dura          | R2    |
| 16. | 18 de octubre de 2010  | If Stockholm Open                          | Estocolmo  | ATP World Tour 250          | Dura (i)      | CF    |
| 17. | 1 de noviembre de 2010 | Valencia Open 500                          | Valencia   | ATP World Tour 500          | Dura (i)      | R2    |
| 18. | 8 de noviembre de 2010 | BNP Paribas Masters                        | París      | ATP World Tour Masters 1000 | Dura (i)      | R2    |

### 2011: Tercer título ATP y cuartos de final en el Australian Open

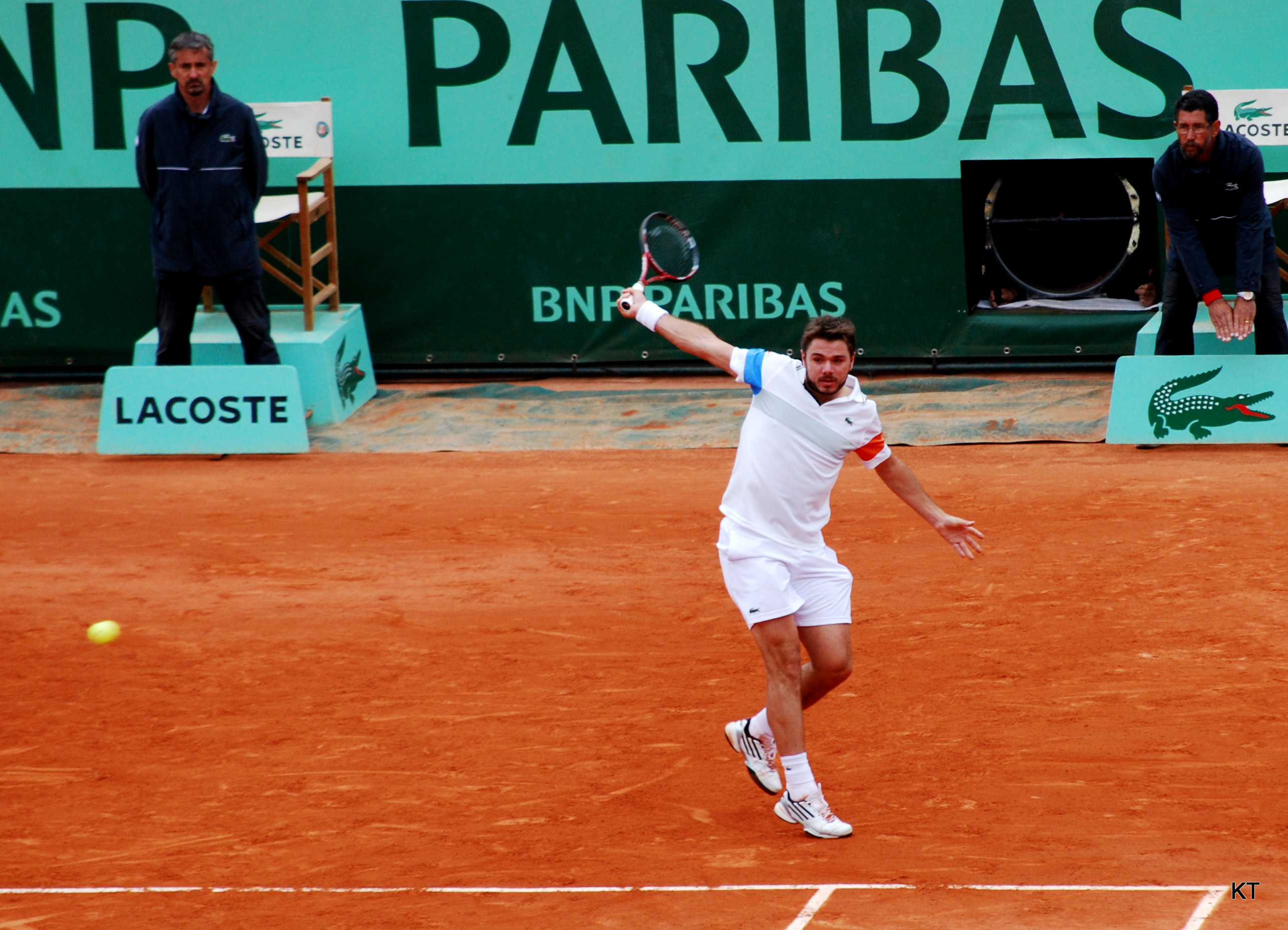
Stan Wawrinka golpeando de revés en su duelo de tercera ronda en Roland Garros ante el local Jo Wilfried Tsonga

Wawrinka nuevamente vuelve a iniciar la temporada en el Aircel Chennai Open, donde derrotaría a Rohan Bopanna, David Goffin, Robin Haase y Tomáš Berdych en camino a la final; en la gran definición del evento hindú Wawrinka ganaría el tercer título de su carrera cuando vencería al belga Xavier Malisse por 7-5, 4-6, 6-1.
En el Australian Open llegaría a sus segundos cuartos de final y de manera consecutiva en torneos de Grand Slam al derrotar en primera ronda al ruso Teimuraz Gabashvili, en segunda ronda al joven búlgaro Grigor Dimitrov, en tercera ronda derrotaría al n.º 12 del mundo Gaël Monfils por 7-6,(7-4) 6-2, 6-3; en los octavos de final vencería al n.º 8 del mundo Andy Roddick por 6-3, 6-4, 6-4, en cuartos de final caería ante su compatriota y n.º 2 del ranking Roger Federer en tres parciales.
Stan disputaría los torneos latinos de Buenos Aires, y Acapulco, en los cuales llegaría a semifinales y cuartos de final, cayendo en cada uno ante el argentino Juan Ignacio Chela y el ucraniano Aleksandr Dolgopólov respectivamente.
Wawrinka disputaría el BNP Paribas Open donde estuvo exento de disputar la primera ronda, en su debut el suizo vencería al ex-n.º 3 del mundo Nikolái Davydenko, en tercera y cuarta ronda vencería a Marin Čilić y Tomáš Berdych respectivamente, en cuartos de final cae nuevamente eliminado a manos de Roger Federer; mientras tanto Wawrinka llegaría hasta la final en los dobles junto a Federer, donde cayeron ante la pareja ucraniana-belga conformada por Alexandr Dolgopolov y Xavier Malisse. Stan regresaría al Sony Ericsson Open donde cedería en segunda ronda ante el español Marcel Granollers.
El suizo tendría un terrible inicio de gira por las pistas tierra batida al caer en sus debuts en Múnich y Madrid. Wawrinka se reivindicaría en Roma el derrotar en las dos primeras rondas a los italianos Fabio Fognini y Filippo Volandri antes de caer ante el serbio y actual campeón del Australian Open, Novak Djokovic en dos parciales. Stan volvería a la segunda semana de un Grand Slam, esta vez en Roland Garros, al derrotar a Augustin Gensse, Thomas Schoorel y Jo Wilfried Tsonga; en octavos de final perdería ante el n.º 3 del mundo Roger Federer en tres parciales.

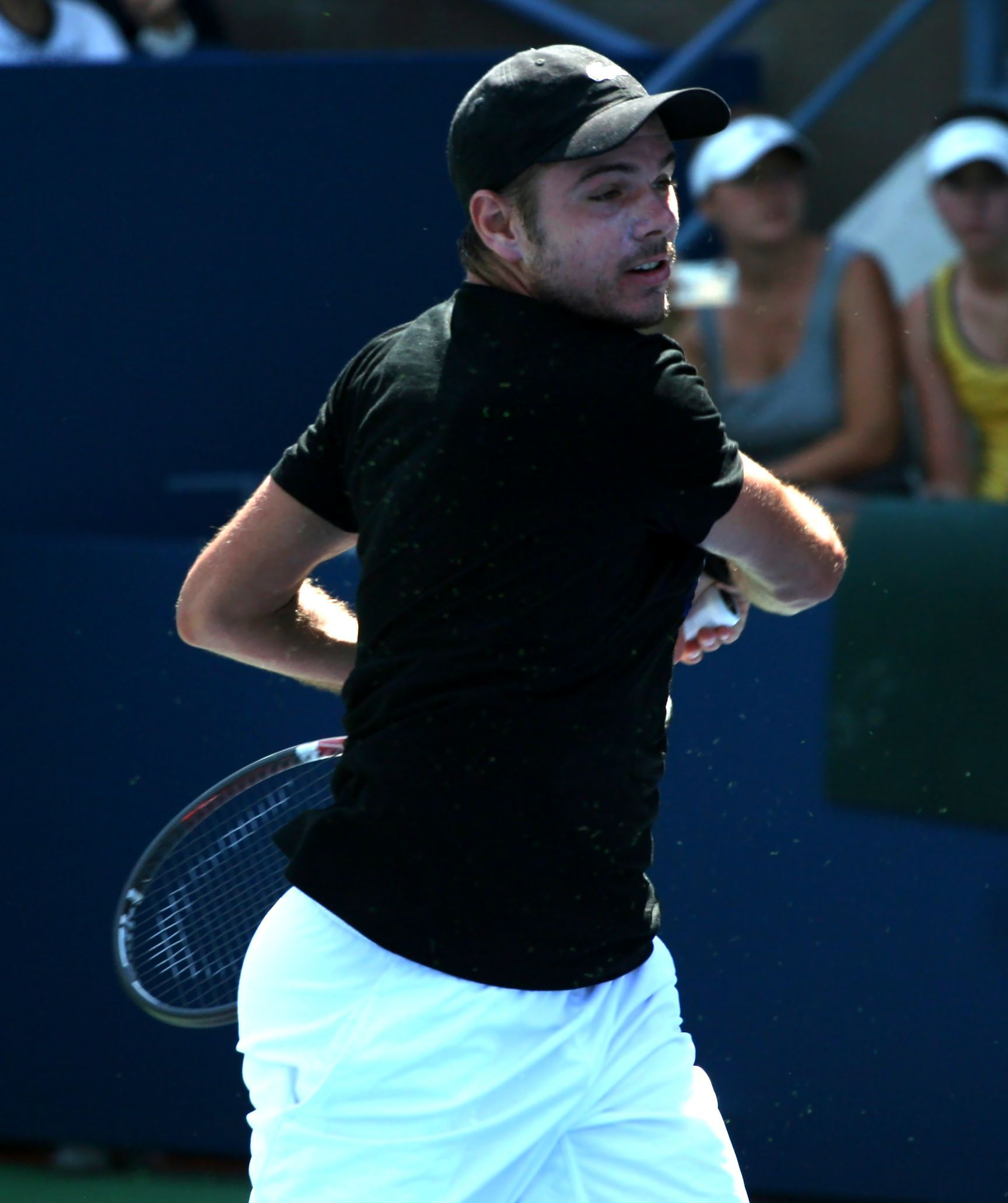
Stan Wawrinka en medio de su partido de Segunda ronda en el US Open ante la promesa local Donald Young

Stan tendría una nefasta gira por las pistas de césped, ya que quedó eliminado en primera ronda y segunda ronda en Queen's y en Wimbledon. Tras lo sucedido Wawrinka integra de nueva cuenta el Equipo de Copa Davis de Suiza, esta vez el equipo helvético se impuso al combinado portugués por 5-0, con Wawrinka ganando sus dos duelos a favor de su país.
Stan accedería a los cuartos de final en Gstaad y en Montreal cediendo ante Marcel Granollers y Mardy Fish en la ronda de los ocho mejore, respectivamente. Wawrinka caería en su debut en Cincinnati ante el kazajo Andrey Golubev. En el US Open, Wawrinka caería en segunda ronda ante el local Donald Young, después de vencer al argentino Máximo González en su debut.
Stan volvería a ser parte del Equipo de Copa Davis de Suiza, esta vez en un duelo de infarto ante el combinado australiano en la ciudad de Sídney, por el acceso al Grupo Mundial, Wawrinka cedería en su primer duelo ante el joven australiano Bernard Tomic, en el choque por la victoria de la serie, Wawrinka derrotó en un duelo espectacular a cinco sets al ex-n.º 1 del mundo Lleyton Hewitt por 4-6, 6-4, 6-7,(7-9) 6-4, 6-3; dándole la victoria a su país y el ascenso al Grupo Mundial para la siguiente edición de la Copa Davis.
En el Shanghái Rolex Masters el suizo vencería al argentino Juan Mónaco y al estadounidense Donald Young, antes de ceder en los octavos de final ante el n.º 4 del mundo Andy Murray en tres parciales.
Estocolmo sería la siguiente parada del helvético, donde caería en su debut ante el finlandés Jarkko Nieminen. Posteriormente, Wawrinka llegaría gasta las semifinales del Swiss Indoors Basel cayendo nuevamente ante Roger Federer en dos sets. Stan cerraría el año disputando el BNP Paribas Masters de París, donde caería ante el americano John Isner en tres mangas.
Wawrinka cerraría la temporada como el n.º 17 del mundo, con un récord de victorias y derrotas de 36-20 en el año.

#### Torneos disputados
| N.º | Fecha                  | Torneo                             | Ubicación    | Categoría                   | Superficie    | Ronda |
| 1.  | 3 de enero de 2011     | Aircel Chennai Open                | Chennai      | ATP World Tour 250          | Dura          | G     |
| 2.  | 17 de enero de 2011    | Australian Open                    | Melbourne    | Grand Slam                  | Dura          | CF    |
| 3.  | 14 de febrero de 2011  | Copa Claro                         | Buenos Aires | ATP World Tour 250          | Tierra batida | SF    |
| 4.  | 21 de febrero de 2011  | Abierto Mexicano Telcel            | Acapulco     | ATP World Tour 500          | Tierra batida | CF    |
| 5.  | 7 de marzo de 2011     | BNP Paribas Open                   | Indian Wells | ATP World Tour Masters 1000 | Dura          | CF    |
| 6.  | 21 de marzo de 2011    | Sony Ericsson Open                 | Miami        | ATP World Tour Masters 1000 | Dura          | R2    |
| 7.  | 25 de abril de 2011    | BMW Open                           | Múnich       | ATP World Tour 250          | Tierra batida | R1    |
| 8.  | 2 de mayo de 2011      | Mutua Madrid Open                  | Madrid       | ATP World Tour Masters 1000 | Tierra batida | R1    |
| 9.  | 9 de mayo de 2011      | Internazionali BNL d'Italia        | Roma         | ATP World Tour Masters 1000 | Tierra batida | R3    |
| 10. | 23 de mayo de 2011     | Roland Garros                      | París        | Grand Slam                  | Tierra batida | R4    |
| 11. | 6 de junio de 2011     | AEGON Championships                | Londres      | ATP World Tour 250          | Césped        | R2    |
| 12. | 20 de junio de 2011    | Wimbledon Championships            | Londres      | Grand Slam                  | Césped        | R2    |
| 13. | 25 de julio de 2011    | Crédit Agricole Suisse Open Gstaad | Gstaad       | ATP World Tour 250          | Tierra batida | CF    |
| 14. | 8 de agosto de 2011    | Rogers Cup                         | Montreal     | ATP World Tour Masters 1000 | Dura          | CF    |
| 15. | 15 de agosto de 2011   | Western & Southern Open            | Cincinnati   | ATP World Tour Masters 1000 | Dura          | R1    |
| 16. | 29 de agosto de 2011   | US Open                            | New York     | Grand Slam                  | Dura          | R2    |
| 17. | 10 de octubre de 2011  | Shanghái Rolex Masters             | Shanghái     | ATP World Tour Masters 1000 | Dura          | R3    |
| 18. | 17 de octubre de 2011  | If Stockholm Open                  | Estocolmo    | ATP World Tour 250          | Dura (i)      | R2    |
| 19. | 31 de octubre de 2011  | Swiss Indoors Basel                | Basilea      | ATP World Tour 500          | Dura          | SF    |
| 20. | 7 de noviembre de 2011 | BNP Paribas Masters                | París        | ATP World Tour Masters 1000 | Dura (i)      | R1    |

### 2012: Abanderado de Suiza en los Juegos Olímpicos

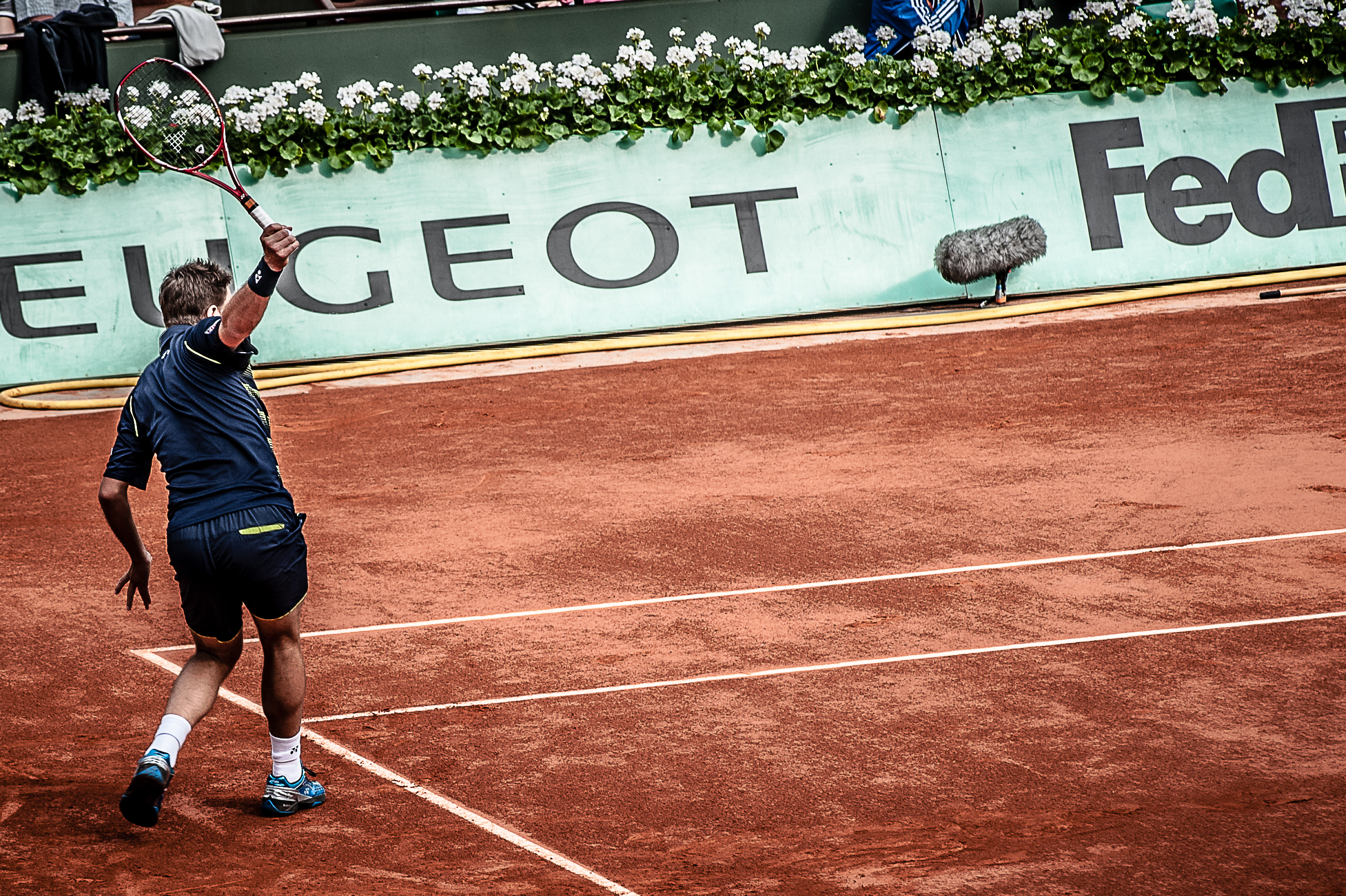
Stan Wawrinka golpeando de revés en su duelo de tercera ronda en Roland Garros ante el local Gilles Simon

Stan Wawrinka abre el año como el n.º 17 del mundo y en total Top 25 por quinto año seguido, empezó el año con nuevo patrocinador y una nueva raqueta. Su primer torneo fue el Aircel Chennai Open donde llegaba como el campeón defensor, alcanzó los cuartos de final (perdiendo ante Go Soeda) y en el Abierto de Australia alcanzó la tercera ronda perdiendo contra Nicolás Almagro en sets corridos.
En febrero representa a su país en la primera ronda de la Copa Davis 2012 ante los Estados Unidos, que tuvo lugar del 10 al 12 de febrero en tierras suizas. Abrió la serie perdiendo contra Mardy Fish en 5 sets por 2-6, 6-4, 6-4, 1-6, 7-9. Roger Federer tiene un resultado similar al caer cuatro mangas contra John Isner, ambos jugaron el dobles contra Bob Bryan y Mardy Fish perdiendo en cuatro sets por 6-4, 3-6, 3-6, 3-6 así los norteamericanos cerraron la serie 3-0 a su favor descartando cualquier posibilidad de clasificación para Suiza a cuartos de final.

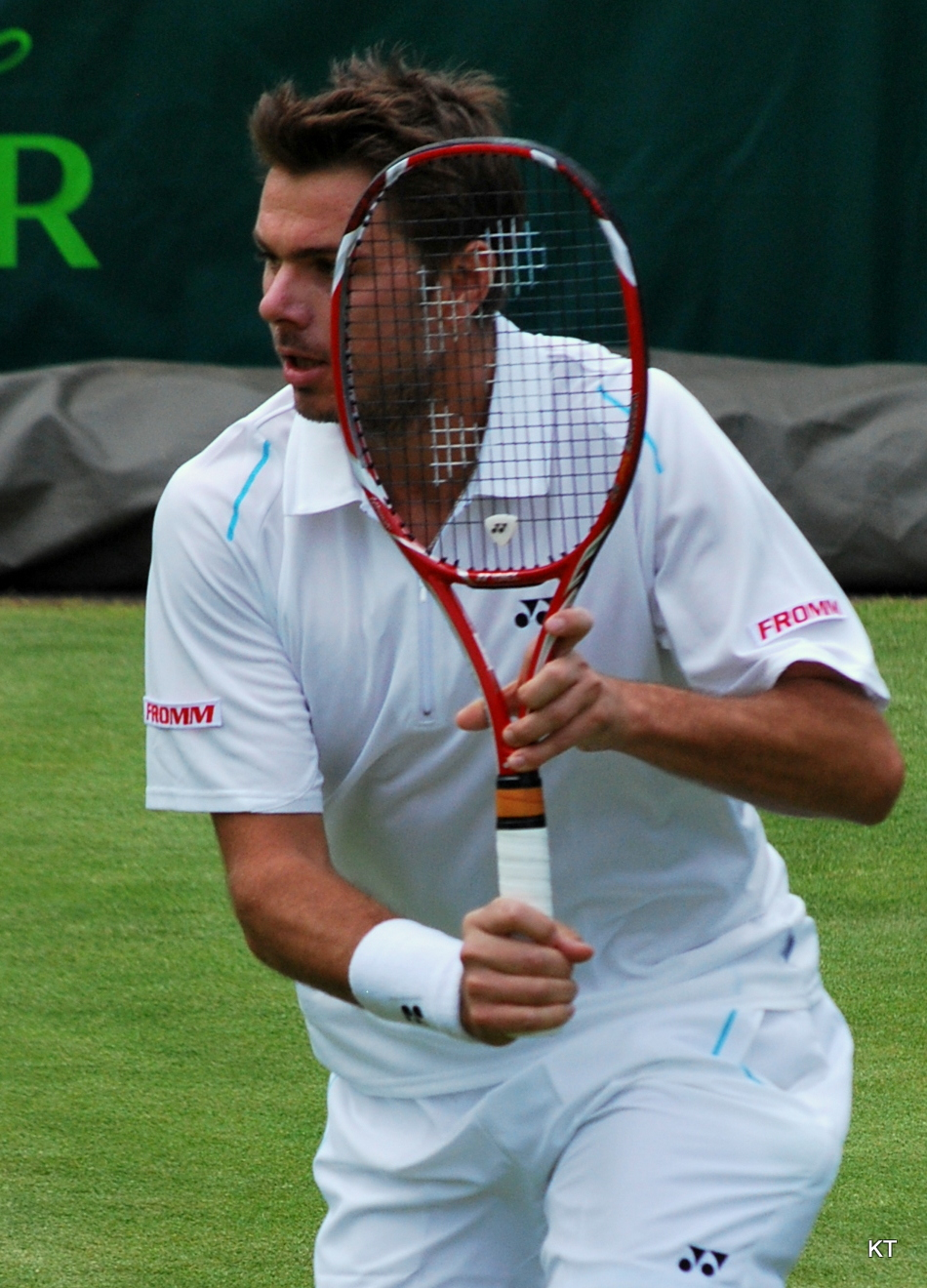
Stan Wawrinka durante su duelo de primera ronda en el Wimbledon ante el austriaco Jurgen Melzer

Viajó hasta Argentina para comenzar la gira sobre tierra batida sudamericana en el ATP 250 de Buenos Aires alcanzando las semifinales al igual que el año anterior, ahí perdió ante el español Nicolás Almagro por 4-6, 6-3, 5-7. Continuó su paso en la gira sudamericana en el ATP 500 de Acapulco llegando a semifinales nuevamente perdiendo contra otro español, Fernando Verdasco por 3-6, 3-6. En el Masters de Indian Wells ganó su primer partido contra Robby Ginepri 4-6, 6-4, 6-4 y en la tercera ronda fue eliminado por el francés Gilles Simon por 4-6, 4-6.
Comenzó la gira sobre arcilla en el Montecarlo Rolex-Masters venciendo a los españoles Feliciano López, Pablo Andújar y Nicolás Almagro en sets corridos para avanzar a cuartos de final donde cayó ante Rafael Nadal por octava vez en ocho enfrentamientos (todos en sets corridos) por 5-7, 4-6. En el ATP 500 de Estoril llegó a semifinales perdiendo ante Juan Martín del Potro por 6-7,(2-7) 4-6.
En el Mutua Madrid Open alcanzó la tercera ronda tras vencer a Olivier Rochus y Jürgen Melzer antes de ser eliminado por Novak Djokovic por 6-7(5-7) y 4-6. En el Masters de Roma eliminó a Robin Haase y al octavo cabeza de serie Janko Tipsarević para acceder a la tercera ronda donde perdió contra el local Andreas Seppi por 7-6,(7-1) 6-7,(6-8) 6-7(6-8) en un partido en el que tuvo 6 Match Points y sacó para la victoria, pero no pudo manejar la presión del público italiano.
En Roland Garros tiene partidos realmente difíciles; en primera ronda venció a Flavio Cipolla en cinco sets por 6-3, 6-3, 4-6, 3-6, 6-2. En segunda ronda venció a Pablo Andújar por 7-6,(7-3) 6-7,(4-7) 6-2 y 6-1, en tercera ronda tuvo otro maratoniano partido venciendo al local Gilles Simon por 7-5, 6-7,(5-7) 6-7,(3-7) 6-3 y 6-2 para acceder a la segunda semana del torneo parisino. Ahí se enfrentó a Jo-Wilfried Tsonga en una repetición del partido del año anterior, esta vez el francés se llevó el triunfo por 6-4, 7-6,(8-6) 3-6, 3-6 y 6-4 siendo esta la tercera vez que Wawrinka pierde en los octavos de final en Roland Garros.

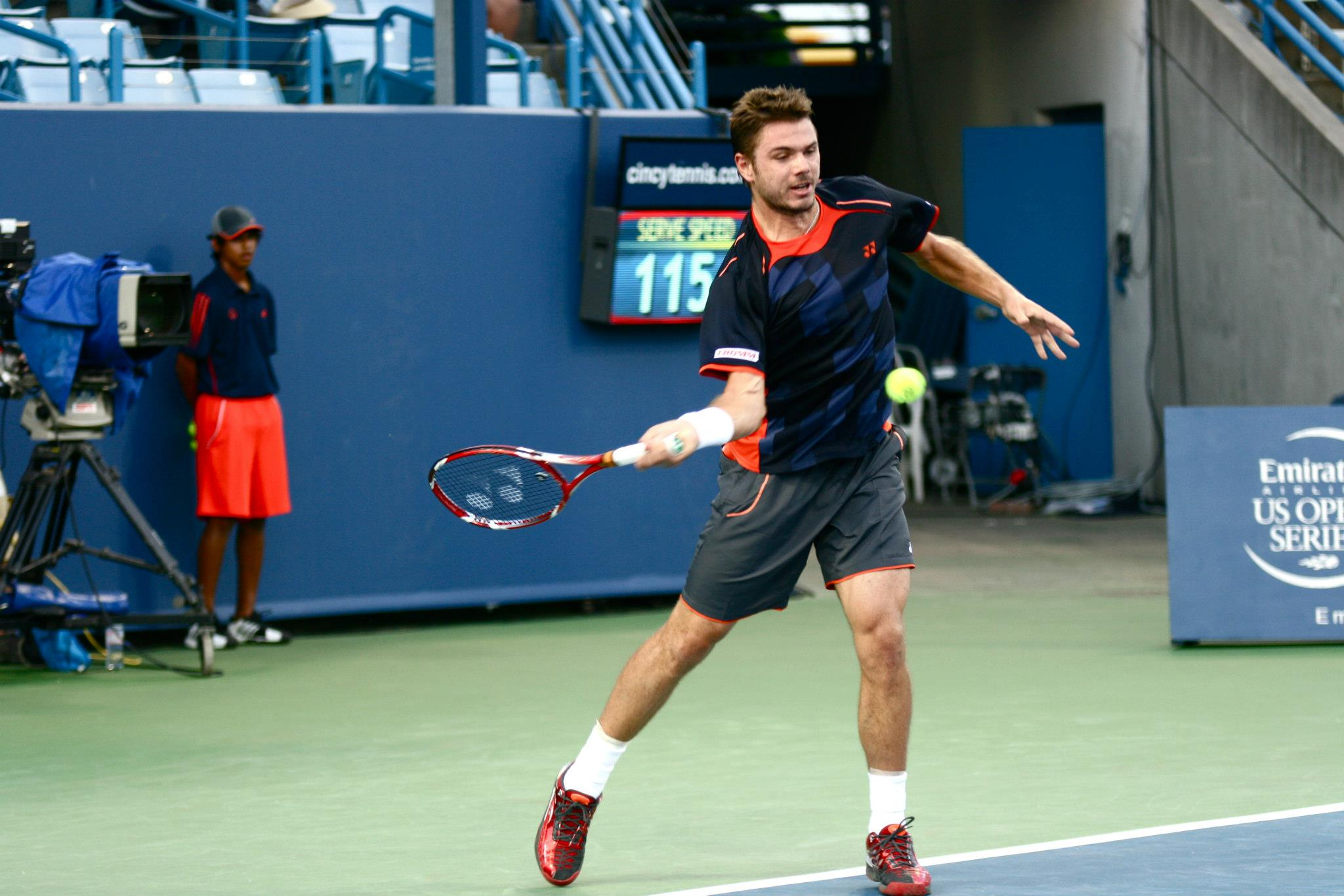
Stan Wawrinka golpeando de drive en su duelo de semifinales ante su compatriota Roger Federer en el Western & Southern Open de Cincinnati

No jugó torneos en césped antes de Wimbledon, donde perdió ante Jürgen Melzer por 3-6, 7-6,(7-2) 2-6, 6-4 y 8-6 en el quinto set en primera ronda.
El 23 de julio de 2012, fue nombrado abanderado de la delegación suiza para los Juegos Olímpicos de Londres 2012, en el singles fue eliminado de entrada contra el futuro ganador Andy Murray por 3-6, 3-6. Corrió una suerte similar en el dobles junto con Roger Federer, al caer en segunda ronda contra la dupla israelí y especialista en dobles, Jonathan Erlich y Andy Ram en tres sets.
Después de haberse bajado del Masters de Toronto, regresó a las pistas duras en el Masters de Cincinnati, empezó con una victoria complicada contra el francés Paul-Henri Mathieu por 6-2, 3-6, 6-1 y en segunda ronda dio la sorpresa al eliminar al número 5 del mundo David Ferrer, a quien no vencía desde 2006 (6 años), por un claro 6-4 y 6-1. En tercera ronda venció fácilmente al japonés Kei Nishikori por 6-3, 6-3 y en cuartos de final venció al cañonero canadiense Milos Raonic por 2-6, 7-6,(7-5) 6-4, su recorrido por el evento se termina en semifinales perdiendo ante el número 1 del mundo, Roger Federer por 7-6,(7-4) 6-3. Esta buena semana le hizo subir varios puestos en el Ranking ATP del lugar 26 al 19.
Comenzó el US Open con dos verdaderas batallas; venció a Sergui Stajovski por 6-7,(6-8) 7-6(7-2) 6-4, 6-3 y al belga Steve Darcis por 6-7,(6-8) 6-3, 4-6, 6-1, 7-5. En tercera ronda fue mucho más convincente al batir al ucraniano Alexandr Dolgopolov por 6-4, 6-4 y 6-2, en cuarta ronda debió retirarse de su partido contra Novak Djokovic cuando iba perdiendo 4-6, 1-6, 1-3 debido a molestias físicas.
En la gira asiática hizo cuartos de final en el Rakuten Japan Open Tennis Championships de Tokio (perdiendo ante Andy Murray) y en tercera ronda en el Shanghái Rolex Masters (perdiendo ante Roger Federer). Cerró su temporada con una tercera ronda en el BNP Paribas Masters de París perdiendo ante el eventual campeón David Ferrer en tres sets.

#### Torneos disputados
| N.º | Fecha                 | Torneo                                  | Ubicación    | Categoría                   | Superficie    | Ronda |
| 1.  | 2 de enero de 2012    | Aircel Chennai Open                     | Chennai      | ATP World Tour 250          | Dura          | CF    |
| 2.  | 16 de enero de 2012   | Australian Open                         | Melbourne    | Grand Slam                  | Dura          | 3R    |
| 3.  | 20 de febrero de 2012 | Copa Claro                              | Buenos Aires | ATP World Tour 250          | Tierra batida | SF    |
| 4.  | 27 de febrero de 2012 | Abierto Mexicano Telcel                 | Acapulco     | ATP World Tour 500          | Tierra batida | SF    |
| 5.  | 5 de marzo de 2012    | BNP Paribas Open                        | Indian Wells | ATP World Tour Masters 1000 | Dura          | 3R    |
| 6.  | 16 de abril de 2012   | Monte-Carlo Rolex Masters               | Montecarlo   | ATP World Tour Masters 1000 | Tierra batida | CF    |
| 7.  | 30 de abril de 2012   | Estoril Open                            | Estoril      | ATP World Tour 250          | Tierra batida | SF    |
| 8.  | 7 de mayo de 2012     | Mutua Madrid Open                       | Madrid       | ATP World Tour Masters 1000 | Tierra batida | 3R    |
| 9.  | 14 de mayo de 2012    | Internazionali BNL d'Italia             | Roma         | ATP World Tour Masters 1000 | Tierra batida | 3R    |
| 10. | 28 de mayo de 2012    | Roland Garros                           | París        | Grand Slam                  | Tierra batida | 4R    |
| 11. | 25 de junio de 2012   | Wimbledon Championships                 | Londres      | Grand Slam                  | Césped        | 1R    |
| 12. | 16 de julio de 2012   | Crédit Agricole Suisse Open Gstaad      | Gstaad       | ATP World Tour 250          | Tierra batida | 1R    |
| 13. | 30 de julio de 2012   | Juegos Olímpicos                        | Londres      | Juegos Olímpicos            | Césped        | 1R    |
| 14. | 13 de agosto de 2012  | Western & Southern Open                 | Cincinnati   | ATP World Tour Masters 1000 | Dura          | SF    |
| 15. | 27 de agosto de 2012  | US Open                                 | New York     | Grand Slam                  | Dura          | 4R    |
| 16. | 1 de octubre de 2012  | Rakuten Japan Open Tennis Championships | Tokio        | ATP World Tour 500          | Dura          | CF    |
| 17. | 8 de octubre de 2012  | Shanghái Rolex Masters                  | Shanghái     | ATP World Tour Masters 1000 | Dura          | 3R    |
| 18. | 22 de octubre de 2012 | Swiss Indoors Basel                     | Basilea      | ATP World Tour 500          | Dura          | 1R    |
| 19. | 29 de octubre de 2012 | BNP Paribas Masters                     | París        | ATP World Tour Masters 1000 | Dura (i)      | 3R    |

### 2013: Explosión, Top 8 y segunda final en Masters 1000

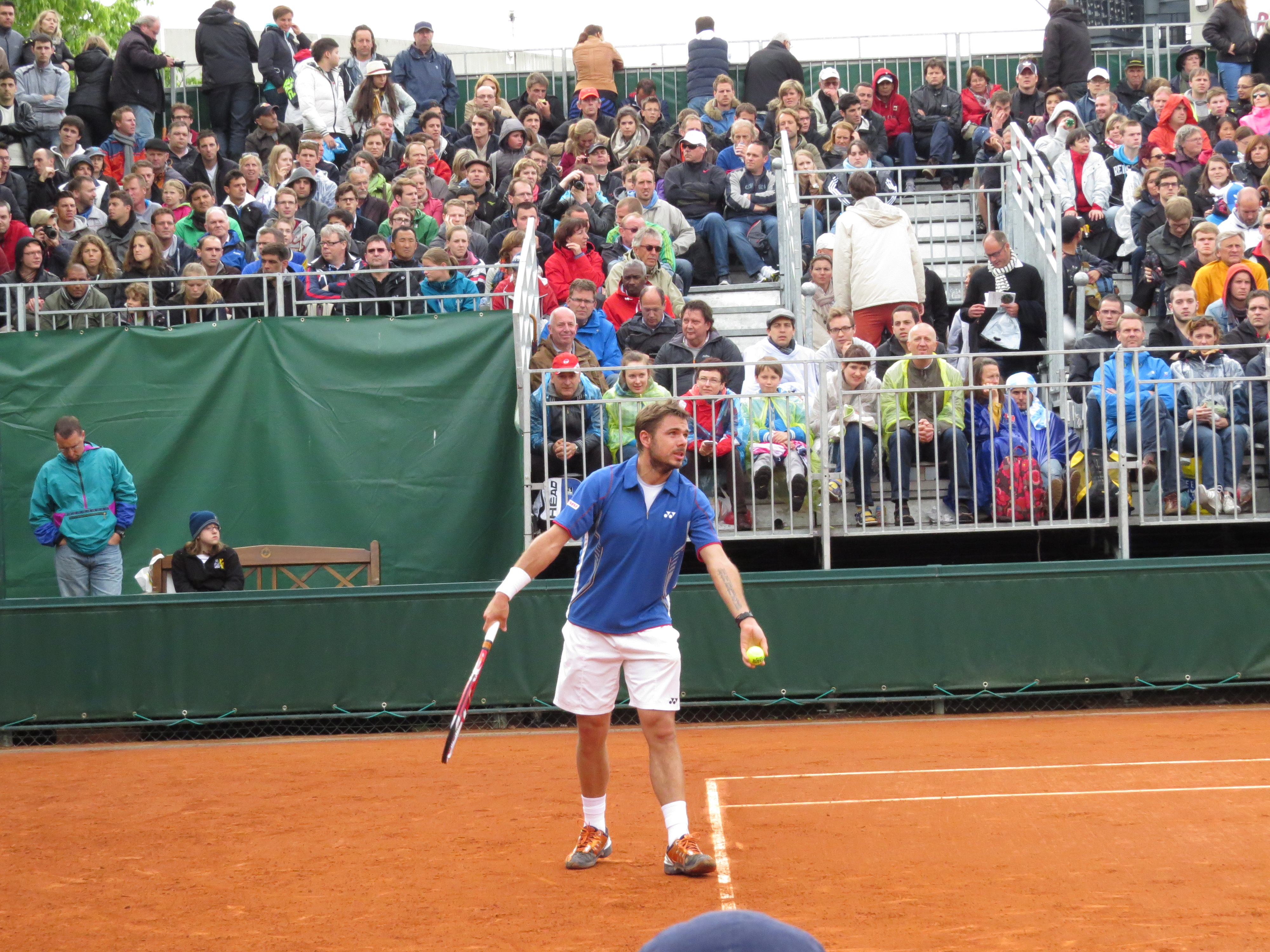
Stan Wawrinka al servicio en su duelo de segunda ronda en Roland Garros

Stan comenzó el año en el ATP 250 de Chennai en India en donde, después de haber vencido fácilmente al alemán Cedrik-Marcel Stebe en sets corridos, fue derrotado en los cuartos de final por el esloveno Aljaž Bedene en dos sets por 6-2, 7-6(8-6) a favor del joven jugador de Eslovenia. En la rama del dobles se asoció con el francés Benoît Paire y ganando en dicha categoría tras vencer a los alemanes Andre Begemann y Martin Emmrich, conquistando el segundo título de su carrera en el dobles.
Da inicio el primer Grand Slam del año, el Australian Open alcanzó la cuarta ronda tras vencer a Cedrik-Marcel Stebe nuevamente, a Tobias Kamke (el alemán se retiró por lesión tras ir perdiendo 2-0 en sets) y a Sam Querrey, todos en sets corridos. En los octavos de final, Stan se vería las caras ante el bicampeón defensor del torneo el serbio Novak Djokovic, el cual perdió en una dura batalla de suspenso en cinco sets, que duró poco más de cinco horas y finalmente perdió en el 22° juego del quinto set con un marcador final de 1-6, 7-5, 6-4, 6-7(5-7) y 12-10 a favor de Djokovic, en uno de los mejores partidos del año; en el segundo set iba 5-1 recibiendo pero Djokovic en un esfuerzo sobrehumano dio vuelta el marcador ganando 6 juegos consecutivos.
Wawrinka luego representaría a su país en los Octavos de final de la Copa Davis contra la República Checa en Ginebra sobre canchas duras, jugó dobles junto a Marco Chiudinelli con quien jugó el partido de dobles ATP más largo de la historia y de mayor duración registrado en la Copa Davis, la pareja suiza cayó derrotada por Lukáš Rosol y Tomáš Berdych por 4-6, 7-5, 4-6, 7-6(3-7) y 22-24 a favor de los checos en 7 horas y 2 minutos, incluyendo un set de 46 juegos. El partido fue el segundo partido ATP más largo de la historia (individuales y dobles combinados), finalmente el conjunto suizo perdió la serie por 2-3.

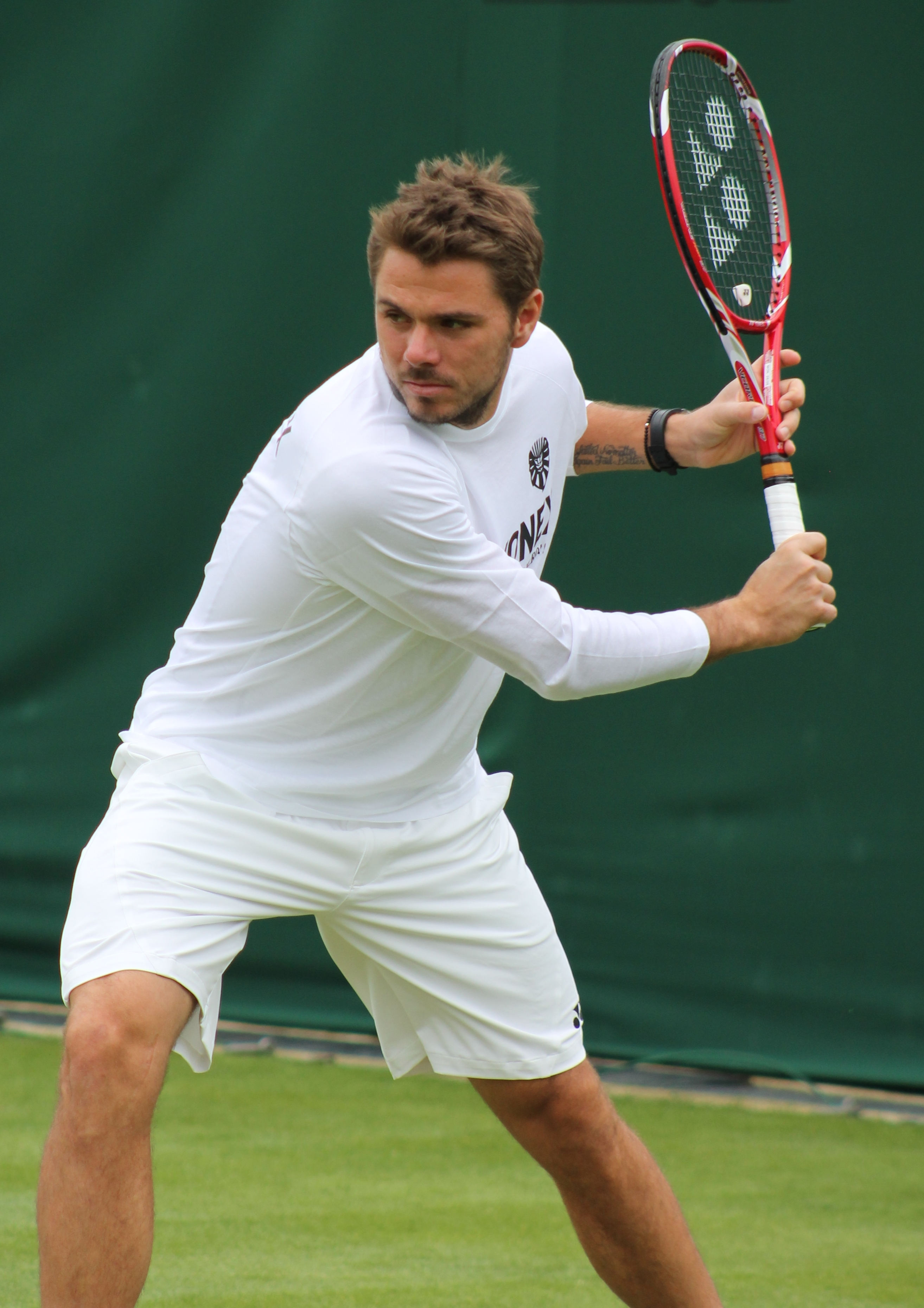
Stan Wawrinka golpeando de revés en su duelo debut en Wimbledon frente al campeón de la edición del 2002 Lleyton Hewitt

Stan seguiría su recorrido por el tour al viajar a Latinoamérica para jugar la gira sobre tierra batida y canchas duras estadounidenses en dicho continente, comenzó con el ATP 250 de Buenos Aires. Llegó fácilmente a las semifinales tras vencer a Paolo Lorenzi, Daniel Gimeno y Albert Ramos en sets corridos, en la ronda de los cuatro mejores batió al español Nicolás Almagro por 6-3 y 7-5 para acceder a su primera final del año. En la final, Wawrinka se enfrentó al número 4 del mundo, David Ferrer, Stan perdió el primer set 6-4, pero logró recuperarse ganando el segundo por 6-3, desafortunadamente en el set decisivo se viene abajo mentalmente y cae por un claro 6-1, dejando escapar la posibilidad de sumar su cuarto título ATP. En el ATP 500 de Acapulco perdió en su debut a manos del italiano Fabio Fognini. Después de la gira de arcilla por Sudamérica, Wawrinka viajó hasta los Estados Unidos para jugar los primeros 2 Masters 1000 del año: en Indian Wells perdió en los octavos de final contra su compatriota Roger Federer por 3-6, 7-6,(7-4) 5-7. Después decidió saltarse el Masters de Miami por molestias en el brazo y la espalda.
Comienza su gira sobre tierra batida europea recibiendo una invitación para disputar el ATP 250 de Casablanca en tierras marroquíes, torneo que ganó en 2011. Perdió en semifinales ante el español Tommy Robredo por 6-1, 3-6, 2-6. Inmediatamente después disputó el Montecarlo-Rolex Masters, venció fácilmente a Denis Istomin y Albert Montañés en sets corridos para jugar contra el número 2 del mundo Andy Murray en octavos de final, partido que ganó por un contundente 6-1 y 6-2. En cuartos de final cae eliminado a manos del francés Jo-Wilfried Tsonga por 6-2, 3-6, 4-6.
A finales de abril el suizo disputaría el ATP 250 de Oeiras en Portugal. Empezó en segunda ronda venciendo al español Albert Ramos por 1-6, 6-3 y 6-4, en cuartos de final venció al local Gastao Elias por un doble 6-4 y en semifinales venció a la revelación del torneo, al joven español Pablo Carreño por 6-3, 3-6 y 6-1. En la final, enfrentó y derrotó al número 4 del mundo, David Ferrer, por un claro 6-1 y 6-4 para conquistar su primer título del año y el cuarto de su carrera, el primero desde enero de la temporada 2011.
A la semana siguiente Wawrinka disputó el Mutua Madrid Open. En primera y segunda ronda derrotó a Marius Copil y Santiago Giraldo en sets corridos, en cuartos de final venció al joven y talentoso búlgaro Grigor Dimitrov por 3-6, 6-4 y 6-1, verdugo del número 1 Novak Djokovic en la ronda anterior. En cuartos de final venció al francés Jo-Wilfried Tsonga en un luchado partido por 6-2, 6-7(9-11) y 6-4, en semifinales venció al checo Tomáš Berdych en otros tres sets por 6-3, 4-6, 6-4 para clasificar a su segunda final Masters 1000, la primera desde Roma 2008. Sin embargo, en la final perdió contra Rafael Nadal por 2-6, 4-6. Tras su fantástica semana en la capital española regresó al top 10 luego de 5 años tras abandonarlo en 2008 y manteniéndose en el Top 10 hasta 2018 (5 años).
En el Masters de Roma venció en primera ronda a Carlos Berlocq por 5-7, 6-3 y 6-3, en la segunda ronda debía enfrentar al ucraniano Alexandr Dolgopolov pero decidió retirarse por unas molestias en el muslo y así llegar en mejores condiciones al segundo Grand Slam del año. En Roland Garros comenzó bien, tras vencer al neerlandés Thiemo de Bakker en cuatro sets, a Horacio Zeballos en sets corridos y al polaco Jerzy Janowicz en cuatro mangas. En octavos de final jugó contra el francés Richard Gasquet, séptimo cabeza de serie. Hizo una remontada espectacular tras regresar de dos sets abajo, para finalmente ganar por 6-7,(5-7) 4-6, 6-4, 7-5 y 8-6 en 4 horas y 15 minutos. Así en cuartos de final enfrenta al siete veces campeón del torneo, Rafael Nadal, siendo este su primer cuartos de final en Roland Garros y también con esto se consolidó como n.º 10 del mundo. Sin embargo, no pudo lograr la hazaña al caer en solo 1 hora 53 minutos por 2-6, 3-6, 1-6 acusando un poco el desgaste del partido anterior.

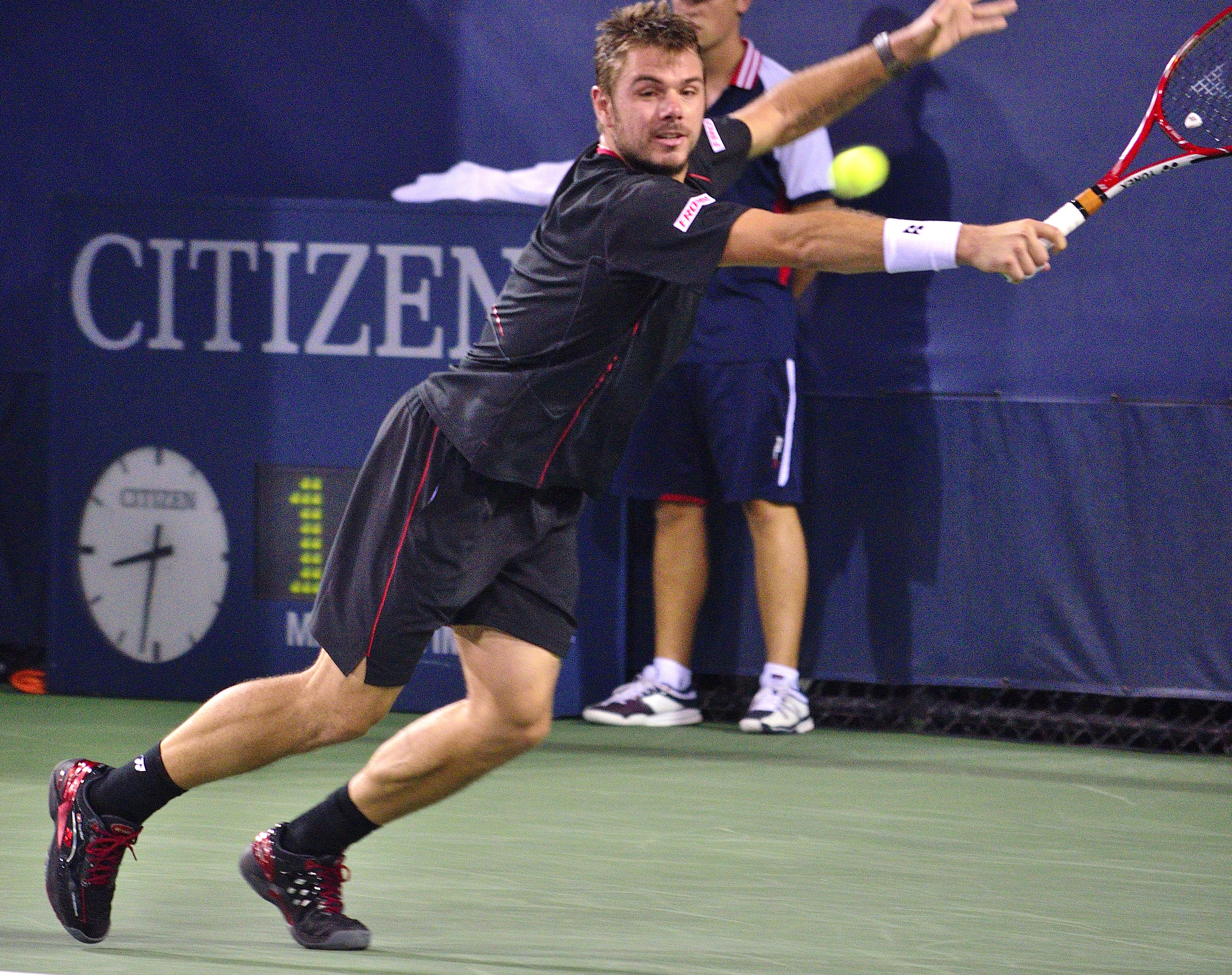
Stan Wawrinka recepcionando un servicio de Ivo Karlović en su duelo de tercera ronda en el US Open

Comienza su temporada de césped de la mejor manera posible, llegando a su tercera final del año en 's-Hertogenbosch, la primera sobre césped de su carrera (perdiendo ante el n.º 240 del mundoNicolas Mahut). En Wimbledon perdió en la primera ronda contra el exganador y ex-número 1 del mundo Lleyton Hewitt por 4-6, 5-7, 3-6. Fue segundo cabeza de serie en el Torneo de Gstaad en su natal Suiza. Después de eliminar a Daniel Gimeno en la segunda ronda, se retira de su partido de cuartos de final ante Feliciano López cuando el marcador iba 6-4, 2-6 y 4-3 a favor del español por un dolor en la espalda. Esto marcó el fin de su temporada de arcilla.
En la Rogers Cup perdió de entrada ante Benoît Paire. Sin embargo, esta temprana eliminación en segunda ronda sumada a la no defensa del subcampeonato de Richard Gasquet le permitió volver al noveno lugar del ranking ATP por primera vez desde 2008, fue de corta duración tras su eliminación en la segunda ronda del Masters de Cincinnati contra Tommy Robredo en tres sets, donde tenía una semifinal para defender.
En el US Open inicia su participación convincentemente al eliminar al checo Radek Štěpánek en 3 sets por 7-6,(7-2) 6-3, 6-2, después eliminaría al croata Ivo Karlović, también en 3 sets por 7-5, 7-6(10-8) y 6-4. En tercera ronda venció al chipriota Marcos Baghdatis por 6-3, 6-2, 6-7(1-7) y 7-6(9-7), en cuarta ronda logró un gran triunfo al batir al quinto cabeza de serie Tomáš Berdych por 3-6, 6-1, 7-6(8-6) y 6-2. En cuartos de final hizo un partido perfecto para eliminar al campeón defensor y n.º 3 del mundo Andy Murray en sets corridos por 6-4, 6-3 y 6-2 en solo 2 horas y 15 minutos de partido, para acceder a su primera semifinal de Grand Slam. En la ronda de los cuatro mejores jugadores se vería las caras con Novak Djokovic, su último enfrentamiento en Grand Slam había sido en el Australian Open, produciendo uno de los mejores partidos de la temporada. Stan comenzó el partido de una manera impresionante; sólido desde la línea de base y con variaciones del golpes ganando el primer set por un claro 6-2, pero Novak como el actual n.º 1 mundo, aumenta su nivel de juego para finalmente ganar el partido en más de cuatro horas con un marcador de 6-2, 6-7(4-7) 6-3, 3-6, 4-6. Después de este tremendo partido el cual ganó exactamente el mismo número de puntos que su oponente, y donde gana en particular, al comienzo del quinto set, un juego de 21 minutos, Wawrinka abandona la cancha del Arthur Ashe bajo una gran ovación del público.

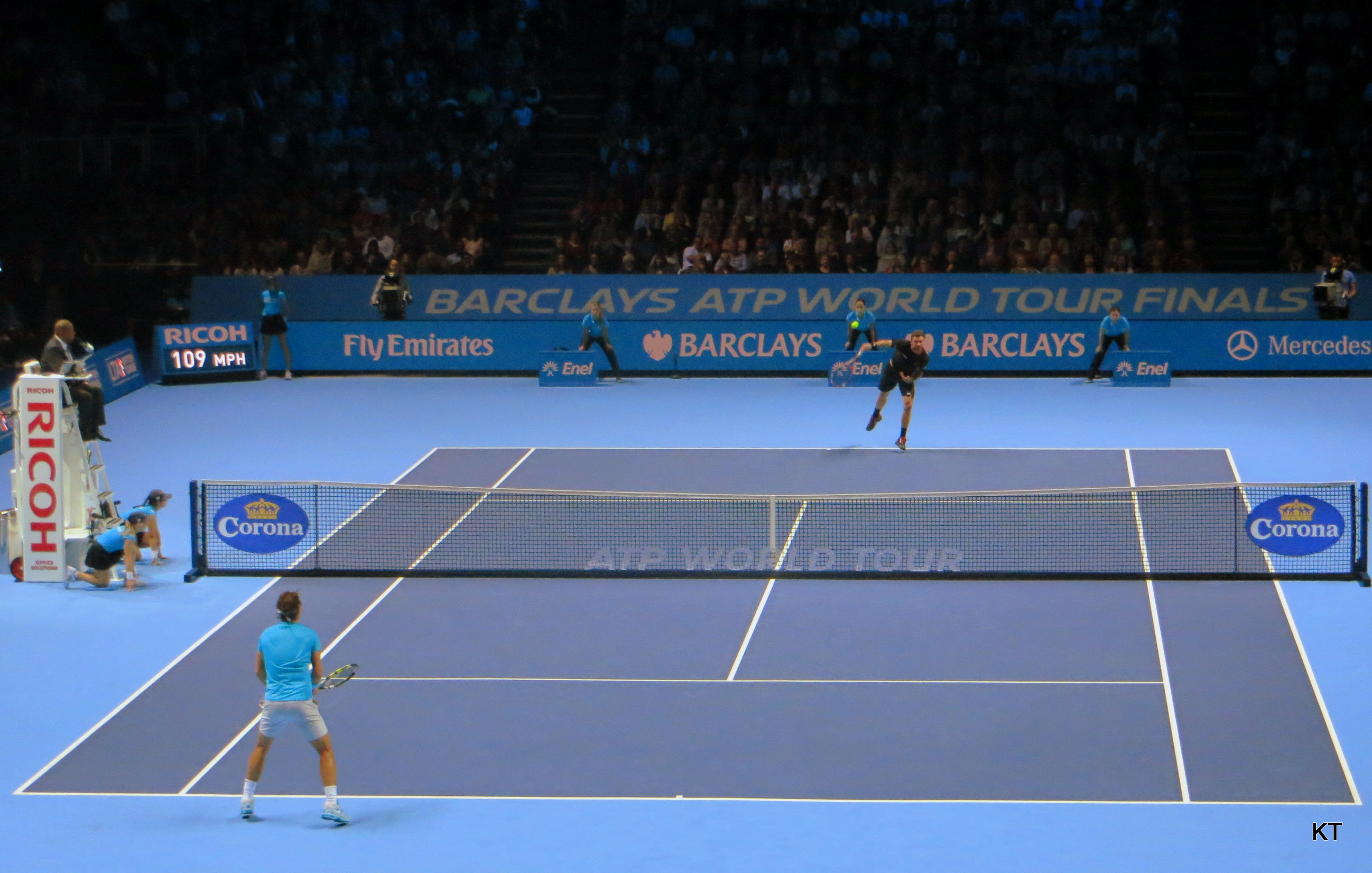
Stan Wawrinka al servicio en su segundo choque en el ATP World Tour Finals ante el n.º 1 del mundo Rafael Nadal.

Stan caería a manos del francés Julien Benneteau en las semifinales del ATP 250 de Kuala Lumpur, Stan perdió nuevamente en la segunda ronda en Pekín ante el estadounidense Sam Querrey. En el Shanghái Rolex Masters comenzó bien su recorrido al vencer a Kevin Anderson por 6-4, 3-6 y 7-6(8-6), en tercera ronda venció al cañonero canadiense Milos Raonic en dos sets por 7-6,(7-2) 6-4. En los cuartos de final, sufrió su undécima derrota en igual cantidad de enfrentamientos contra Rafael Nadal por 6-7(10-12) y 1-6, cuando estuvo cerca de quedarse con el primer set. En octubre, fue recompensado por sus buenos resultados del año y alcanzó el octavo lugar en la clasificación ATP, el mejor ranking de su carrera.
Después el suizo disputaría el ATP 500 de Basilea perdiendo en primera ronda ante el francés Édouard Roger-Vasselin, en dos sets. A pesar de su pobre desempeño, jugó el último Masters 1000 del año, París-Berçy como séptimo cabeza de serie, comienza desde la segunda ronda venciendo a Feliciano López en tres sets. En la siguiente ronda, derrotó a Nicolás Almagro por 6-3 y 6-2, finalmente perdió en los cuartos de final ante Novak Djokovic en dos sets por un claro 1-6, 4-6, aun así logró clasificarse para las ATP World Tour Finals por primera vez en su carrera.
En el ATP World Tour Finals quedó ubicado en el Grupo A, debutando con un triunfo sobre Tomáš Berdych en tres sets por 6-3, 6-7(0-7) y 6-3 en 2 horas 25 minutos. Su segundo partido fue contra Rafael Nadal, el suizo logra hacer un buen partido pero cae en sets corridos por duodécima vez en su carrera contra el español por 6-7(5-7) 6-7(6-8) contra el número 1 en 2 horas y 13 minutos a pesar de haber realizado un muy buen partido de su parte. En el partido por la clasificación a las semifinales venció al valenciano David Ferrer por 6-7(3-7) 6-4 y 6-1 en 2 horas 19 minutos para asegurarse un lugar en las semifinales del Masters en su debut en el evento. En semifinales cae eliminado ante el n.º 2 del mundo Novak Djokovic por 3-6, 3-6 terminando así su gran temporada.
Wawrinka completa su mejor temporada como profesional en ese momento acabando en el Top 10 (n.º 8) por primera vez en su carrera, ganando un título, llegando a tres finales y copilando un registro de 51-23. Registrando marcas de 23-14 en pistas de cemento, 24-7 en tierra batida y 4-2 en césped. Quedando con un registro de 9-12 contra rivales del Top 10.

#### Torneos disputados
| N.º | Fecha                    | Torneo                             | Ubicación        | Categoría                   | Superficie    | Ronda |
| 1.  | 31 de diciembre de 2012  | Aircel Chennai Open                | Chennai          | ATP World Tour 250          | Dura          | CF    |
| 2.  | 14 de enero de 2013      | Australian Open                    | Melbourne        | Grand Slam                  | Dura          | 4R    |
| 3.  | 18 de febrero de 2013    | Copa Claro                         | Buenos Aires     | ATP World Tour 250          | Tierra batida | F     |
| 4.  | 25 de febrero de 2013    | Abierto Mexicano Telcel            | Acapulco         | ATP World Tour 500          | Tierra batida | 1R    |
| 5.  | 4 de marzo de 2013       | BNP Paribas Open                   | Indian Wells     | ATP World Tour Masters 1000 | Dura          | 4R    |
| 6.  | 8 de abril de 2013       | Grand Prix Hassan II               | Casablanca       | ATP World Tour 250          | Tierra batida | SF    |
| 7.  | 15 de abril de 2013      | Monte-Carlo Rolex Masters          | Montecarlo       | ATP World Tour Masters 1000 | Tierra batida | CF    |
| 8.  | 29 de abril de 2013      | Portugal Open                      | Oeiras           | ATP World Tour 250          | Tierra batida | G     |
| 9.  | 6 de mayo de 2013        | Mutua Madrid Open                  | Madrid           | ATP World Tour Masters 1000 | Tierra batida | F     |
| 10. | 13 de mayo de 2013       | Internazionali BNL d'Italia        | Roma             | ATP World Tour Masters 1000 | Tierra batida | 2R    |
| 11. | 27 de mayo de 2013       | Roland Garros                      | París            | Grand Slam                  | Tierra batida | CF    |
| 12. | 17 de junio de 2013      | Topshelf Open                      | 's-Hertogenbosch | ATP World Tour 250          | Tierra batida | F     |
| 13. | 24 de junio de 2013      | Wimbledon Championships            | Londres          | Grand Slam                  | Césped        | 1R    |
| 14. | 22 de julio de 2013      | Crédit Agricole Suisse Open Gstaad | Gstaad           | ATP World Tour 250          | Tierra batida | CF    |
| 15. | 5 de agosto de 2013      | Rogers Cup                         | Montreal         | ATP World Tour Masters 1000 | Dura          | 2R    |
| 16. | 12 de agosto de 2013     | Western & Southern Open            | Cincinnati       | ATP World Tour Masters 1000 | Dura          | 2R    |
| 17. | 26 de agosto de 2013     | US Open                            | New York         | Grand Slam                  | Dura          | SF    |
| 18. | 23 de septiembre de 2013 | Proton Malaysian Open              | Kuala Lumpur     | ATP World Tour 250          | Dura (i)      | SF    |
| 19. | 30 de septiembre de 2013 | China Open                         | Beijing          | ATP World Tour 500          | Dura          | 2R    |
| 20. | 7 de octubre de 2013     | Shanghái Rolex Masters             | Shanghái         | ATP World Tour Masters 1000 | Dura          | CF    |
| 21. | 21 de octubre de 2013    | Swiss Indoors                      | Basilea          | ATP World Tour 500          | Dura (i)      | 1R    |
| 22. | 28 de octubre de 2013    | BNP Paribas Masters                | París            | ATP World Tour Masters 1000 | Dura (i)      | CF    |
| 23. | 4 de noviembre de 2013   | ATP World Tour Finals              | Londres          | ATP World Tour Finals       | Dura (i)      | SF    |

### 2014: Primer título de Grand Slam, Primer Masters 1000, campeón Copa Davis y número 3 del mundo

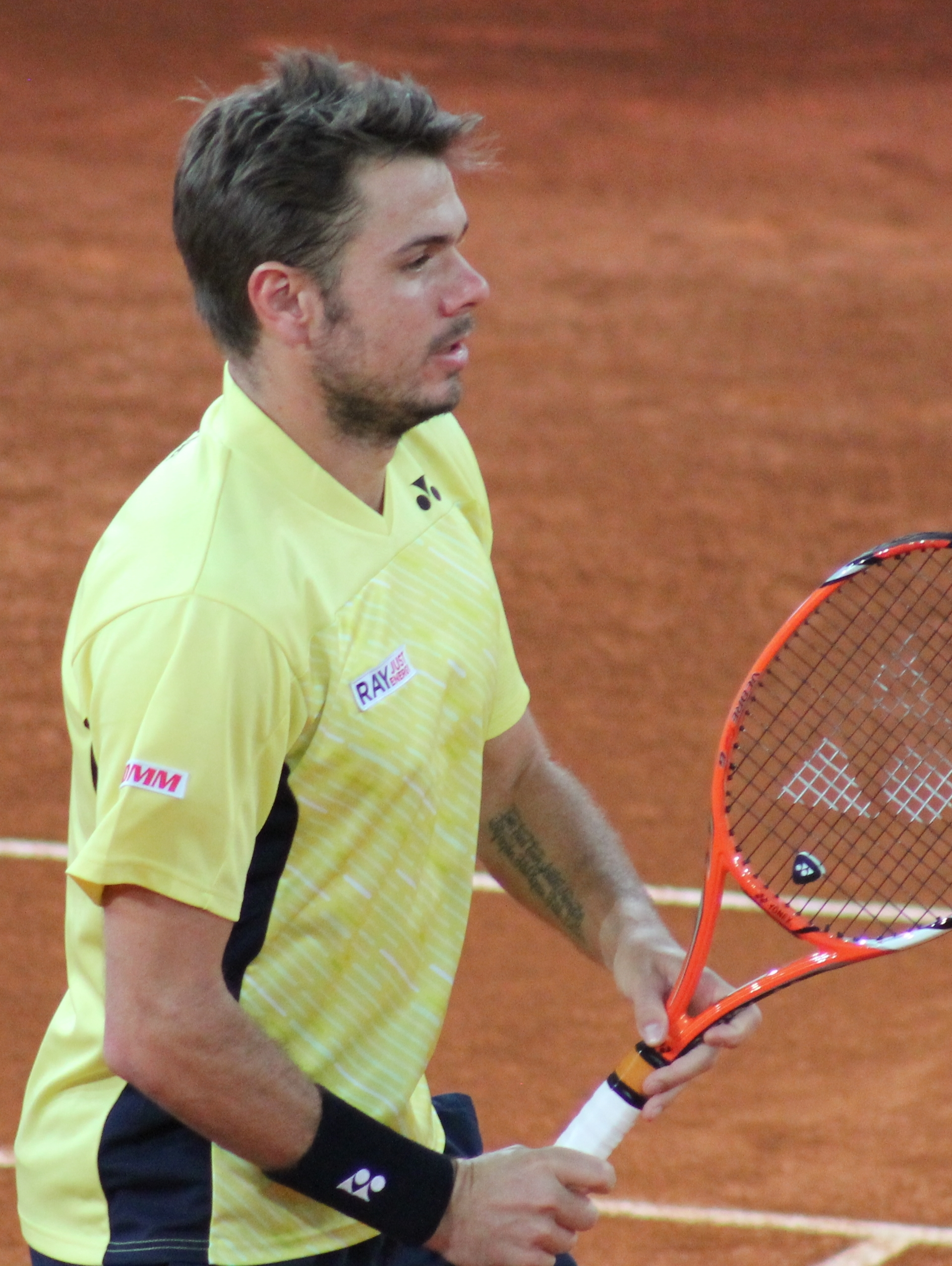
Stan Wawrinka en su preparación a Roland Garros, disputando su duelo de debut del Mutua Madrid Open.

Stan comenzó el año de la mejor manera posible, llevándose el Torneo de Chennai el cual ya había ganado en la edición del 2011. En segunda ronda se impuso a Benjamin Becker por 6-3 y 6-1. En cuartos de final venció a su verdugo del año anterior Aljaz Bedene por un cómodo 6-2 y 6-1. En semifinales se impuso a Vasek Pospisil por 6-4, 5-5 y retiro del canadiense. En la final se coronó de nuevo campeón en Madrás por tercera vez (segunda en Singles) tras vencer al francés Édouard Roger-Vasselin por 7-5 y 6-2.
Iniciado el Abierto de Australia el primer Grand Slam del año, en primera ronda se impuso al kazajo Andréi Golúbev por 6-4, 4-1 y retirada del kazajo. En segunda ronda sufrió para derrotar al colombiano Alejandro Falla por 6-3, 6-3, 6-7(4-7) y 6-4. Pasa la tercera ronda por w/o (no presentación) del canadiense Vasek Pospisil, así inicia de buena forma el torneo al acceder a cuarta ronda de forma fácil. Allí derrotó al español Tommy Robredo por 6-3, 7-6,(7-3) 7-6(7-5) en 2 horas y 23 minutos en un sólido partido del suizo. En cuartos de final da la gran sorpresa al derrotar al número 2 del mundo y triple campeón defensor del título en Australia, Novak Djokovic, por 2-6, 6-4, 6-2, 3-6 y 9-7; después de cuatro horas de lucha en un partido de antología donde sufrió calambres en los últimos juegos (tomándose revancha del año anterior tras caer 12-10 en el quinto set tras cinco horas de partido por la cuarta ronda). Novak Djokovic no perdía desde que lo hiciera contra Rafael Nadal en la final del US Open del año pasado, así también terminaba con un racha de 14 derrotas consecutivas contra el serbio. Ya en su segunda semifinal consecutiva de Grand Slam, se enfrentó al n.º 7 del mundo y checo Tomáš Berdych, a quien Wawrinka ya había vencido en la cuarta ronda del US Open 2013. Después de un partido muy cerrado, Stan se impuso al checo por un apretado marcador de 6-3, 6-7,(1-7) 7-6(7-3) y 7-6(7-4) en 3 horas y 31 minutos, para acceder a su primera final de Grand Slam. El notable desempeño en el Grand Slam del pacífico, así como la eliminación de Roger Federer en semifinales, le aseguraban a Wawrinka ser el tenista n.º 1 de Suiza, lugar que fue propiedad de Federer durante 13 años. En la gran final triunfó sobre el manacorí y n.º 1 del mundo Rafael Nadal en un gran partido en el cual el suizo desplazó y sacó de la pista al español de la pista en los dos primeros sets a base de potencia, en el tercer set el español sacó adelante dicha manga y dolores en su espalda al imponerse a un Wawrinka confundido por la situación que pasaba el español al final Stan conseguiría levantar su primer título de Grand Slam al imponerse por 6-3, 6-2, 3-6 y 6-3 en 2 horas y 21 minutos, negando así la oportunidad a Nadal de ser el único jugador de tenis masculino activo en poseer al menos dos títulos en cada uno de los cuatro torneos de Grand Slam y también con este hito el suizo alcanzó el Top 3 del ranking de la ATP, además de ser el primer jugador fuera del Top 4 que ganaba el Abierto de Australia desde el 2002, cuando Thomas Johansson, el n.º 18 venció al ruso Marat Safin. Fue también el primer jugador que ganaba su primer título de Grand Slam tras vencer al número 1 del mundo desde que el argentino Juan Martín del Potro superara a Federer en la final del US Open 2009, también se convirtió en el tercer tenista desde el 2005 y que no es miembro del Big-4 en ganar un Grand Slam (tras Safin en Australia 2005 y el propio Del Potro en US Open 2009) y el primero en vencer a Rafael Nadal y Novak Djokovic en un mismo torneo de Grand Slam, también convirtiéndose en el primer tenista desde Sergi Bruguera en 1993 en vencer a los dos mejores jugadores del mundo en camino a ganar un título de Gran Slam (Bruguera derrotó al n.º 1 Pete Sampras y al n.º 2 Jim Courier en Roland Garros 1993), también es el segundo suizo en ganar un título de Grand Slam en individuales después de Federer; además esta fue su primera victoria sobre Nadal en 13 enfrentamientos (nunca había ganado un set contra él en sus 12 encuentros anteriores).

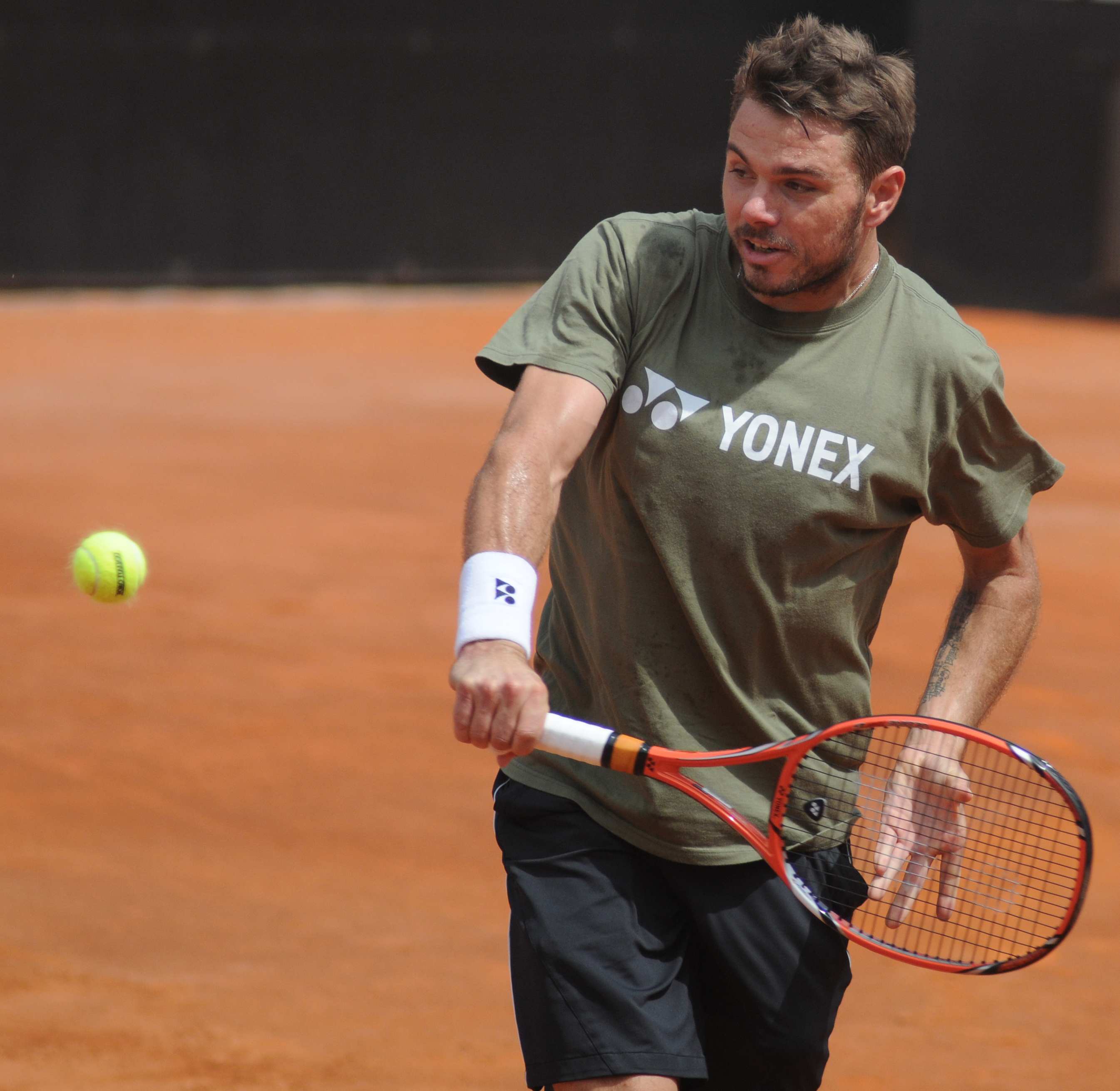
Stan Wawrinka calentando de cara a su debut en el Internazionali BNL d'Italia.

Después de lo acontecido en Melbourne y de levantar su primer título de Grand Slam en el Abierto de Australia, Stan ayudó a Suiza a clasificarse para los cuartos de final de la Copa Davis por primera vez desde 2004 contra Serbia, derrotó a Dušan Lajović en cuatro sets por 6-4, 4-6, 6-1 y 7-6(9-7) por el segundo punto. Suiza llegó a ganar la serie por un estrecho 3-2 (después de una ventaja irreprochable de 3-0).
Tras todo esto renunció a disputar los torneos de Montpellier y Róterdam para descansar y recargar energías después de su inicio de año apoteósico de temporada que lo llevó a ganar dos torneos, incluido el Abierto de Australia, y subir al tercer lugar del ranking ATP.
Después de un mes de descanso reapareció en el Masters de Indian Wells como tercer favorito, y también jugó el dobles asociándose con Roger Federer. En singles, primero derrotó al croata Ivo Karlović por 6-3, 7-5 en segunda ronda, luego en tercera ronda fue autor de un partido muy bueno batiendo al italiano Andreas Seppi por 6-0 y 6-2, pero perdió en los octavos de final ante el sudafricano Kevin Anderson por 6-7,(1-7) 6-4, 1-6; quien le puso fin su racha de 13 partidos sin perder desde el comienzo de la temporada. En el dobles, la pareja suiza ganó en primera ronda contra Rohan Bopanna y Aisam-Ul-Haq Qureshi por 6-2, 6-7(4-7) y 10-6, luego vencieron a la dupla conformada por Milos Raonic y Ernests Gulbis por 7-6,(7-3) 7-6(7-4) y a la pareja conformada por Leander Paes y Radek Štěpánek por 6-3, 6-7(6-8) y 10-4; antes de perder en semifinales contra Alexander Peya y Bruno Soares por 4-6, 1-6.
El siguiente torneo que disputó fue el Masters de Miami, al ser cabeza de serie comenzó venciendo con algunas dificultades el español Daniel Gimeno por 6-0, 3-6, 6-3; luego batió al francés Édouard Roger-Vasselin por 7-5, 6-4 en la siguiente ronda. El suizo caería prematuramente en la cuarta ronda a manos del talentoso ucraniano Alexandr Dolgopolov por 4-6, 6-3, 1-6.
Wawrinka regresó al equipo suizo de Copa Davis para disputar la serie de los cuartos de final contra Kazajistán. Wawrinka fue derrotado en el primer choque por Andrey Golubev por 6-7,(2-7) 2-6, 6-3 y 6-7(5-7), luego (después de que Federer había igualado la eliminatoria al vencer a Mijaíl Kukushkin) él y Federer perdieron su partido de dobles contra Golubev y Aleksandr Nedovyesov en cuatro mangas. Sin embargo, en el cuarto punto Wawrinka vino de un set abajo para vencer a Kukushkin por 6-7,(4-7) 6-4, 6-4, 6-4 y nivelar la serie nuevamente. Federer ganó el punto decisivo para enviar a Suiza a las semifinales por primera vez desde 2003, donde jugarán contra Italia.
Comenzó su gira de tierra batida europea en el Monte-Carlo Rolex Masters, donde comenzó venciendo de forma aplastante a Marin Čilić por 6-0 y 6-2 en solo 45 minutos, en la siguiente ronda se benefició de un walkover de Nicolás Almagro para acceder a cuartos de final donde derrotó al canadiense Milos Raonic por 7-6(7-5) y 6-2, en semifinales superó al valenciano David Ferrer por 6-1 y 7-6(7-3) en una hora y media para convertirse en uno de los pocos jugadores en llegar a la final de los 3 Masters 1000 en arcilla. El escenario estaba listo para la primera final suiza en catorce años, ya que enfrentaría a su amigo Roger Federer. En el primer set, Federer aseguró un quiebre temprano y evitó cualquier posibilidad de que Wawrinka rompiera y cerró la primera manga por 6-4; sin embargo, Wawrinka luchó para tomar el segundo set en el desempate por 7-5, y después de eso, Wawrinka ganó el impulso. Él no renunció a su ventaja, ganando su primer título de Master 1000 en su tercer intento por un marcador de 4-6, 7-6(7-5) y 6-2 todo esto en 2 horas 13 minutos. Al levantar el título, Wawrinka retomó el primer puesto en la Carrera a Londres. Hasta el momento, Wawrinka había derrotado a Djokovic, Nadal y Federer en esta temporada, con quienes tenía un récord de 2-15, 0-12 y 1-13, respectivamente, antes de iniciarse la temporada 2014.

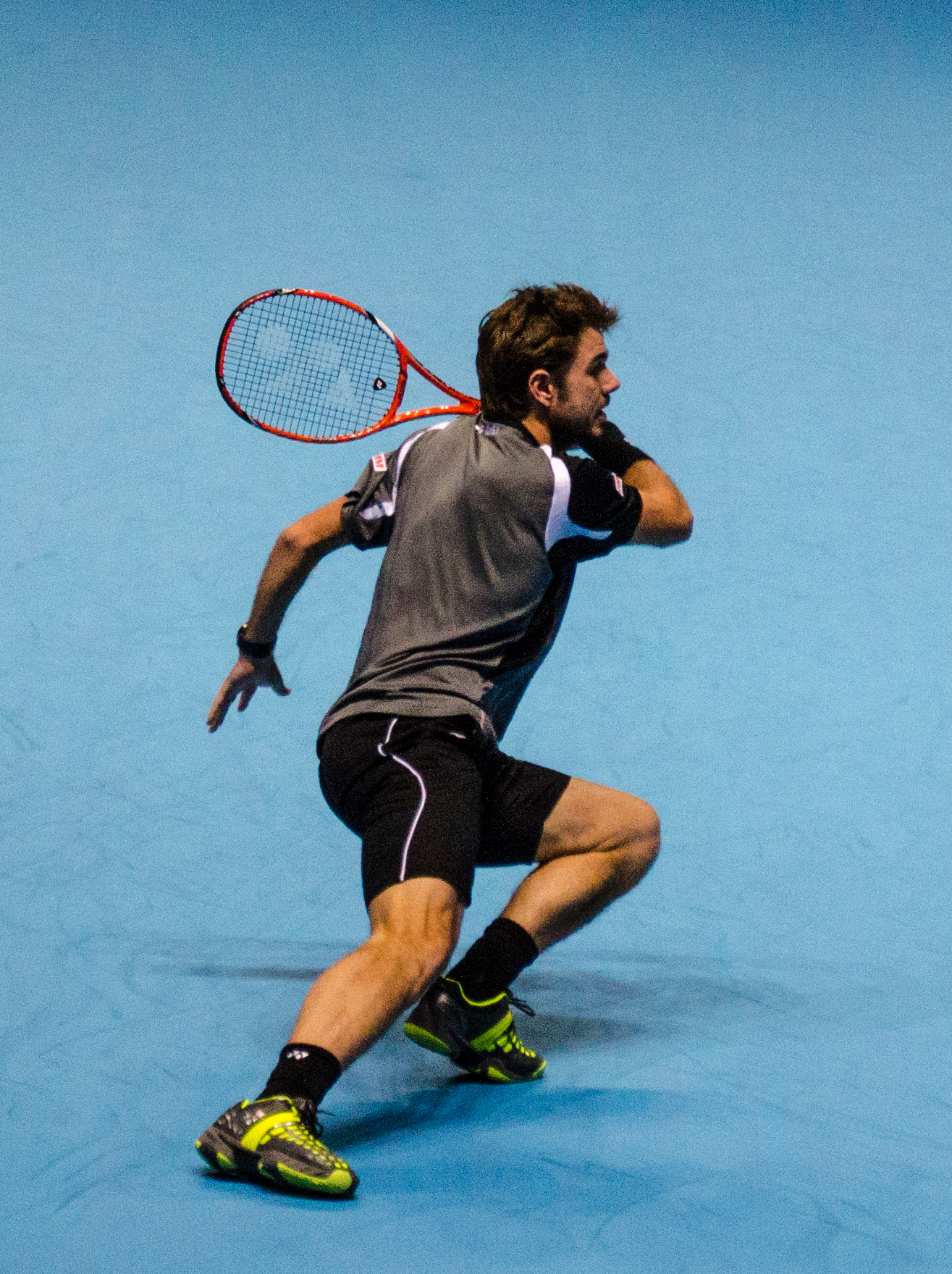
Stan Wawrinka reventando la bola en su duelo ante Novak Djokovic en el ATP World Tour Finals.

Más tarde, el suizo renunció a defender el título en Oeiras prefiriendo descansar tras su increíble comienzo de temporada. Tras tomarse unas semanas de descanso participó en el Mutua Madrid Open donde perdió tan pronto como entró en la segunda ronda a manos del joven austriaco Dominic Thiem por 6-1, 2-6, 4-6. Jugó su último torneo de preparación de cara a Roland Garros en el Masters de Roma, para su primer partido en la segunda ronda, venció fácilmente al clasificado español Pere Riba 6-0, 6-3 el suizo perdió en la tercera ronda contra el veterano alemán Tommy Haas por 7-5, 2-6, 3-6.
Stan llegaba a Roland Garros como n.º 3 del mundo y campeón en Montecarlo por lo que llegaba como uno de los grandes favoritos a ganar el segundo Grand Slam del año, aun así y para sorpresa de todos fue eliminado en la primera ronda por el español Guillermo García-López por 4-6, 7-5, 2-6, 0-6 bajo los ojos atónitos de los espectadores en la Philippe Chatrier en 2 horas y 23 minutos.
Recibió una wild-card para disputar el Torneo de Queen's comenzando así su temporada de césped. Perdió en las semifinales ante el búlgaro Grigor Dimitrov por 4-6 y 2-6, antes había derrotado a Marcos Baghdatis, Sam Querrey, y Marinko Matosevic sin perder un set.
Wawrinka fue el quinto cabeza de serie en Wimbledon debido a que el proceso de preclasificación del torneo fue una combinación de clasificación mundial y recientes resultados sobre césped en 2013, lo que significa que Wawrinka (que había perdido en la primera ronda los dos años anteriores) fue cabeza de serie n.º 5, Andy Murray n.º 4 y n.º 3 Roger Federer ya que habían ganado el título en las dos temporadas anteriores. Wawrinka comenzó de forma contundente al vencer 6-3, 6-4, 6-3 al portugués João Sousa, en segunda ronda vence con dificultad por 7-6,(8-6) 6-3, 3-6, 7-5 contra el taiwanés Lu Yen-hsun; el suizo se clasifica para octavos de final tras vencer al uzbeko Denis Istomin por 6-3, 6-3 y 6-4; allí obtuvo una convincente victoria sobre el especialista en césped Feliciano López, n.º 25 del mundo, en tres sets por 7-6,(7-5) 7-6(9-7) y 6-3 en 1 hora 58 minutos logrando su mejor actuación en el torneo, alcanzando los cuartos de final por primera vez, dejando escapar un solo set en el camino, el de Lausana se enfrentó a Roger Federer en el primer cuartos de final masculino suizo en la historia de Wimbledon, perdiendo en cuatro sets cerrados por 6-3, 6-7,(5-7) 4-6, 4-6 en 2 horas y 33 minutos.
El 5 de agosto salvó un punto de partido con un ace, en el 4-5, 30/40 frente a Benoît Paire en la segunda ronda del Masters de Toronto, duelo que terminó ganando en tres mangas por 4-6, 6-2 y 7-6(7-2); cayó por segunda vez en el año a manos del sudafricano Kevin Anderson en tercera ronda en sets corridos. Llegó a cuartos de final del Masters 1000 de Cincinnati por segunda vez tras las semifinales del 2012, cayendo ante el francés Julien Benneteau en tres sets.
Fue tercer cabeza de serie en el US Open debido a la retirada de Nadal. Llegó a su quinto cuartos de final de Grand Slam en los últimos siete torneos, derrotando a Jiří Veselý (6-2, 7-6, 7-6), Thomaz Bellucci (6-3, 6-4, 3-6, 7-6), Blaž Kavčič (walkover) y a Tommy Robredo (7-5, 4-6, 7-6, 6-2) en sus cuatro primer duelos. En dicha instancia fue eliminado por el japonés Kei Nishikori, futuro finalista, por 6-3, 5-7, 6-7(7-9) 7-6,(7-5) 4-6 en 4 horas y 15 minutos.
Wawrinka vuelve a colaborar con Suiza para alcanzar la final de la Copa Davis por primera vez desde 1992 venciendo a Italia por 3-2; Stan venció a Fabio Fognini en el segundo individual en sets corridos y perdió el dobles junto con Marco Chiudinelli ante la pareja Simone Bolelli/Fabio Fognini en cinco luchadas mangas.
Tras esto Wawrinka perdió sus próximos tres partidos en tres torneos consecutivos en octubre. Dos en la Gira Asiática en Tokio fue primer cabeza de serie, pero se fue derrotado en la primera ronda en sets corridos por Tatsuma Ito de Japón, que ocupaba el puesto 103° en el Ranking ATP, además está fue su primera derrota ante un jugador fuera del Top 100 desde la final del Torneo de 's-Hertogenbosch 2013, en césped, que había perdido ante el francés Nicolas Mahut, el cual era el n.º 240 del mundo. La semana siguiente en el Masters de Shanghái, fue cuarto cabeza de serie, siendo derrotado en tres sets por Gilles Simon en la segunda ronda. En ese momento, Wawrinka era n.º 4 y Simon n.º 29 en el Ranking. 

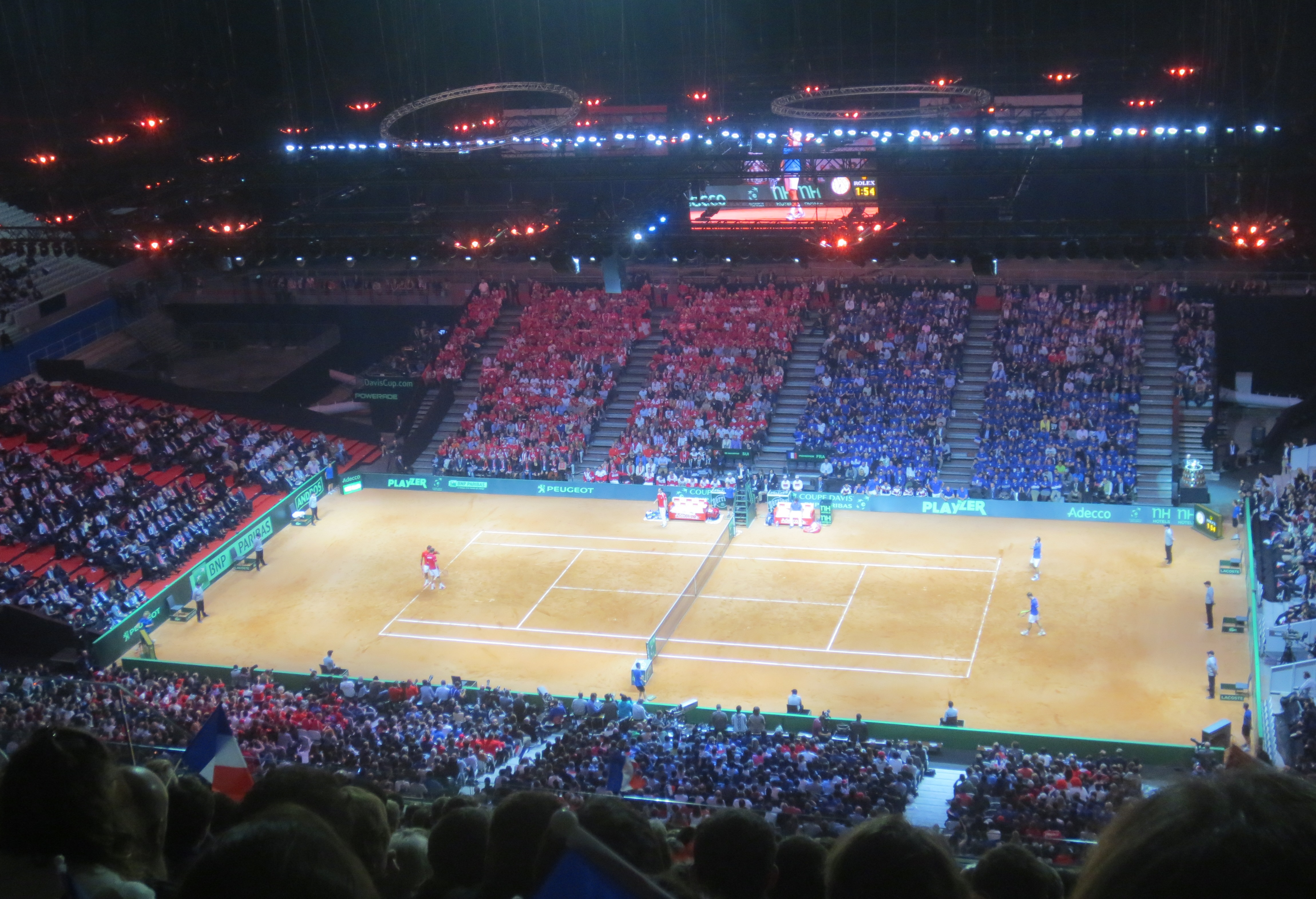
Stan Wawrinka formando dupla con Roger Federer en la final de la Davis Cup frente al combinado galo conformado por Richard Gasquet y Julien Benneteau.

En Basilea, fue derrotado en la primera ronda por Mijaíl Kukushkin en tres sets por 4-6, 7-6,(1-7) 3-6.
En París-Bercy, Wawrinka registró su primera victoria desde la Copa Davis, sobre Dominic Thiem por 6-4, 7-5. Sin embargo, cayó en tres sets apretados ante Kevin Anderson por un marcador de 7-6, 5-7 y 6-7 en la tercera ronda despidiéndose del torneo.
Tras su buen año se clasificó a la Copa de Maestros por segundo año consecutivo donde quedó situado en el Grupo A junto al serbio Novak Djokovic, y el checo Tomáš Berdych. En su primer partido venció a Berdych por un doble 6-1 en solo 58 minutos, en su segundo encuentro cayo derrotado a manos del serbio Djokovic por 6-3 y 6-0 en solo 1 hora y 5 minutos, en su partido por la clasificación venció a Cilic por 6-3, 4-6, 6-3 en 1 hora y 46 minutos asegurando su pase a semifinales avanzando segundo en su grupo gracias a sus 2 victorias y 1 derrota. Allí se enfrentó a Roger Federer y después de 2 horas 48 minutos de juego tuvo cuatro puntos de partido, pero no logró convertir ninguno de ellos y perdió en tres sets por 4-6, 7-5 y 7-6(8-6) en un fabuloso partido. Después del partido, surgieron informes de que Federer y Wawrinka tuvieron una acalorada discusión que duró 10 minutos en el gimnasio del O2, después de que funcionarios supuestamente les dijeron que resolvieran sus diferencias después de un ataque en el túnel. La disputa fue supuestamente causada por Mirka Federer llamando a Wawrinka llorón.
Sin embargo, una semana después del incidente la pareja apareció como amigos cuando se encontraron para la final de la Davis Cup ante Francia, Wawrinka le dio a su país el comienzo perfecto al derrotar a Jo-Wilfried Tsonga por 6-1, 3-6, 6-3 y 6-2 en 2 horas 24 minutos, al final del primer día, Gaël Monfils pone a las dos naciones en un empate al vencer a Roger Federer en tres sets. Wawrinka luego se unió a Federer para ganar el punto de dobles y darle a Suiza una ventaja de 2-1 hasta el último día. El partido terminó con una racha de cuatro derrotas seguidas de esta pareja, y fue su primer triunfo en arcilla derrotando a la dupla Gasquet/Benneteau por 6-3, 7-5 y 6-4. Wawrinka no jugó en el último día, puesto que Federer selló el triunfo y posterior título, al vencer a Gasquet en sets corridos para levantar el primer título suizo en la historia de la Copa Davis. Con la victoria, Wawrinka se convirtió en el primer jugador desde Andre Agassi en 1992 en ganar su primer título de Grand Slam y su primera Copa Davis en la misma temporada, siendo esta y por mucho, la mejor temporada en la carrera de Wawrinka.

#### Torneos disputados
| N.º | Fecha                    | Torneo                                  | Ubicación    | Categoría                   | Superficie    | Ronda |
| 1.  | 30 de diciembre de 2013  | Aircel Chennai Open                     | Chennai      | ATP World Tour 250          | Dura          | G     |
| 2.  | 13 de enero de 2014      | Australian Open                         | Melbourne    | Grand Slam                  | Dura          | G     |
| 3.  | 3 de marzo de 2014       | BNP Paribas Open                        | Indian Wells | ATP World Tour Masters 1000 | Dura          | 4R    |
| 4.  | 17 de marzo de 2014      | Sony Open Tennis                        | Miami        | ATP World Tour Masters 1000 | Dura          | 4R    |
| 5.  | 14 de abril de 2014      | Monte-Carlo Rolex Masters               | Montecarlo   | ATP World Tour Masters 1000 | Tierra batida | G     |
| 6.  | 5 de mayo de 2014        | Mutua Madrid Open                       | Madrid       | ATP World Tour Masters 1000 | Tierra batida | 2R    |
| 7.  | 12 de mayo de 2014       | Internazionali BNL d'Italia             | Roma         | ATP World Tour Masters 1000 | Tierra batida | 3R    |
| 8.  | 26 de mayo de 2014       | Roland Garros                           | París        | Grand Slam                  | Tierra batida | 1R    |
| 9.  | 9 de junio de 2014       | AEGON Championships                     | Londres      | ATP World Tour 250          | Césped        | SF    |
| 10. | 23 de junio de 2014      | Wimbledon Championships                 | Londres      | Grand Slam                  | Césped        | CF    |
| 11. | 4 de agosto de 2014      | Rogers Cup                              | Toronto      | ATP World Tour Masters 1000 | Dura          | 3R    |
| 12. | 11 de agosto de 2014     | Western & Southern Open                 | Cincinnati   | ATP World Tour Masters 1000 | Dura          | CF    |
| 13. | 25 de agosto de 2014     | US Open                                 | New York     | Grand Slam                  | Dura          | CF    |
| 14. | 29 de septiembre de 2014 | Rakuten Japan Open Tennis Championships | Tokio        | ATP World Tour 500          | Dura          | 1R    |
| 15. | 6 de octubre de 2014     | Shanghái Rolex Masters                  | Shanghái     | ATP World Tour Masters 1000 | Dura          | 2R    |
| 16. | 20 de octubre de 2014    | Swiss Indoors Basel                     | Basilea      | ATP World Tour 500          | Dura          | 1R    |
| 17. | 27 de octubre de 2014    | BNP Paribas Masters                     | París        | ATP World Tour Masters 1000 | Dura (i)      | 3R    |
| 18. | 10 de noviembre de 2014  | ATP World Tour Finals                   | Londres      | ATP World Tour Finals       | Dura (i)      | SF    |

### 2015: Campeón de Roland Garros

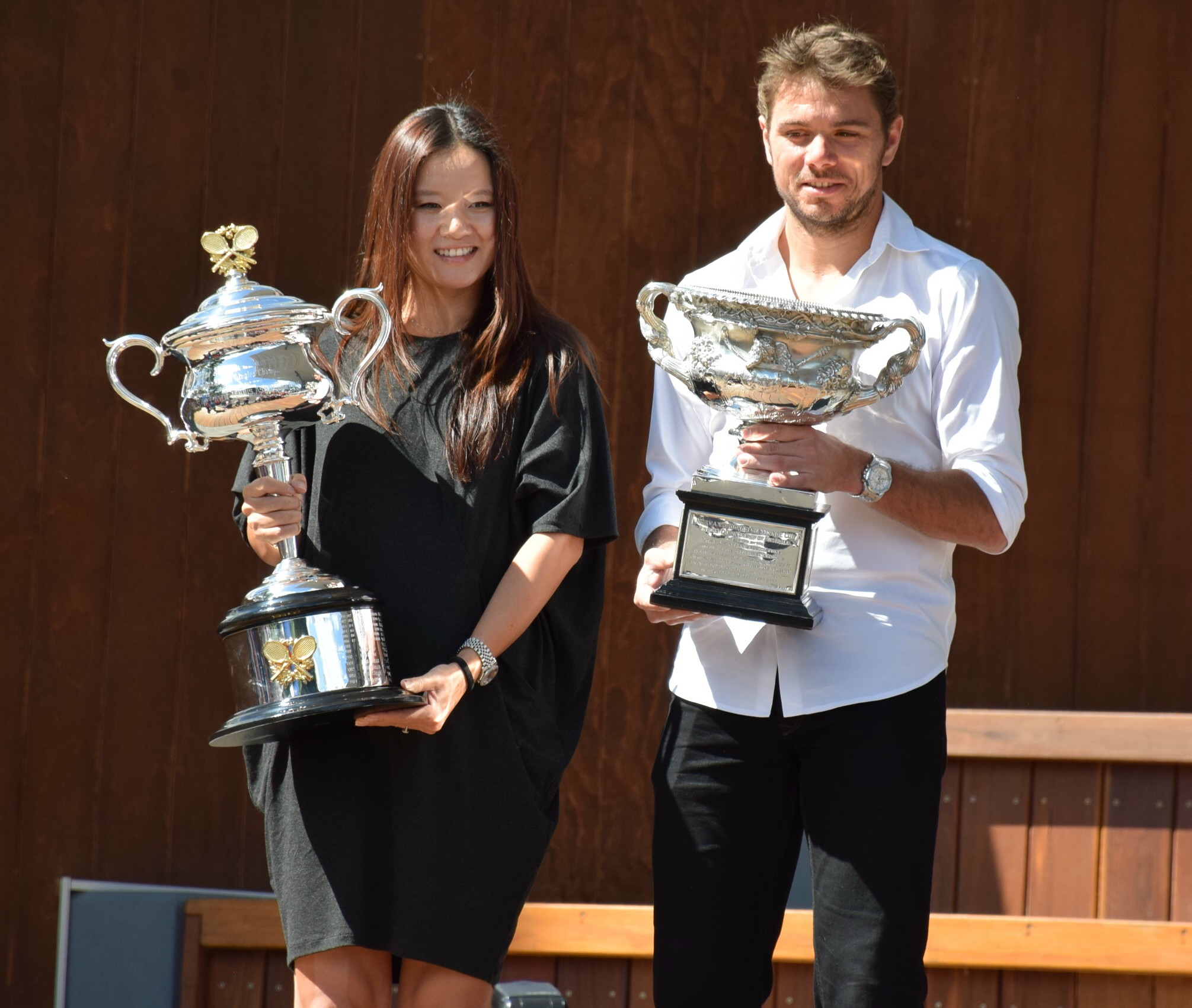
Stan Wawrinka junto a la tenista china retirada Li Na, en la presentación previa al Australian Open, mostrando los trofeos que los acreditan como los campeones defensores

Wawrinka vuelve a iniciar la temporada en el Torneo de Chennai donde retiene su título fácilmente al no perder ningún set durante todo el campeonato tras vencer sucesivamente a Borna Ćorić (6-1, 6-4), Gilles Muller (6-2, 7-6), David Goffin (7-5, 6-3) y en la final a Aljaž Bedene (6-3, 6-4).
En el primer Grand Slam del año el Abierto de Australia empezó la defensa del título venciendo a Marsel Ilhan, Marius Copil y Jarkko Nieminen en sets corridos para llegar a la segunda semana. En cuarta ronda tuvo un partido más luchado contra Guillermo García-López ganando por 7-6,(7-2) 6-4, 4-6, 7-6(10-8) en tres horas y seis minutos. En los cuartos de final se enfrentó al n.º 5 del mundo Kei Nishikori doblegandolo en sets corridos por 6-3, 6-4 y 7-6(8-6) en 2 horas y tres minutos, para enfrentarse por tercer año consecutivo en el Abierto de Australia al número 1 del mundo Novak Djokovic. Stan perdería ante el serbio por 6-7,(1-7) 6-3, 4-6, 6-4 y 0-6 después de 3 horas y 30 minutos, pero con menos intensidad que en sus tres partidos anteriores de Grand Slam. Debido a esta derrota, el suizo perdió 1280 puntos en Melbourne, tras no defender su corona, bajando cinco puestos en el ranking al lugar n.º 9.
Regresó a la competición en el ATP 500 de Róterdam. Vence en primera ronda al local Jesse Huta Galung en tres mangas, tiene más problemas en la próxima ronda ante Guillermo García-López al que vence en 3 sets. Luego en los cuartos de final, venció al luxemburgués Gilles Müller por 7-6(7-3) y 6-3, y en las semifinales al canadiense Milos Raonic, en dos trabajados tiebreak tras una hora 38 minutos. Ya en la final enfrentó al el checo Tomáš Berdych, quedándose con el título tras derrotarlo en 3 sets por 4-6, 6-3 y 6-4 conquistando el primer ATP 500 de su carrera. Su siguiente torneo fue en Marsella donde alcanzó los cuartos de final, perdiendo ante Sergui Stajovski en tres sets.

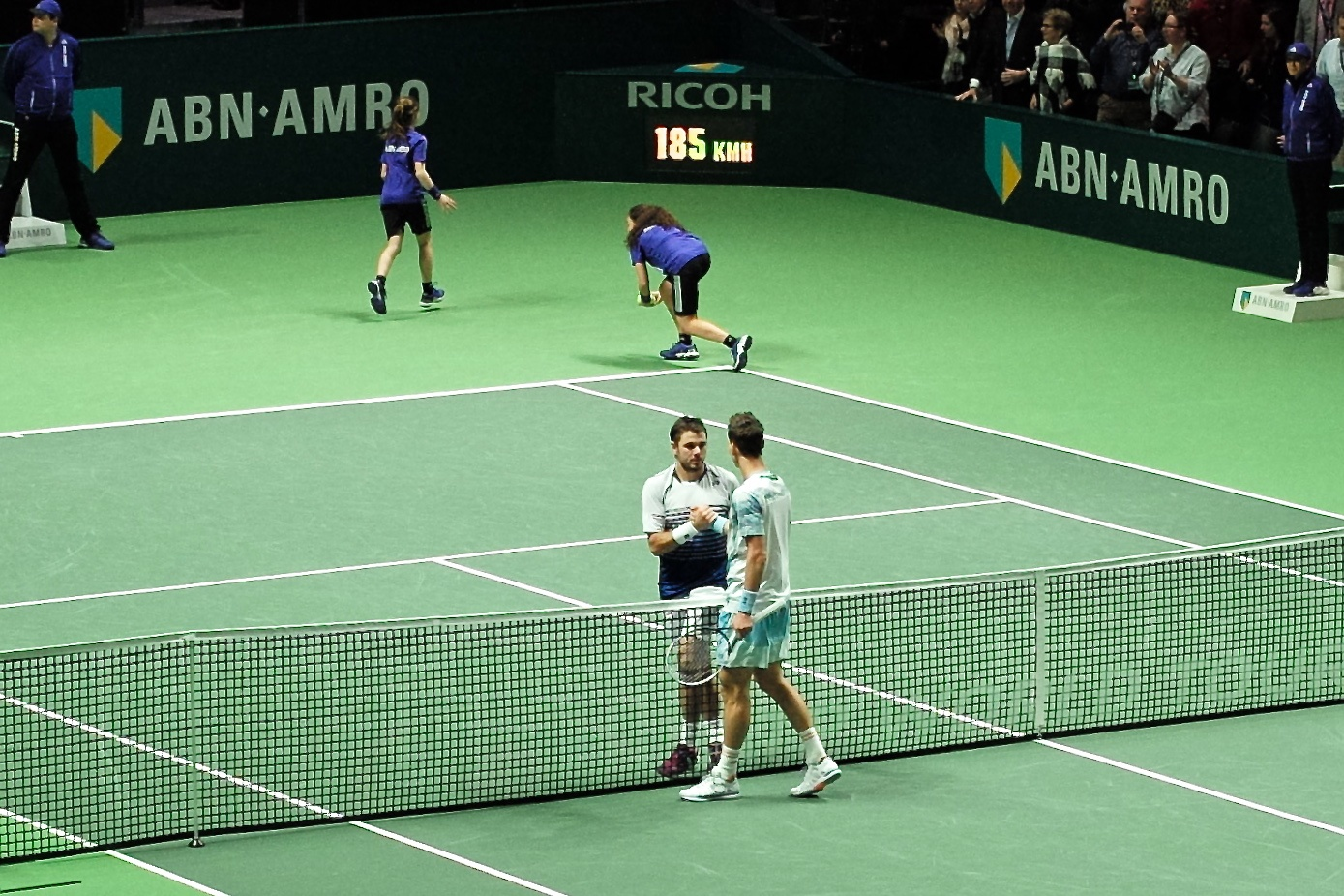
Stan Wawrinka saludando a Tomáš Berdych después de vencer al checo en la final del ATP 500 de Róterdam

Stan regresa al circuito en el Masters de Indian Wells, donde pierde ante sorpresa de todos contra el n.º 104 del mundo, el neerlandés Robin Haase por 3-6, 6-3 y 3-6 en segunda ronda. Luego en el Miami Open gana su partido de entrada con muchas dificultades ante Carlos Berlocq por 6-7,(9-11) 7-5, 6-2 en casi tres horas de juego, luego cae en la tercera ronda ante el francés Adrian Mannarino por doble 7-6 sumando una nueva decepción tras Róterdam.
Comienza la temporada de arcilla con el Masters de Montecarlo donde es el campeón defensor, en segunda ronda le gana a Juan Mónaco en dos sets. Pero en tercera ronda, pierde ante el joven búlgaro Grigor Dimitrov por 6-1 y 6-2. Tras el partido según el: "fue un partido en el que no quería estar allí y solo quería que terminara". Luego en el Mutua Madrid Open, derrotó al portugués João Sousa en segunda ronda y luego perdió ante Grigor Dimitrov nuevamente en un partido más cerrado por 6-7,(5-7) 6-3 y 3-6. A la semana siguiente en el Masters de Roma comenzó su recorrido por el torneo con un duro partido frente a Juan Mónaco y a pesar de perder el primer set ganó el encuentro por 4-6, 6-3, 6-2. En tercera ronda sube su nivel y derrota a Dominic Thiem por 7-6(7-3) y 6-4. En los cuartos de final, se enfrenta al español Rafael Nadal, el siete veces ganador del torneo y finalista saliente, ofreciendo un partido completo y ganando por 7-6(9-7) y 6-2 siendo ese el mejor partido de su temporada, es al tiempo, la primera victoria del suizo contra Nadal sobre tierra batida y en un Masters 1000, además su segundo triunfo en 14 partidos, según el este triunfo fue muy importante para él, para el resto del año. Luego perdió con un nivel bastante bajo en la semifinal ante Roger Federer por 6-4 y 6-2 en solo 54 minutos. Juega en Ginebra su último torneo previo a Roland Garros, comienza desde la segunda ronda derrotando a Lukáš Rosol por 4-6, 3-6, 6-3, y luego perdió en cuartos de final a manos del argentino Federico Delbonis por 7-6,(7-5) 4-6 y 4-6.

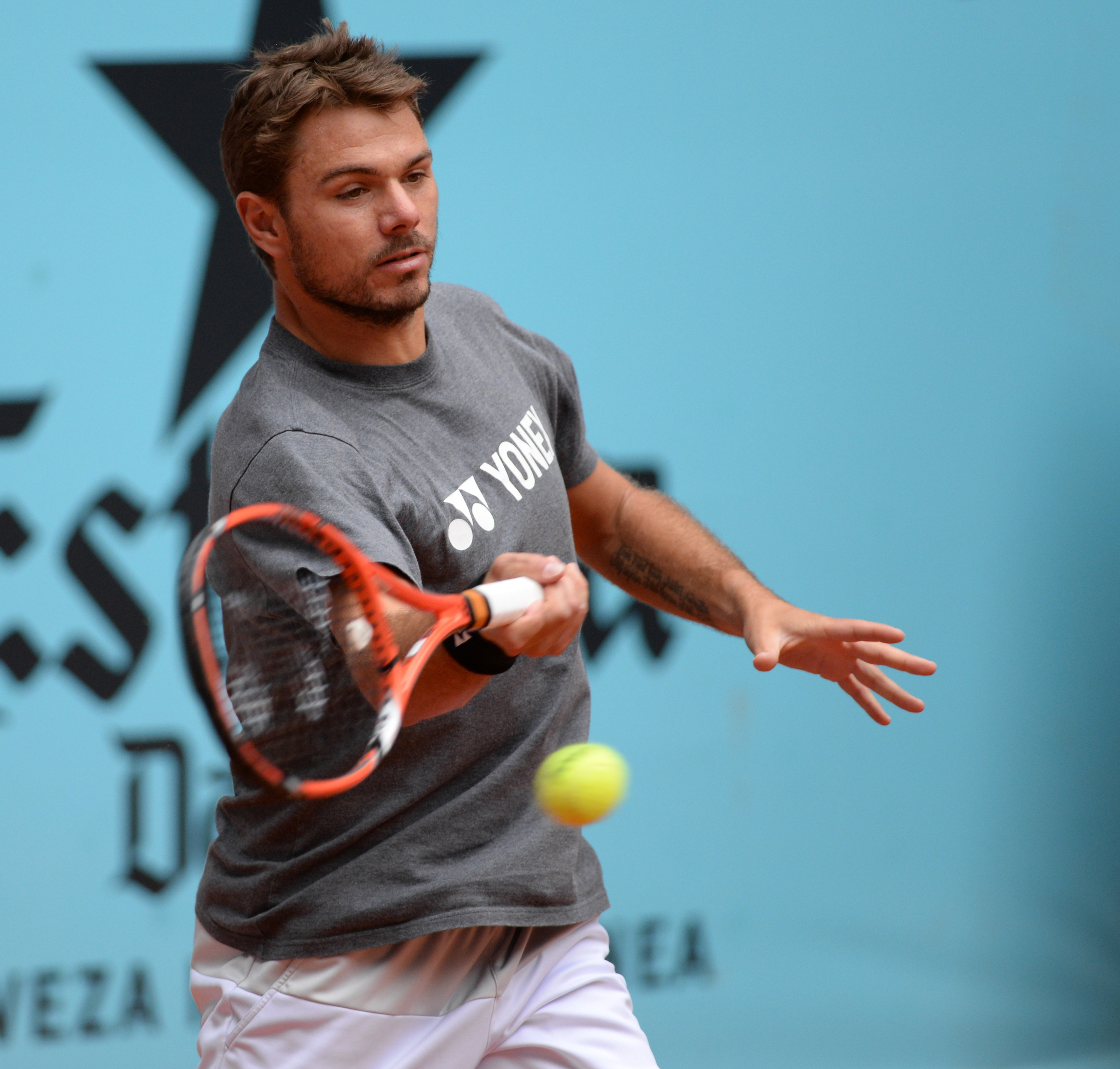
Stan Wawrinka practicando en el Mutua Madrid Open de cara a su debut en el evento

Su primera parte de la temporada no fue como se esperaba, pero en Roland Garros; juega el torneo de su vida, como octavo cabeza de serie. Venció a Marsel İlhan y Dušan Lajović en tres y cuatro sets, respectivamente, antes de vencer a Steve Johnson y al francés Gilles Simon (aunque fríamente recibido por el público) en sets corridos para alcanzar los cuartos de final, derrotando a su compatriota Roger Federer en sets corridos en un gran partido de Stanimal para llegar a su primera semifinal de Roland Garros por un marcador de 6-4, 6-3 y 7-6(7-4) en 2 horas y 9 minutos, logrando también su primera victoria en Grand Slam sobre Federer. En semifinales se enfrentó al n.º 15 del mundo Jo-Wilfried Tsonga, después de salvar 16 de 17 bolas de quiebres, termina ganando el partido en cuatro sets por 6-3, 6-7,(1-7) 7-6,(7-3) y 6-4 para así llegar a su segunda final de Grand Slam y primera en París, finalmente el 7 de junio de 2015 derrota al primer cabeza de serie, el serbio Novak Djokovic por 4-6, 6-4, 6-3 y 6-4 luego de 3 horas y 12 minutos en la final, gana la "Copa de los Mosqueteros", después de ir 0-3 abajo en el cuarto set con break en contra, rompió el servicio de Djokovic dos veces en el último set, acumulando 6 de los últimos 7 juegos del partido. Wawrinka hizo un gran partido en el que dobló en golpes ganadores a Djokovic, con apenas unos pocos errores más (60 por 30, y 45 por 41, respectivamente), además de servir mejor que la media, con picos de casi 220 km/h; en total, 137 puntos a su favor por 117 en contra. Con esta victoria, Wawrinka obtuvo su segundo título de Grand Slam, y Djokovic no pudo completar el Grand Slam carrera. El campeonato francés de Wawrinka también denegó a Djokovic el Grand Slam del año calendario 2015, ya que Djokovic ganó todos los otros torneos Grand Slam ese año. Reflejando su victoria en el Abierto de Australia 2014, Wawrinka fue cabeza de serie octavo en este torneo, derrotó al cabeza de serie n.º 2 y 1 en los cuartos de final y final, respectivamente, aseguró el partido del título en cuatro sets, y subió cinco posiciones en las clasificaciones ATP, de vuelta a la posición n.º 4, que fue su posición original al comienzo del año. Este también fue el segundo desde Sergi Bruguera el 1993 que el campeón derrotó al n.º 1 (Novak Djokovic) y al n.º 2 (Roger Federer) en el mismo Grand Slam (Wawrinka también logró esta hazaña en el Abierto de Australia 2014). Wawrinka es el primer hombre en ganar Roland Garros después de perder en la primera ronda del año anterior desde Albert Costa en 2002, y el primer excampeón júnior en ganar el título masculino desde Mats Wilander en 1982. Además se convirtió en el tercer jugador campeón de más edad de la era open tras el español Andrés Gimeno, campeón en 1972, y el ecuatoriano Andrés Gómez, campeón en 1990. El tenista brasileño Gustavo Kuerten, triple ganador en París, fue quien le entregó el trofeo.

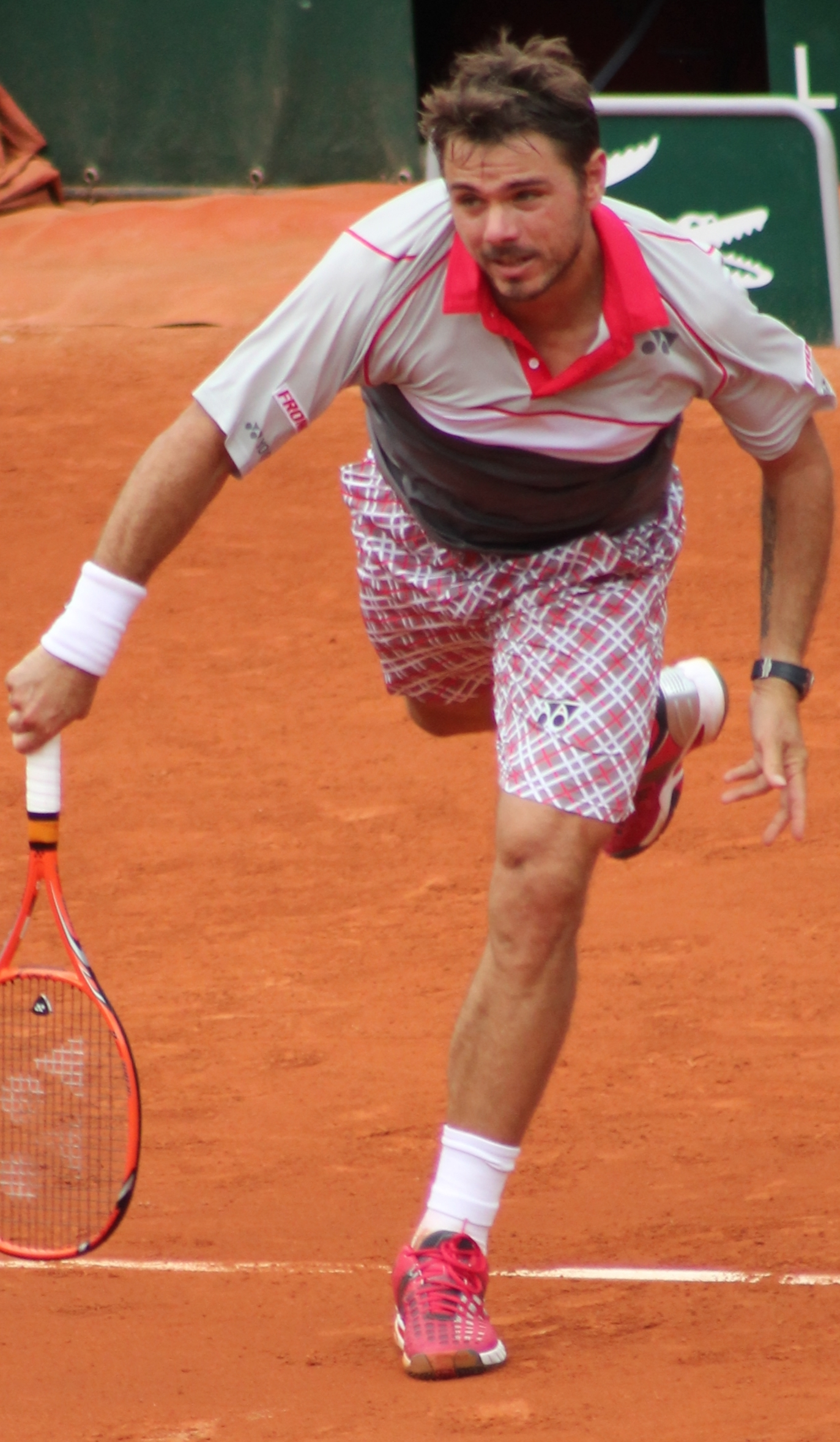
Stan Wawrinka al servicio en la gran final de Roland Garros, en la cual venció al serbio Novak Djokovic

Después de su triunfo en Roland Garros, se retrasó un poco con el inicio de la temporada de césped, donde perdió en segunda ronda en Queen's, contra el eventual finalista del evento, Kevin Anderson por doble 7-6. En Wimbledon llega a cuartos de final jugando un gran tenis tras vencer a Joao Sousa, Víctor Estrella, Fernando Verdasco y David Goffin en sets corridos, en este último el belga mostró mucha resistencia pero cae derrotado a manos de Stanimal por 7-6,(7-3) 7-6,(9-7) y 6-4 en 2 horas 23 minutos, Stan admite que fue "una victoria importante" que le permite clasificarse nuevamente a los cuartos de final de un Grand Slam, igualando su resultado del año pasado. En un duro partido contra Richard Gasquet, y mientras lideró dos sets a uno, el suizo finalmente perdió el partido y la oportunidad de clasificarse para las semifinales en un impresionante quinto set cayendo por 4-6, 6-4, 6-3, 4-6 y 9-11 en 3 horas y 28 minutos de juego.
Comienza la gira de pista dura estadounidense en la Rogers Cup donde se enfrentó a Nick Kyrgios en segunda ronda pero en un partido polémico se retiró cuando caía por 7-6,(10-8) 3-6 y 0-4; debido a una lesión en la espalda. En el Masters de Cincinnati, comenzó su participación en la segunda ronda derrotando al croata Borna Ćorić en tres sets por 3-6, 7-6,(7-3) y 6-3 en dos horas 17 minutos. En los octavos de final venció a otro croata, Ivo Karlović, en tres desempates, remontando tras perder el primero. En los cuartos cayó ante el número 1 del mundo Novak Djokovic por un claro 6-4, 6-1 en una hora de juego, tras el partido admitió que estaba cansado tras jugar dos partidos extenuantes anteriormente no estando al 100% y que tenía su cabeza en otra parte.
Luego participó en el US Open y comenzó venciendo a Albert Ramos, Hyeon Chung (logrando 100 triunfos en Grand Slam) y a Ruben Bemelmans. En octavos de final venció al local Donald Young en cuatro mangas por 6-4, 1-6, 6-3 y 6-4, llegando así por primera vez en su carrera a la segunda semana en todos los Grand Slam durante el año, mostrando una gran progresión y regularidad. En cuartos venció al sudafricano Kevin Anderson por 6-4, 6-4 y 6-0 en 1 hora 47 minutos, contra quien había perdido cuatro partidos seguidos y había causado la gran sorpresa eliminando al británico Andy Murray en la ronda anterior. Alcanzó las semifinales del torneo por segunda vez en su carrera (después de 2013), pero perdió ante su compatriota y amigo Roger Federer por 6-4, 6-3 y 6-1 en un partido brillante de Roger en solo 1 hora y 32 minutos. Su año en Grand Slam fue muy exitoso (el mejor de su carrera), con un título (Roland Garros), dos semifinales (Australian Open y US Open y un cuartos de final (Wimbledon).

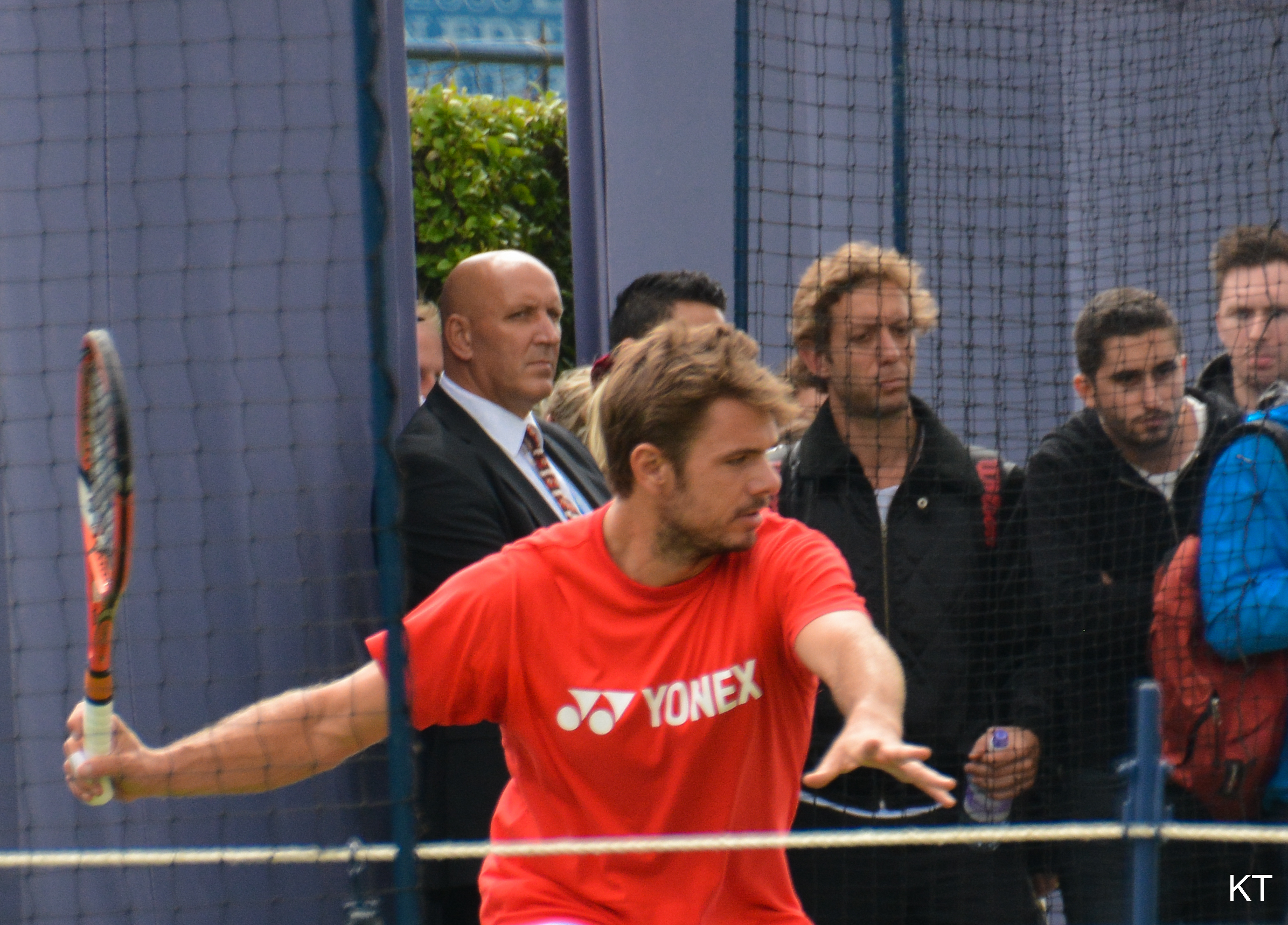
Stan Wawrinka practicando y calentando de cara a su participación en Queen's

Tras esto jugó el Repechaje del Grupo Mundial de la Copa Davis con el objetivo de mantener a Suiza en el Grupo Mundial, jugó un punto, el primero y fue una victoria a cinco sets sobre el holandés Thiemo de Bakker en Ginebra, finalmente los suizos ganaron la serie 4 a 1.
En el Torneo de Metz, se vio obligado a retirarse. Se lesionó el tobillo derecho en su victoria en segunda ronda sobre Dustin Brown. Luego juega en el ATP 500 de Tokio como el primer cabeza de serie. Ganó todos sus partidos con dificultad hasta las semifinales, ahí venció a Gilles Muller ganando por 6-4 y 7-6(7-5). Ya en la final ganó su undécimo título ATP al vencer en la final a Benoît Paire por 6-2 y 6-4, también ganó su cuarto título de la temporada.
Después jugó los dos últimos Masters 1000 del año: el primero fue Shanghái y llegó a los cuartos de final tras derrotar a Viktor Troicki (7-6, 6-3) y Marin Čilić (7-5, 6-7, 6-4), cayendo ante el español Rafael Nadal por un categórico 6-2 y 6-1. Y después en el de París-Berçy venció a Bernard Tomic (6-3, 7-6), luego a Viktor Troicki (6-4, 7-5) en sets corridos para llegar a cuartos de final, donde vengó su derrota sobre Nadal ganándole por doble 7-6 después de 2 horas y 20 minutos. Perdió con Novak Djokovic en semifinales, por 3-6, 6-3 y 0-6 en 1 hora 51 minutos. Logró arrebatarle un set, lo que es una pequeña hazaña, ya que el serbio ganó 29 de forma consecutiva.
Finalmente cerro su temporada con el Masters de Londres quedando situado en el Grupo Ilie Năstase junto con el británico Andy Murray y los españoles Rafael Nadal y David Ferrer. Pierde su primer partido de grupo a manos de Nadal por 6-3 y 6-2 en una hora y 22 minutos, pero gana sus dos partidos restantes contra Ferrer por 7-5 y 6-2 en 1 hora y 33 minutos, y a Murray por 7-6(7-4) y 6-4 en 1 hora y 54 minutos, clasificando para las semifinales por tercer año consecutivo. Cae eliminado ante Roger Federer en las semifinales (jugando por quinta vez en la temporada) perdiendo por 7-5 y 6-3 en poco más de una hora de juego.

#### Torneos disputados
| N.º | Fecha                    | Torneo                                  | Ubicación    | Categoría                   | Superficie    | Ronda |
| 1.  | 5 de enero de 2015       | Aircel Chennai Open                     | Chennai      | ATP World Tour 250          | Dura          | G     |
| 2.  | 19 de enero de 2015      | Australian Open                         | Melbourne    | Grand Slam                  | Dura          | SF    |
| 3.  | 9 de febrero de 2015     | ABN AMRO World Tennis Tournament        | Róterdam     | ATP World Tour 500          | Dura (i)      | G     |
| 4.  | 16 de febrero de 2015    | Open 13                                 | Marsella     | ATP World Tour 250          | Dura (i)      | CF    |
| 5.  | 9 de marzo de 2015       | BNP Paribas Open                        | Indian Wells | ATP World Tour Masters 1000 | Dura          | 2R    |
| 6.  | 23 de marzo de 2015      | Miami Open                              | Miami        | ATP World Tour Masters 1000 | Dura          | 3R    |
| 7.  | 13 de abril de 2015      | Monte-Carlo Rolex Masters               | Montecarlo   | ATP World Tour Masters 1000 | Tierra batida | 3R    |
| 8.  | 4 de mayo de 2015        | Mutua Madrid Open                       | Madrid       | ATP World Tour Masters 1000 | Tierra batida | 3R    |
| 9.  | 11 de mayo de 2015       | Internazionali BNL d'Italia             | Roma         | ATP World Tour Masters 1000 | Tierra batida | SF    |
| 10. | 18 de mayo de 2015       | Geneva Open                             | Ginebra      | ATP World Tour 250          | Tierra batida | CF    |
| 11. | 25 de mayo de 2015       | Roland Garros                           | París        | Grand Slam                  | Tierra batida | G     |
| 12. | 15 de junio de 2015      | AEGON Championships                     | Londres      | ATP World Tour 250          | Césped        | 2R    |
| 13. | 29 de junio de 2015      | Wimbledon Championships                 | Londres      | Grand Slam                  | Césped        | CF    |
| 14. | 10 de agosto de 2015     | Rogers Cup                              | Montreal     | ATP World Tour Masters 1000 | Dura          | 2R    |
| 15. | 17 de agosto de 2015     | Western & Southern Open                 | Cincinnati   | ATP World Tour Masters 1000 | Dura          | CF    |
| 16. | 31 de agosto de 2015     | US Open                                 | New York     | Grand Slam                  | Dura          | SF    |
| 17. | 21 de septiembre de 2015 | Moselle Open                            | Metz         | ATP International           | Dura (i)      | CF    |
| 18. | 5 de octubre de 2015     | Rakuten Japan Open Tennis Championships | Tokio        | ATP World Tour 500          | Dura          | G     |
| 19. | 12 de octubre de 2015    | Shanghái Rolex Masters                  | Shanghái     | ATP World Tour Masters 1000 | Dura          | CF    |
| 20. | 26 de octubre de 2015    | Swiss Indoors                           | Basilea      | ATP World Tour 500          | Dura (i)      | 1R    |
| 21. | 2 de noviembre de 2015   | BNP Paribas Masters                     | París        | ATP World Tour Masters 1000 | Dura (i)      | SF    |
| 22. | 16 de noviembre de 2015  | ATP World Tour Finals                   | Londres      | ATP World Tour Finals       | Dura (i)      | SF    |

### 2016: Campeón del Abierto de EE. UU.

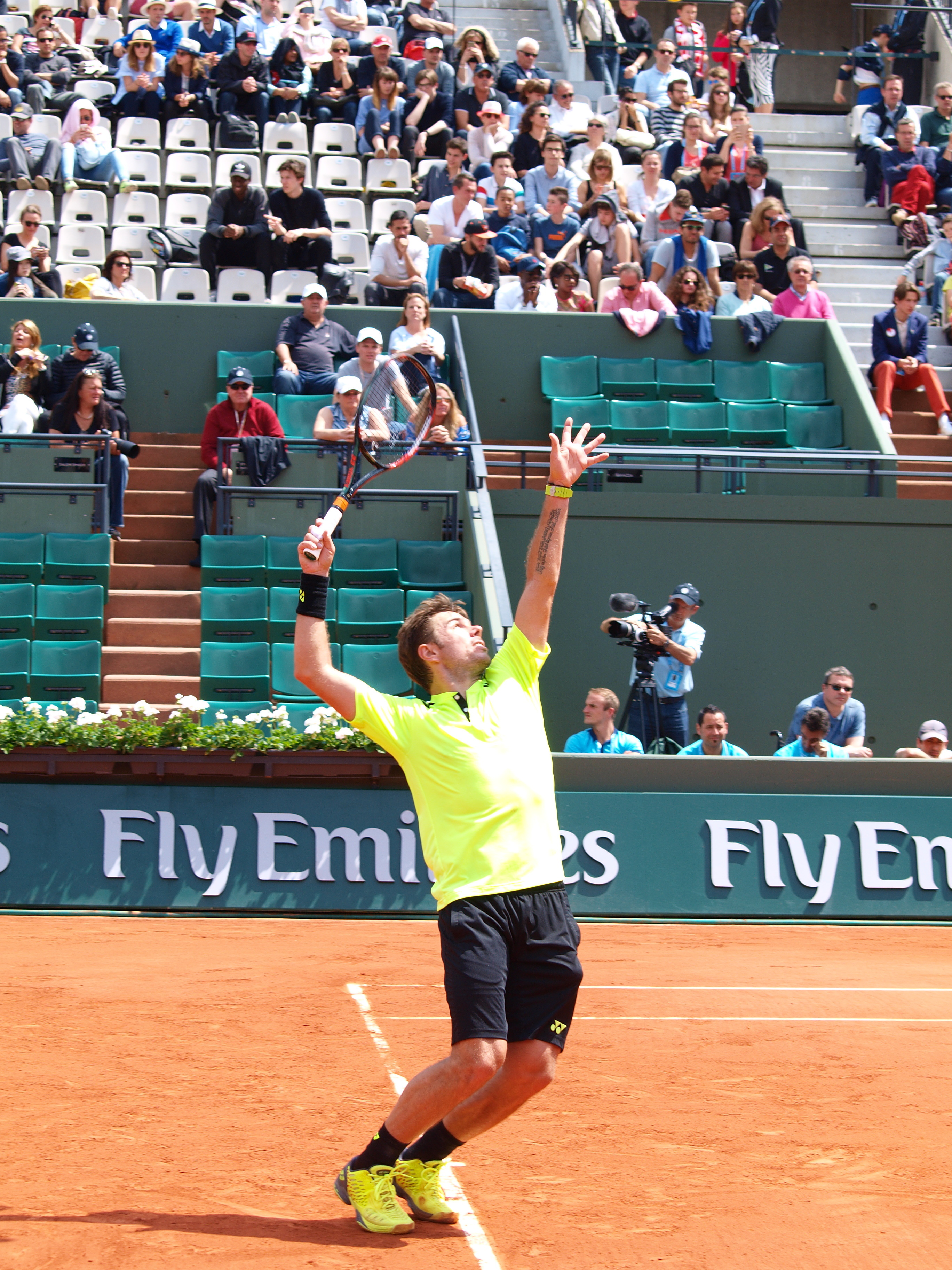
Stan Wawrinka al servicio en su partido de semifinales en Roland Garros frente al escocés Andy Murray.

Wawrinka comienza su temporada 2016 como el año anterior en el ATP 250 de Chennai, donde retiene fácilmente su título sin ceder ningún set durante el torneo venciendo al joven croata Borna Ćorić por 6-3, 7-5 en la final. El siguiente torneo que disputó fue el Abierto de Australia siendo el n.º 4 del mundo con el objetivo de defender su semifinal. Después de haberse impuesto fácilmente a Dmitri Tursúnov por 7-5 y 6-0 en primera ronda, luego del retiro del ruso, bate a los checos Radek Štěpánek (6-2, 6-3, 6-4) y Lukáš Rosol (6-2, 6-3, 7-6). Pero sin embargo perdió en la ronda de 16 contra Milos Raonic por 4-6, 3-6, 7-5, 6-4, 3-6 después de 3 horas y 44 minutos. También rompió la racha de Wawrinka de 6 cuartos de final consecutivos o mejores apariciones en Torneos de Grand Slam.
Después de caer en los cuartos de final en Marsella, disputa el ATP 500 de Dubái, donde vence en un difícil debut a Sergui Stajovski por 5-7, 6-3 y 7-5, luego vence a Franko Škugor (7-5, 6-1) y Philipp Kohlschreiber (7-5, 6-1) con más facilidad, en las semifinales venció a Nick Kyrgios por 6-4 y 3-0 después de que este se retirara por lesión, y en la final vence al chipriota Marcos Baghdatis en casi dos horas por 6-4 y 7-6(15-13) en una muerte súbita muy indecisa. Ganó su segundo título en la temporada sin haber jugado a un gran nivel.
Comienza la gira de cemento por Estados Unidos con el Masters de Indian Wells derrotando a Iliá Marchenko y Andréi Kuznetsov en sets corridos. En octavos de final cae frente al n.º 18 del mundo, el belga David Goffin por 3-6, 7-5 y 6-7(5-7). En el Masters de Miami, cae a las primeras de cambio a manos del ruso Andrey Kuznetsov por 6-4, 6-3.
Stan inicia la gira de tierra batida europea, en el Masters de Montecarlo, se deshace de Philipp Kohlschreiber 7-6(7-2) 7-5 y luego de Gilles Simon por un claro 6-1 y 6-2. Rafael Nadal finaliza con su participación en el principado derrotándolo por 1-6, 4-6 en poco más de una hora en cuartos de final. Disputa el Masters de Madrid y el Masters de Roma, en los que se desempeñó peor que en la temporada pasada, compilando un total de una victoria por dos derrotas. Reaccionó en Ginebra en su natal Suiza, tuvo dos victorias fáciles ante Albert Ramos-Viñolas y Pablo Carreño Busta y luego se clasifica a la final al vencer a Lukáš Rosol en tres sets. Se enfrenta al n.º 11 del mundo Marin Čilić, quien regresaba de una lesión y le gana por 6-4 y 7-6(13-11) en casi dos horas de juego (y el último set con un tiempo de 1 hora y 19 minutos) ganando su 14° título ATP en singles y el primero en Suiza.

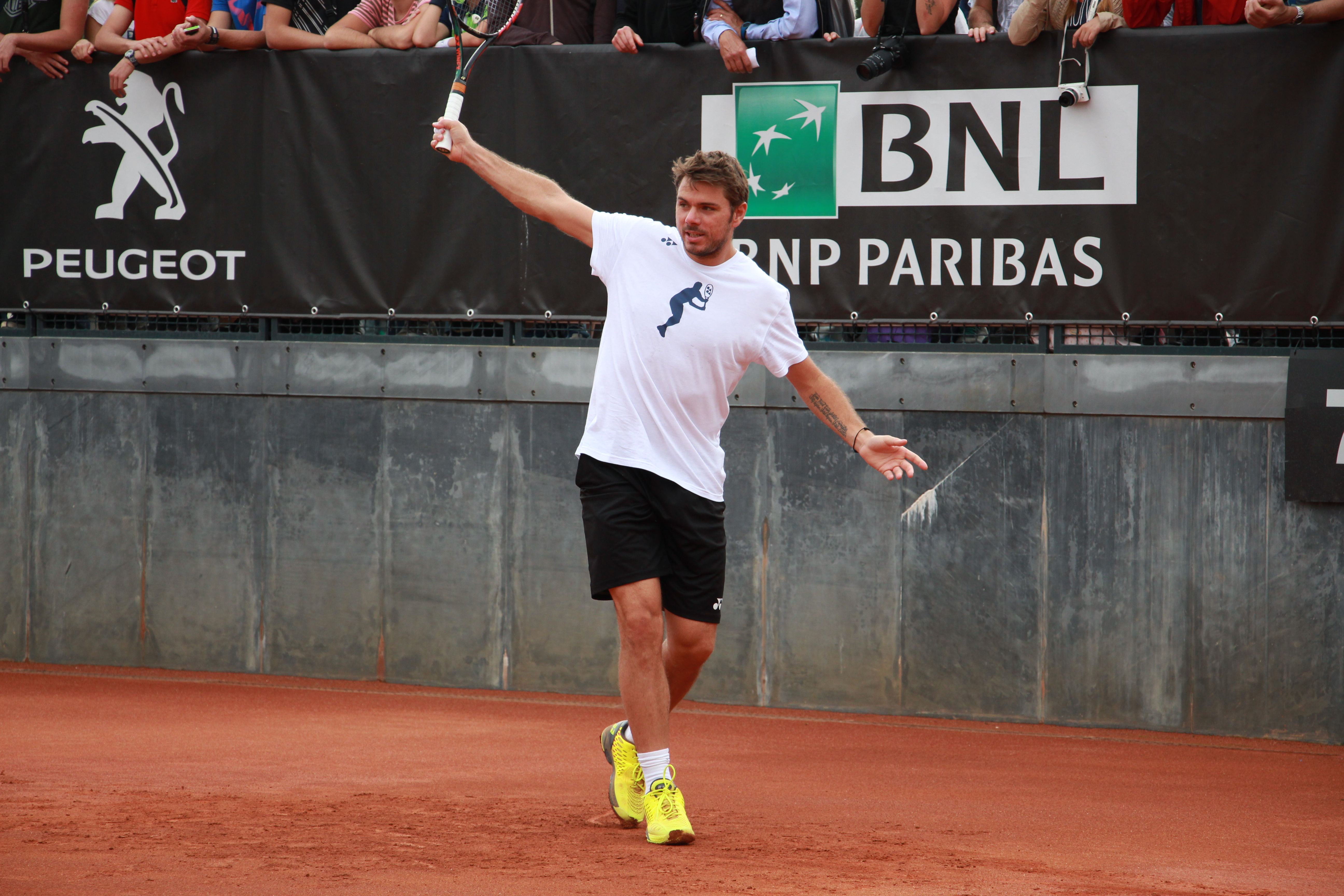
Stan Wawrinka practicando de cara a su debut en Roma.

Apenas sin descanso, a la semana siguiente le tocaba defender su título en Roland Garros. Vence a Lukáš Rosol en la primera ronda con dificultades pero ganando finalmente por 4-6, 6-1, 3-6, 6-3, 6-4. Luego elimina con más facilidad a Taro Daniel, Jérémy Chardy, Viktor Troicki y Albert Ramos perdiendo un solo set para llegar a semifinales, donde se enfrenta al escocés Andy Murray actual N.º 2 del mundo, quien lo vence en 4 sets por 6-4, 6-2, 4-6 y 6-2 en 2 horas 38 minutos de juego.
Stan inicia la temporada de césped en Queen's como segundo cabeza de serie. Sin embargo, sufrió una derrota sorpresiva por 6-2, 7-6(7-3) ante el n.º 53, Fernando Verdasco en la primera ronda. A punto de iniciarse Wimbledon, Wawrinka contrata al ganador del torneo Richard Krajicek de 1996. Después de un comienzo difícil contra la joven promesa Taylor Fritz lo vence en cuatro sets por 7-6,(7-4) 6-1, 6-7(2-7) y 6-2, es derrotado en la segunda ronda por el argentino Juan Martín del Potro por parciales de 6-3, 3-6, 6-7(2-7) y 3-6.
Para la gira de verano de los Estados Unidos, disputó el Masters de Toronto como cabeza de serie n.º 2 debido a las numerosas bajas. Primero derrota en dos desempates a Mijaíl Yuzhny en un partido apretado, luego vence a Jack Sock por 7-6,(7-3) 6-2 y posteriormente domina a Kevin Anderson por 6-1, 6-3. En semifinales pierde ante el japonés Kei Nishikori por 6-7,(6-8) 1-6 en una hora y media tras liderar 5-2 la primera manga. Unos días más tarde, renuncia a los Juegos Olímpicos de Río de Janeiro 2016 debido a una lesión en la espalda, pero esto es una sorpresa, dado su nivel de juego demostrado en Canadá, una vez recuperado de sus molestias en la espalda disputa el Western & Southern Open de Cincinnati, pierde en tercera ronda ante Grigor Dimitrov por doble 6-4.

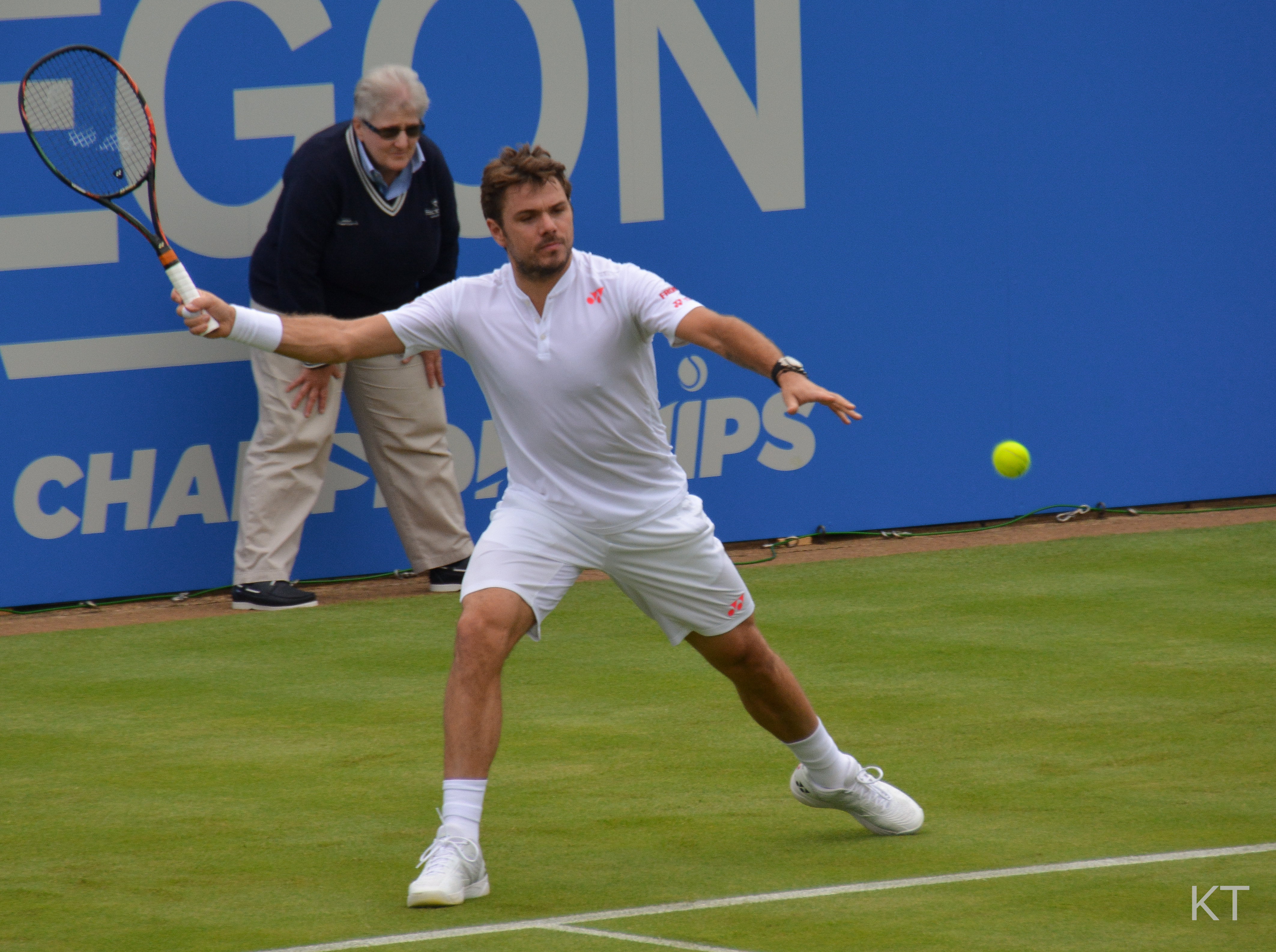
Stan Wawrinka en medio de su partido de primera ronda en el Aegon Championships ante el español Fernando Verdasco.

Antes del comienzo del US Open, Wawrinka regresó al Top 3 del Ranking ATP debido a que Roger Federer no pudo defender su título en Cincinnati debido a una lesión. Pasó sus dos primeras rondas silenciosamente sobre Fernando Verdasco y el clasificado 243 del mundo Alessandro Giannessi en tres sets. Luego, en un partido difícil contra Daniel Evans, logra ganar el partido por 4-6, 6-3, 6-7,(6-8) 7-6(10-8) y 6-2 luego de cuatro horas salvando un punto de partido en el desempate del cuarto set. En octavos se enfrenta a la sorpresa del torneo Illya Marchenko, luego de dos sets bastante cómodo y sirviendo para el partido 5-4, le quiebran y pierde el tercer set, aun así logra ganar en cuatro mangas por 6-4, 6-1, 6-7(5-7) y 6-3, clasificándose a los cuartos de final sin enfrentarse a ningún Top 30, además este es su 4° cuartos de final consecutivo en el US Open. Se enfrenta al 142 del mundo, el argentino Juan Martín del Potro, que lo había derrotado en el último Wimbledon, se toma revancha de lo ocurrido en la catedral en un extenuante partido de más de tres horas ganando por 7-6,(7-5) 4-6, 6-3 y 6-2 donde Del Potro se quedó sin energía en los dos últimos sets, después en conferencia de prensa Wawrinka llama a este partido: "Como uno de los más difíciles de su carrera, tanto mental como físicamente". Se clasifica para la última plaza del torneo tal como en 2013 y 2015 donde se encuentra con el número 7 del mundo Kei Nishikori, el verdugo de Murray en cuartos, se une a Novak Djokovic para jugar su primera final en Nueva York gracias a su victoria en 4 sets sobre el japonés por 4-6, 7-5, 6-4, 6-2 después de un poco más de tres horas, como anécdota llegó a estar 4-6 y 0-2 abajo en su duelo de semifinales con el japonés, llega al último partido en Flushing Meadows con 10 finales consecutivas ganadas y 100% de efectividad en Grand Slam (En 2 finales).

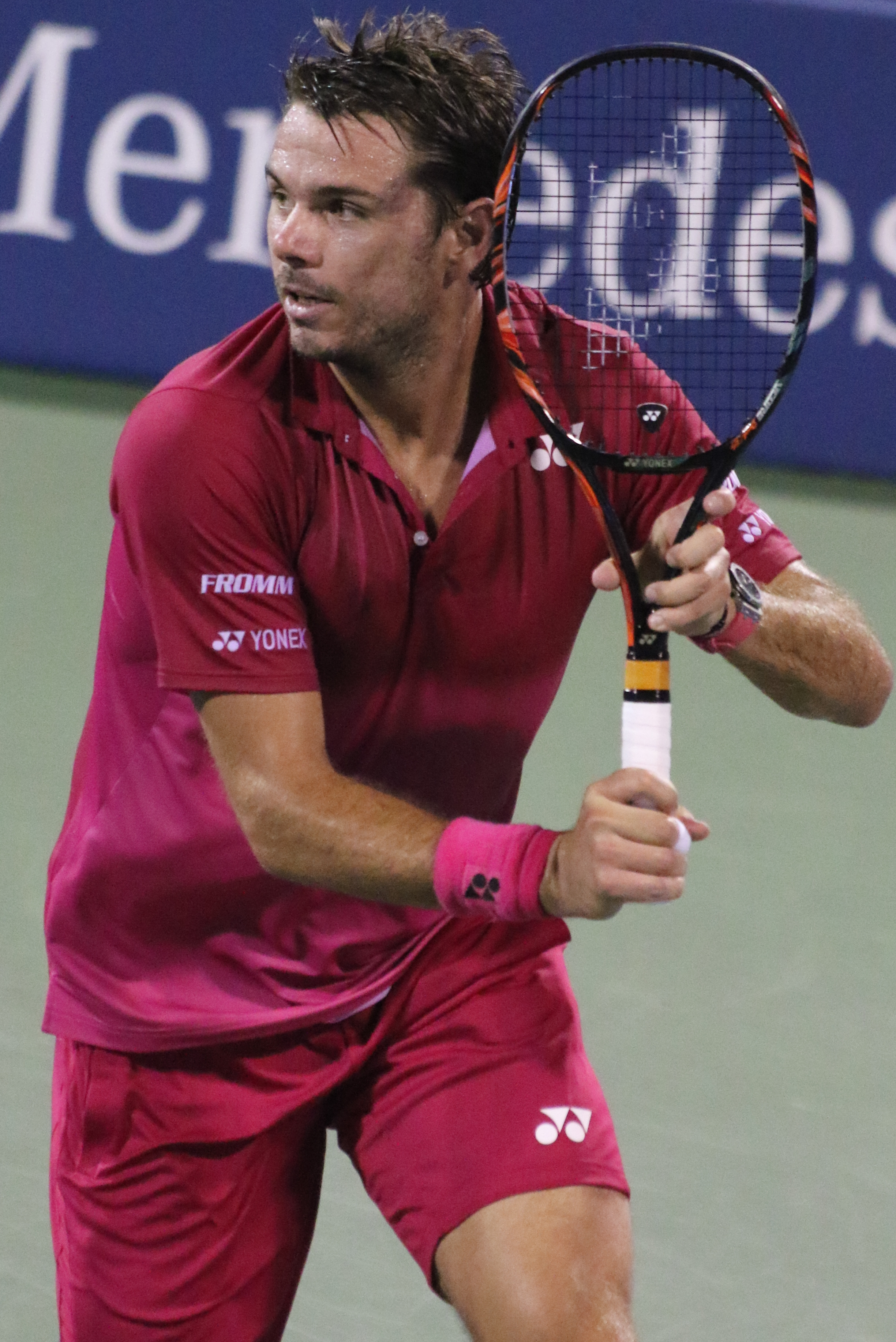
Stan Wawrinka en medio de su partido ante Novak Djokovic, el cual terminaría ganando sobre el serbio para ganar su tercer título de Grand Slam.

En la final, venció al número 1 del mundo Novak Djokovic en 4 sets por 6-7(1-7) 6-4, 7-5 y 6-3 en casi cuatro horas de una gran batalla ganando su tercera final de Grand Slam en tres intentos y su undécima victoria consecutiva en finales. Con esta victoria, Wawrinka mejoró su récord a 2-0 en finales de Grand Slam contra Djokovic y 3-0 en finales de todos los Grand Slam, y se mantuvo como el único jugador en derrotar a Djokovic en las últimas 12 finales jugadas en Grand Slam del serbio que datan desde Wimbledon 2014 hasta la fecha. Al igual que la victoria de Stanimal en Roland Garros 2015 le negó a Djokovic completar el Grand Slam de carrera, su victoria en este torneo le negó a Djokovic tres títulos de Grand Slam en años sucesivos (2015 y 2016). También se debe destacar que Wawrinka derrotó al jugador n.º 1 del mundo en la final de sus tres títulos de Grand Slam. La final del US Open 2016 fue aún más impresionante ya que fue la única vez en 2016 que Djokovic ganó el primer set pero perdió el partido (53-1) y en Nueva York tenía un récord de 52-0 tras ganar el primer set.
Ahora con 31 años, Wawrinka ingresa al círculo cerrado de pocos jugadores que han ganado tres de los cuatro torneos de Grand Slam, con posibles objetivos futuros, ganar Wimbledon y completar el Grand Slam de carrera y el número uno mundial.
Una semana más tarde, juega en San Petersburgo donde llega a la final sin perder un solo set al apalear a Lukáš Rosol, Viktor Troicki y Roberto Bautista. Tras haber ganado sus 11 finales anteriores, pierde ante Alexander Zverev por 2-6, 6-3 y 5-7, de sólo 19 años, quien pone fin a la racha de victorias consecutivas en finales del suizo y gana su primer título. En el Masters de Shanghái es eliminado en tercera ronda a manos del francés Gilles Simon por doble 6-4.
Para la temporada en pista cubierta (bajo techo), tiene bajos resultados, perdiendo en los cuartos de final en casa en el Torneo de Basilea ante Mischa Zverev por 2-6, 7-5 y 1-6 después de dos primeras rondas muy difíciles de más de dos horas. Luego, en París-Bercy pierde de entrada ante el clasificado alemán Jan-Lennard Struff por 6-3, 6-7(6-8) y 6-7(1-7).
Finalmente, en el ATP World Tour Finals, queda situado en el Grupo John McEnroe con el número 1 Andy Murray, el n.º 5 Kei Nishikori y el n.º 7 Marin Čilić. Fue derrotado contundentemente por 2-6, 3-6 por el japonés en su primer partido, luego gana su segundo partido sobre Čilić por doble 7-6 en 1 hora y 53 minutos, en el partido por la clasificación. Perdió en sets corridos por 4-6 y 2-6 en solo 1 hora y 26 minutos a pesar de haber realizado un buen primer set de mucha intensidad ante Murray, debido a que Milos Raonic llegó a semifinales, superó a Wawrinka como número 3 mundial al final del torneo. Por lo que termina la temporada como n.º 4 por tercer año consecutivo como en 2014 y 2015.

#### Torneos disputados
| N.º | Fecha                    | Torneo                      | Ubicación       | Categoría                   | Superficie    | Ronda |
| 1.  | 4 de enero de 2016       | Aircel Chennai Open         | Chennai         | ATP World Tour 250          | Dura          | G     |
| 2.  | 18 de enero de 2016      | Australian Open             | Melbourne       | Grand Slam                  | Dura          | 4R    |
| 3.  | 15 de febrero de 2016    | Open 13                     | Marsella        | ATP World Tour 250          | Dura (i)      | CF    |
| 4.  | 22 de febrero de 2016    | Dubái Tennis Championships  | Dubái           | ATP World Tour 500          | Dura          | G     |
| 5.  | 7 de marzo de 2016       | BNP Paribas Open            | Indian Wells    | ATP World Tour Masters 1000 | Dura          | 4R    |
| 6.  | 21 de marzo de 2016      | Miami Open                  | Miami           | ATP World Tour Masters 1000 | Dura          | 2R    |
| 7.  | 11 de abril de 2016      | Monte-Carlo Rolex Masters   | Montecarlo      | ATP World Tour Masters 1000 | Tierra batida | CF    |
| 8.  | 2 de mayo de 2016        | Mutua Madrid Open           | Madrid          | ATP World Tour Masters 1000 | Tierra batida | 2R    |
| 9.  | 9 de mayo de 2016        | Internazionali BNL d'Italia | Roma            | ATP World Tour Masters 1000 | Tierra batida | 3R    |
| 10. | 16 de mayo de 2016       | Geneva Open                 | Ginebra         | ATP World Tour 250          | Tierra batida | G     |
| 11. | 23 de mayo de 2016       | Roland Garros               | París           | Grand Slam                  | Tierra batida | SF    |
| 12. | 13 de junio de 2016      | AEGON Championships         | Londres         | ATP World Tour 250          | Césped        | 1R    |
| 13. | 27 de junio de 2016      | Wimbledon Championships     | Londres         | Grand Slam                  | Césped        | 2R    |
| 14. | 25 de julio de 2016      | Rogers Cup                  | Toronto         | ATP World Tour Masters 1000 | Dura          | SF    |
| 15. | 15 de agosto de 2016     | Western & Southern Open     | Cincinnati      | ATP World Tour Masters 1000 | Dura          | 3R    |
| 16. | 29 de agosto de 2016     | US Open                     | New York        | Grand Slam                  | Dura          | G     |
| 17. | 19 de septiembre de 2016 | St. Petersburg Open         | San Petersburgo | ATP World Tour 250          | Dura (i)      | F     |
| 18. | 10 de octubre de 2016    | Shanghái Rolex Masters      | Shanghái        | ATP World Tour Masters 1000 | Dura          | 3R    |
| 19. | 24 de octubre de 2016    | Swiss Indoors               | Basilea         | ATP World Tour 500          | Dura (i)      | CF    |
| 20. | 31 de octubre de 2016    | BNP Paribas Masters         | París           | ATP World Tour Masters 1000 | Dura (i)      | 2R    |
| 21. | 14 de noviembre de 2016  | ATP World Tour Finals       | Londres         | ATP World Tour Finals       | Dura (i)      | RR    |

### 2017: Finalista en Roland Garros y lesión en la rodilla

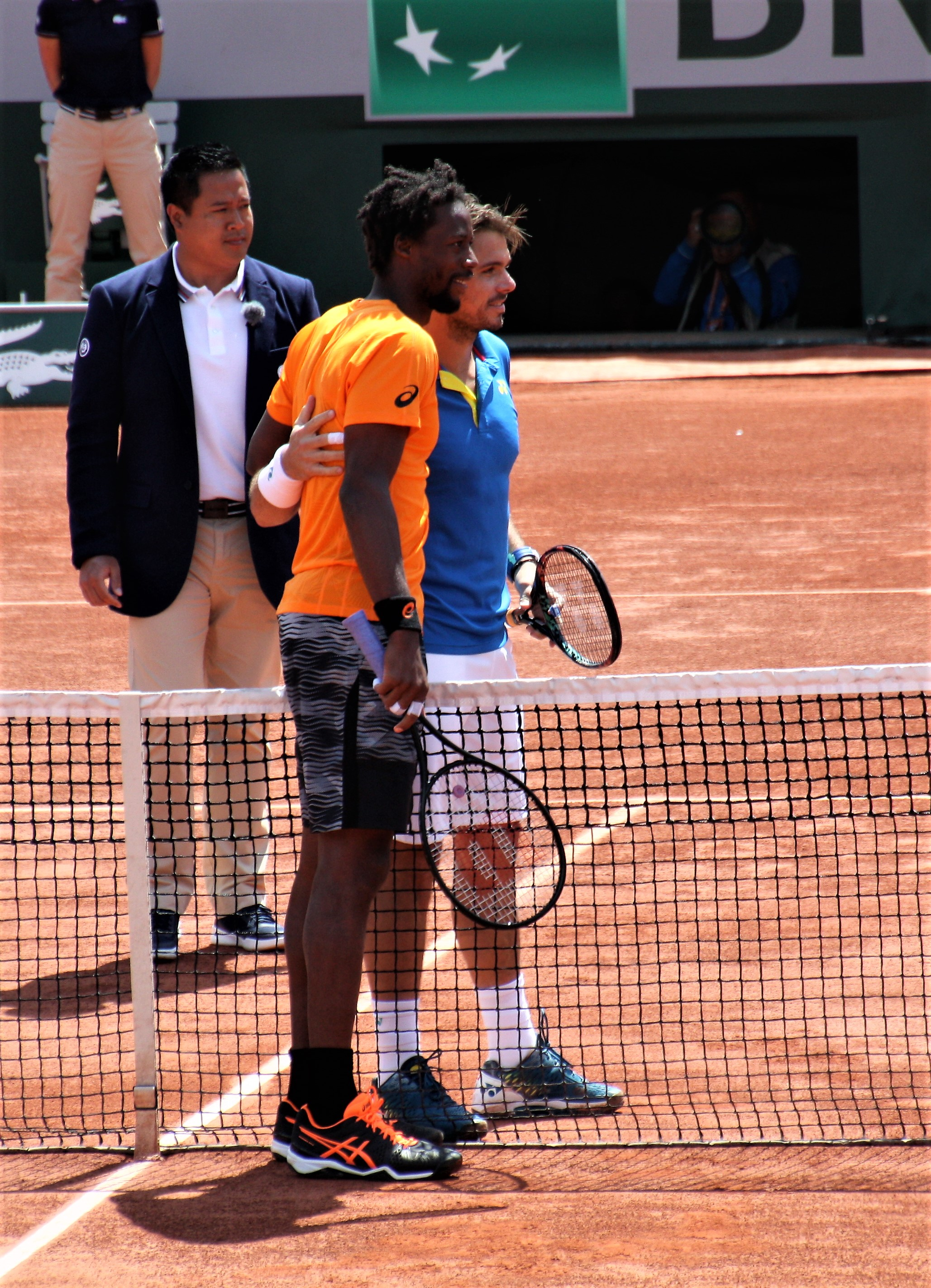
Stan Wawrinka junto al francés Gael Monfils antes de iniciar su duelo en Roland Garros

Wawrinka optó por no defender su título en Chennai (había ganado las tres ediciones anteriores), y jugó en Brisbane en su lugar, como cabeza de serie n.º 2. Inicia lento pero consistente, ganando con algunas dificultades sus dos primeras rondas sobre Viktor Troicki (7-6, 6-4) y Kyle Edmund (6-7, 6-4 y 6-4). Pero fue derrotado por japonés Kei Nishikori por 7-6(7-3) y 6-3 en semifinales.
En el Abierto de Australia, lo inicia ganando su primer partido en cinco sets ante Martin Kližan por 4-6, 6-4 7-5, 4-6 y 6-4 en un duelo de más de cuatro horas. Después en la segunda ronda vence a Steve Johnson 6-3, 6-4, 6-4 y en tercera al serbio Viktor Troicki por 3-6, 6-2, 6-2 y 7-6(9-7) para entrar en la segunda semana. Donde se enfrenta y vence en tres sets muy apretado al italiano Andreas Seppi por 7-6,(7-2) 7-6,(7-4) y 7-6(7-4) en 2 horas y 43 minutos. En cuartos de final vence al francés Jo-Wilfried Tsonga por 7-6,(7-2) 6-4 y 6-3 en un partido "caliente" de 2 horas y 14 minutos, imponiendo su juego y contra el bajo nivel del francés, en un partido marcado por una discusión entre los dos jugadores tras la muerte súbita. Se encuentra en las semifinales con Roger Federer (N°17 del mundo), quien lo venció por decimonovena vez, por 5-7, 3-6, 6-1, 6-4 y 3-6 en tres horas de un intenso y físico partido, a pesar de tener muchos break points en el inicio de la quinta manga, Federer posteriormente ganó el torneo. A pesar de la pérdida de este partido elevó a Wawrinka nuevamente a la posición n.º 3 del ranking de la ATP. También Stanimal reaccionó hasta el tercer set, esto también por estar mermado físicamente, con un problema en la rodilla desde el comienzo del torneo.
En febrero Wawrinka iba a jugar dos torneos en Róterdam y Dubái en el primero no se presentó por molestias en una rodilla y en el segundo cayó en primera ronda ante Damir Džumhur por 7-6(7-4) y 6-3.
Volvieron los buenos resultados en el Masters de Indian Wells con una cuadro abierto, superando a Paolo Lorenzi (6-3, 6-4) y Philipp Kohlschreiber (7-5, 6-3), en tercera ronda se enfrenta al Lucky Loser japonés Yoshihito Nishioka (70° del mundo), ganando un partido apretado por 3-6, 6-3 y 7-6(7-4) en 2 horas y 13 minutos, entonces el japonés estaba sirviendo para el partido en el último set en dos ocasiones (4-5 y 5-6). Después, en un juego similar de complicado en cuartos de final, vence al No.9 del mundo Dominic Thiem por 6-4, 4-6 y 7-6(7-2) para acceder a su novena semifinal de Masters 1000. Ahí derrota en tan solo una hora de juego a la sorpresa del torneo Pablo Carreño por 6-3, 6-2 para acceder a su primera final en el Desierto de California, también primera sobre pista dura y cuarta en Masters 1000. En la final nuevamente se enfrenta a su compatriota Roger Federer, en un juego con buenos tiros pero en general siendo dominado por Federer por 4-6, 5-7 en 1 hora y 20 minutos. Cabe mencionar que Wawrinka fue el único que logró quebrarle el servicio a Federer durante todo el torneo, después que quebrara de entrada en el segundo set. A la semana siguiente, Wawrinka fue el primer cabeza de serie (siendo N.º 3) por encima de todos después de que el número uno del mundo Andy Murray y el n.º 2 Novak Djokovic se retiraron debido a lesiones en el codo en el Masters de Miami (Siendo cabeza de serie n.º 1 por primera vez en este categoría). Supera fácilmente a Horacio Zeballos (6-3, 6-4) y Malek Jaziri (6-3, 6-4) antes de ser derrotado en la cuarta ronda por el 20° del mundo, Alexander Zverev por 6-4, 2-6 y 1-6 perdiendo por segunda vez en dos enfrentamientos contra el alemán.
Para el comienzo de la gira de tierra batida europea, participa en el Masters de Monte-Carlo. Debutó en segunda ronda ante el checo Jiri Vesely ganando por 6-2, 4-6 y 6-2 en una hora y media para caer en octavos de final ante el uruguayo Pablo Cuevas por doble 6-4. Luego cae sorpresivamente en la segunda ronda del Masters de Madrid ante Benoît Paire por 7-5, 4-6, 6-2 y en Roma cobro venganza de Paire y lo eliminó en segunda ronda por 6-3, 1-6 y 6-3, en tercera ronda cayó ante el cañonero estadounidense John Isner por 7-6(7-1) y 6-4 cerrando de esta manera solo dos triunfos y tres derrotas previo a Roland Garros sumando un pobre rendimiento durante la primera mitad del 2017. Recibió un Wild Card para jugar el ATP 250 de Ginebra en su natal Suiza como manera de llegar en forma y restaurar la confianza de cara a Roland Garros (a tan solo una semana), como cabeza de serie número uno venció a Rogério Dutra da Silva por 5-2 y retiró del brasileño, en cuartos de final venció al estadounidense Sam Querrey por 4-6, 7-5, 6-1 en semifinales derrotó a Andréi Kuznetsov por 6-3 y 7-6(7-4) y en la final derrotó al alemán venido desde la fase de clasificación Mischa Zverev por 4-6, 6-3, 6-3 en 2 horas y 20 minutos sumando su primer título del año, segundo consecutivo en Ginebra, 16° de su carrera y mejorando sus números en tierra batida a 6 ganados y 3 perdidos.

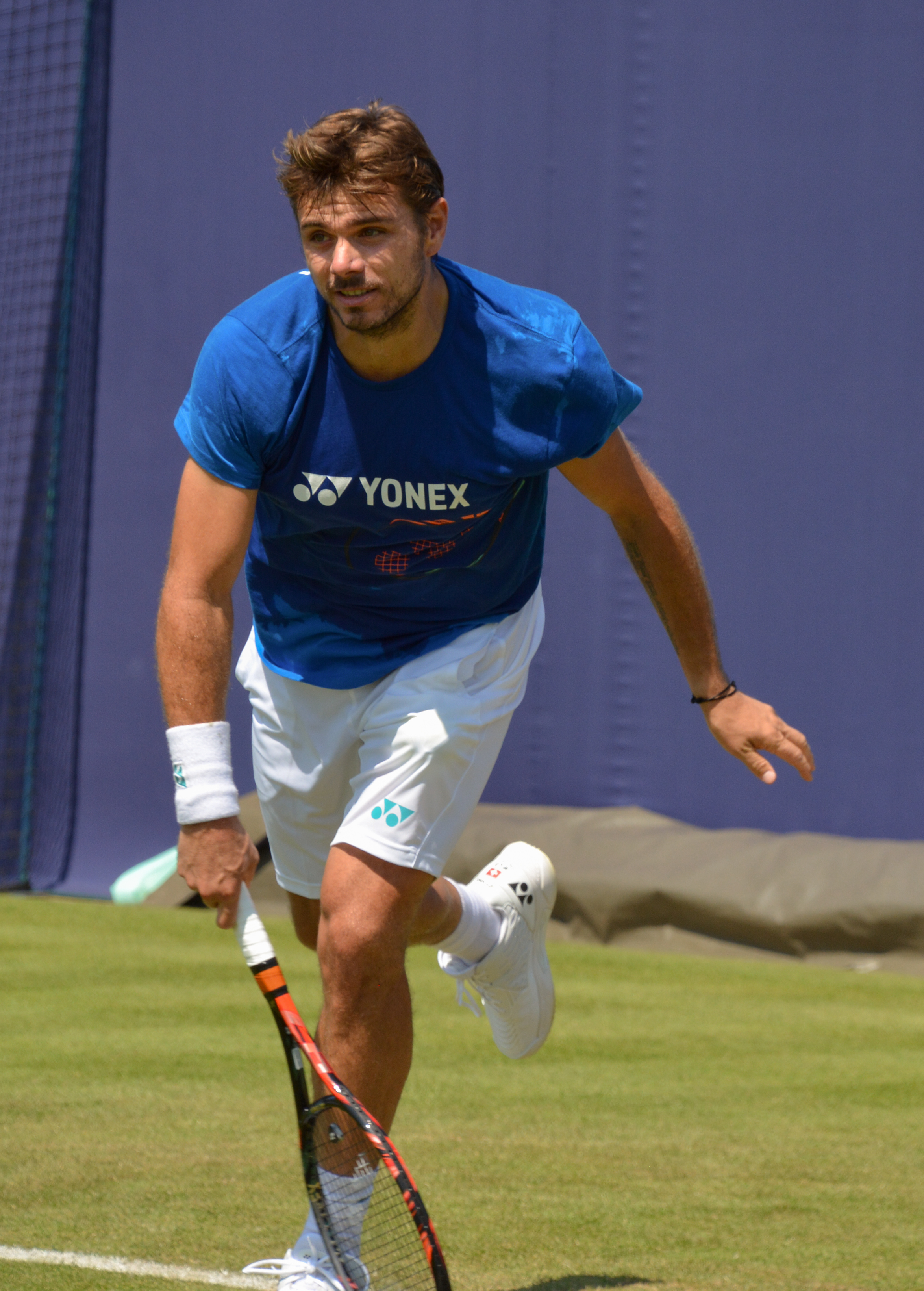
Stan Wawrinka en las pistas de Queen's a horas de su debut en el torneo.

En Roland Garros debuta con un triunfo sobre Jozef Kovalík por 6-2, 7-6(8-6) y 6-3 en primera ronda, en segunda ronda se enfrenta al hábil y peligroso ucraniano Alexandr Dolgopolov ganándole por un trabajado 6-4, 7-6(7-5) y 6-3 en un partido de alta calidad. En tercera ronda venció al inestable Fabio Fognini por 7-6(7-2) 6-2 y 6-0. En octavos de final se mide al local Gael Monfils, en un partido intenso y sin jugar su mejor tenis, ganó por 7-5, 7-6(97) y 6-2 después de 2 horas y 43 minutos después de dos intensos primeros sets muy disputados y además confirma su dominio sobre los jugadores franceses en Grand Slam. En cuartos de final vence fácilmente a Marin Čilić por 6-3, 6-3 y 6-1 en 1 hora y 40 minutos, llegando a semis sin ceder sets en París al igual que Rafa Nadal y Dominic Thiem. Llegó a la final por segunda vez en 3 años al vencer al número 1 del mundo Andy Murray, por 6-7,(6-8) 6-3, 5-7, 7-6(7-3) y 6-1 en 4 horas y 34 minutos de partido, cobrándose revancha de la semifinal del año anterior en París. Esto le da la oportunidad de tomar el segundo lugar del ranking mundial si logra ganar el torneo, y en la final se enfrentaría a Nadal en un desafío extremo para él. Cae en 2 horas y 5 minutos a manos del español por un contundente 2-6, 3-6 y 1-6 además logrando su 10° título, perdiendo por primera vez en la final de un Grand Slam. Después de este partido, explica que tenía pensamientos que perturbaban su juego de pies, su mente y que no lo dejaban soltarse lo suficiente en la cancha.
La temporada de césped es menos prestigiosa para él este año, con derrotas en sus debuts en Queen's ante el futuro campeón y especialista en esta superficie Feliciano López por 7-6,(7-4) 7-5 y luego contra el joven ruso Daniil Medvédev por 6-4, 3-6, 6-4 y 6-1 en la primera ronda de Wimbledon. Estas primeras derrotas y la victoria de Roger Federer en el All England Club lo hacen salir del Top 4 por primera vez en un año, cuando tuvo la oportunidad de convertirse en número 1 del mundo si ganaba Wimbledon.
Antes de la gira americana, anunció que iba a someterse a una cirugía de rodilla y puso fin a su temporada. Disputó cincuenta Grand Slam de manera consecutiva desde su primera participación antes de la baja al US Open 2017.
De esta manera Wawrinka termina la temporada habiendo jugado solo 35 partidos, ganando 26 y perdiendo 11, en cancha dura tuvo un registro de 14-5; en polvo de ladrillo 12-4 y en césped 0-2, teniendo un irregular año solo ganó un ATP 250 y para destacar una final de Masters 1000 y Grand Slam. A pesar de un final temprano de la temporada, terminó el año entre los 10 primeros, en el 9.º lugar, una ligera disminución en comparación con el año anterior (4° en 2016) y su ranking final de fin de año más bajo desde 2013.
El año también termina con el cese de la colaboración con su entrenador Magnus Norman. Bajo su liderazgo, desde 2013 a octubre de 2017, en ese periodo logró 13 de sus 16 títulos ATP, incluidos tres títulos de Grand Slam (Abierto de Australia 2014, Roland Garros 2015 y el US Open 2016). El suizo también logró la mejor clasificación de su carrera en ese periodo con el puesto 3. Yannick Fattebert y Pierre Paganini, que se unieron a su cuerpo técnico en noviembre, permanecerán con él en 2018.

### 2018: Lesiones continuas y salida del top 250 en 14 años
Después de una cirugía de rodilla y seis meses de ausencia y recuperación, Wawrinka regresó al circuito en el Abierto de Australia, pero no al 100% listo físicamente. Le resulta difícil imponerse en su primer partido ante Ričardas Berankis por 6-3, 6-4, 2-6 y 7-6(7-2) y después cae eliminado en la segunda ronda al caer bruscamente ante la revelación del torneo Tennys Sandgren por 2-6, 1-6 y 4-6. A pesar de la derrota, se muestra feliz y satisfecho con su regreso durante la Rueda de prensa, con el simple placer de jugar al tenis de nuevo. Tras el fin del torneo, sale del top 10 (al decimoquinto lugar del ranking mundial) por primera vez desde el 27 de mayo de 2013.

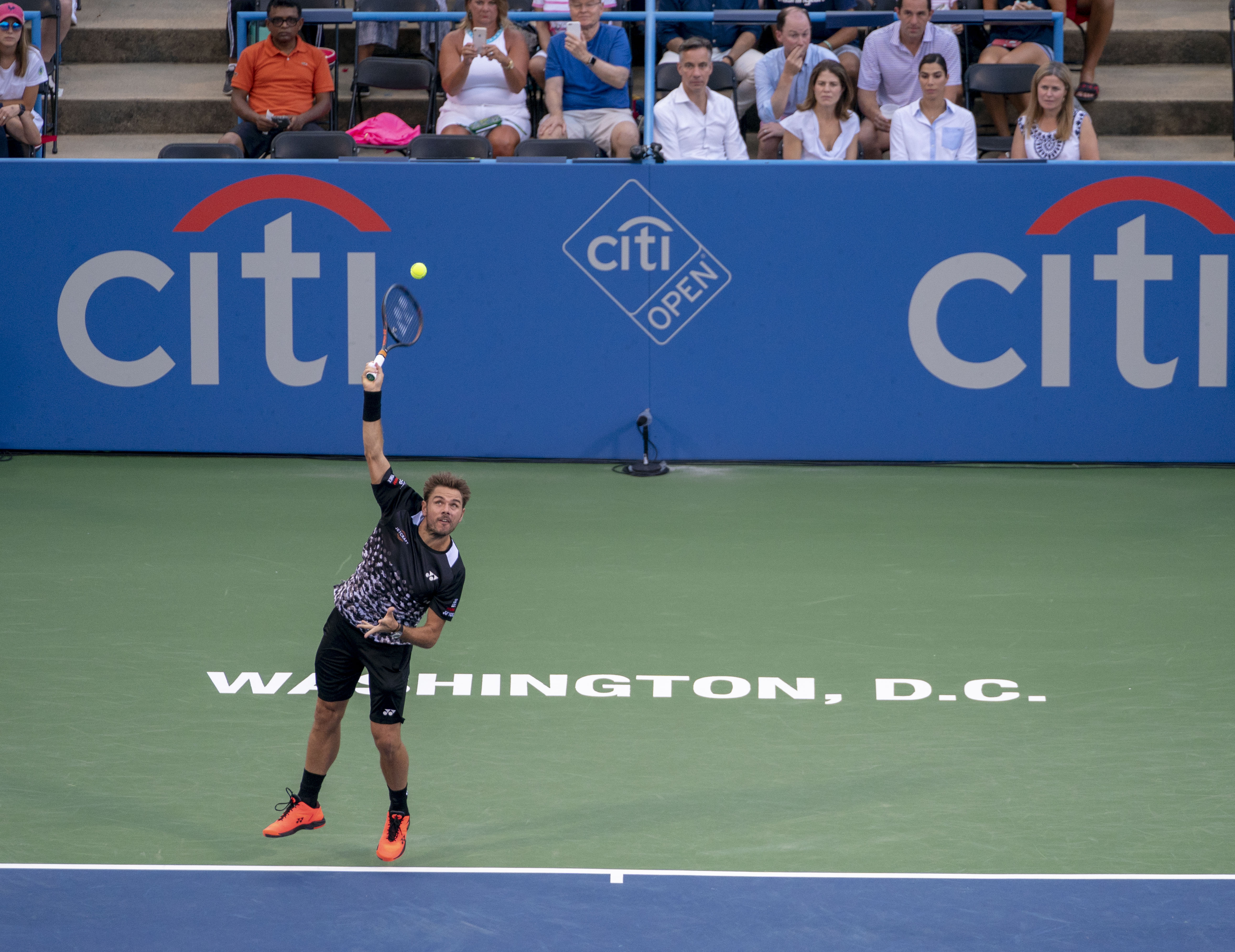
Stan Wawrinka al servicio en su encuentro ante Donald Young en el City Open

En febrero, participó en el Torneo de Sofía de Bulgaria como cabeza de serie número 1. Donde vence a Martin Kližan 4-6, 6-2, 6-3 y a Viktor Troicki 6-1, 7-6,(7-3) pero cae en semifinales ante la sorpresa y campeón del torneo Mirza Bašić por 7-6(8-6) y 6-4. En Róterdam, cae sorpresivamente ante el joven holandés Tallon Griekspoor (259° del mundo) por 4-6, 6-3 y 6-2 en la primera ronda. Su siguiente torneo fue el de Marsella, en el que se retiró durante su primer partido, perdiendo ante Ilia Ivashka por 4-6 y 1-1 en la segunda ronda debido a una lesión en la rodilla.
Regresó al circuito tres meses después en la gira de tierra batida en mayo en el quinto Masters 1000 del año, el Masters de Roma, donde —al no ser cabeza de serie— tuvo que jugar desde la primera ronda contra Steve Johnson, cayendo por doble 4-6. Luego jugó en el ATP 250 de Ginebra donde era dos veces campeón defensor, pero su defensa del título terminó con una derrota ante Marton Fucsovics en los cuartos de final por un claro 6-4 y 6-0. Su siguiente torneo fue Roland Garros siendo 23.° cabeza de serie, donde había sido subcampeón el año anterior; al perder en primera ronda frente a Guillermo García López, en cinco sets por 6-2, 3-6, 4-6, 7-6(7-5) y 6-3, Wawrinka cayó más de 200 puestos en el ranking ATP, desde el puesto n.º 30 que ocupaba hasta quedar fuera de los primeros 250 jugadores del ranking a partir del 11 de junio de 2018, quedando situado en el puesto n.º 263, su posición más baja desde agosto de 2003, además de que estuvo dentro de los primeros 50 durante casi 11 años.
Ingresó a Queen's como Will Card, perdiendo ante el cabeza de serie Sam Querrey en la segunda ronda por 7-5, 6-7(3-7) y 6-1. Entró en el cuadro principal de Eastbourne con otro Will Card, donde fue sorteado a la par de Andy Murray en primera ronda, quien también se encontraba fuera del top 100, quien estaba jugando su segundo torneo después de una ausencia de un año del tenis, perdiendo en sets corridos por un claro 6-1 y 6-3.
Wawrinka no fue cabeza de serie en Wimbledon pero causó la sorpresa en la primera ronda, ya que venció al sexto cabeza de serie, Grigor Dimitrov por 1-6, 7-6,(7-3) 7-6,(7-5) y 6-4. Además esta fue su primera victoria sobre un jugador del top 10 durante más de un año. La última había sido ante Andy Murray en las semifinales de Roland Garros 2017. En segunda ronda cayó ante el clasificado italiano Thomas Fabbiano por 7-6,(9-7) 6-3 y 7-6(8-6) en 2 horas y 39 minutos en un partido de dos días.
Comienza la gira de cemento estadounidense con el ATP 500 de Washington donde recibe un Wild Card, perdió por poco ante Donald Young en la primera ronda por 4-6, 7-6,(7-5) 6-7(3-7). También recibió un Wild Card para disputar el Masters de Toronto, en primera ronda derrotó a Nick Kyrgios por 1-6, 7-5 y 7-5, en segunda ronda venció a Márton Fucsovics en otro partidazo por 1-6, 7-6(7-2) y 7-6(12-10) tras salvar cuatro bolas de partido, antes de caer en los octavos de final contra el eventual campeón y número 1 del mundo Rafael Nadal por un cerrado 7-5 y 7-6(7-4). En el Masters de Cincinnati derrotó a Diego Schwartzman, Kei Nishikori y Márton Fucsovics antes de caer ante Roger Federer en los cuartos de final por 7-6,(7-2) 6-7,(6-8) y 2-6.
Recibe nuevamente un Wild Card para el jugar el US Open, venció en la primera ronda al N.º 8 del mundo Grigor Dimitrov por 6-3, 6-2 y 7-5 en 2 horas y 24 minutos, después vence a Ugo Humbert por 7-6,(7-5) 4-6, 6-3, 7-5 en la segunda ronda y luego perdió en la tercera ronda ante Milos Raonic por 7-6,(8-6) 6-4 y 6-3. Obtuvo muy buenas actuaciones en Canadá, Cincinnati y el US Open, lo que le permitió volver a estar entre los 100 primeros por primera vez desde Roland Garros 2018. Por lo tanto, quedará situado en el lugar 88 una vez finalizado el US Open.
Wawrinka recibió otro Wild Card para entrar de manera directa al Torneo de San Petersburgo donde vence a Aljaz Bedene, Karén Jachánov y Damir Džumhur antes caer ante Martin Klizan en tres sets en las semifinales.
Recibió una invitación en el Masters de Shanghái perdiendo en la primera ronda frente al finalista Borna Ćorić por 4-6, 6-4 y 6-3. Tras esto termina su temporada tras bajarse del ATP 500 de Basilea debido a una lesión en la espalda tras un entrenamiento con Roger Federer.

### 2019: Irregular regreso
Para este año Wawrinka decide comenzar su temporada en el Torneo de Doha. Después de una victoria sobre el tercer cabeza de serie y 11 del mundo Karén Jachánov 7-6,(9-7) 6-4. Venció en segunda ronda a Nicolás Jarry también con algo de sufrimiento por 6-4 y 7-6(7-3) perdió en los cuartos de final ante el español Roberto Bautista-Agut por doble 6-4, quien ganaría el torneo.
Comenzó su trayectoria por el Australian Open contra el letón Ernests Gulbis, al que venció por 3-6, 3-1 y retiró del letón. Luego en la segunda ronda juega un partido intenso contra Milos Raonic contra quien pierde en 4 sets y misma cantidad de desempates por 6-7,(4-7) 7-6(8-6) 7-6,(13-11) 7-6(7-5) siendo eliminado por segunda vez consecutiva a manos del canadiense en Grand Slam. Siguió con el Torneo de Sofía donde fue derrotado por Marius Copil en 3 sets por 3-6, 7-6,(7-5) 6-4 en primera ronda. Luego jugó en Róterdam donde por fin obtuvo buenos resultados, eliminó a Benoît Paire (7-6(1), 6-1), cobró revancha de Milos Raonic (6-4, 7-6(4)), y eliminó al joven canadiense Denis Shapovalov por 6-4 y 7-6(4) para acceder a semifinales. Allí se enfrentó con el primer cabeza de serie Kei Nishikori al que venció por 6-2, 4-6, 6-4 alcanzando su primera final luego de 20 meses (desde Roland Garros 2017), en la final perdió contra el francés Gaël Monfils por 3-6, 6-1, 2-6.

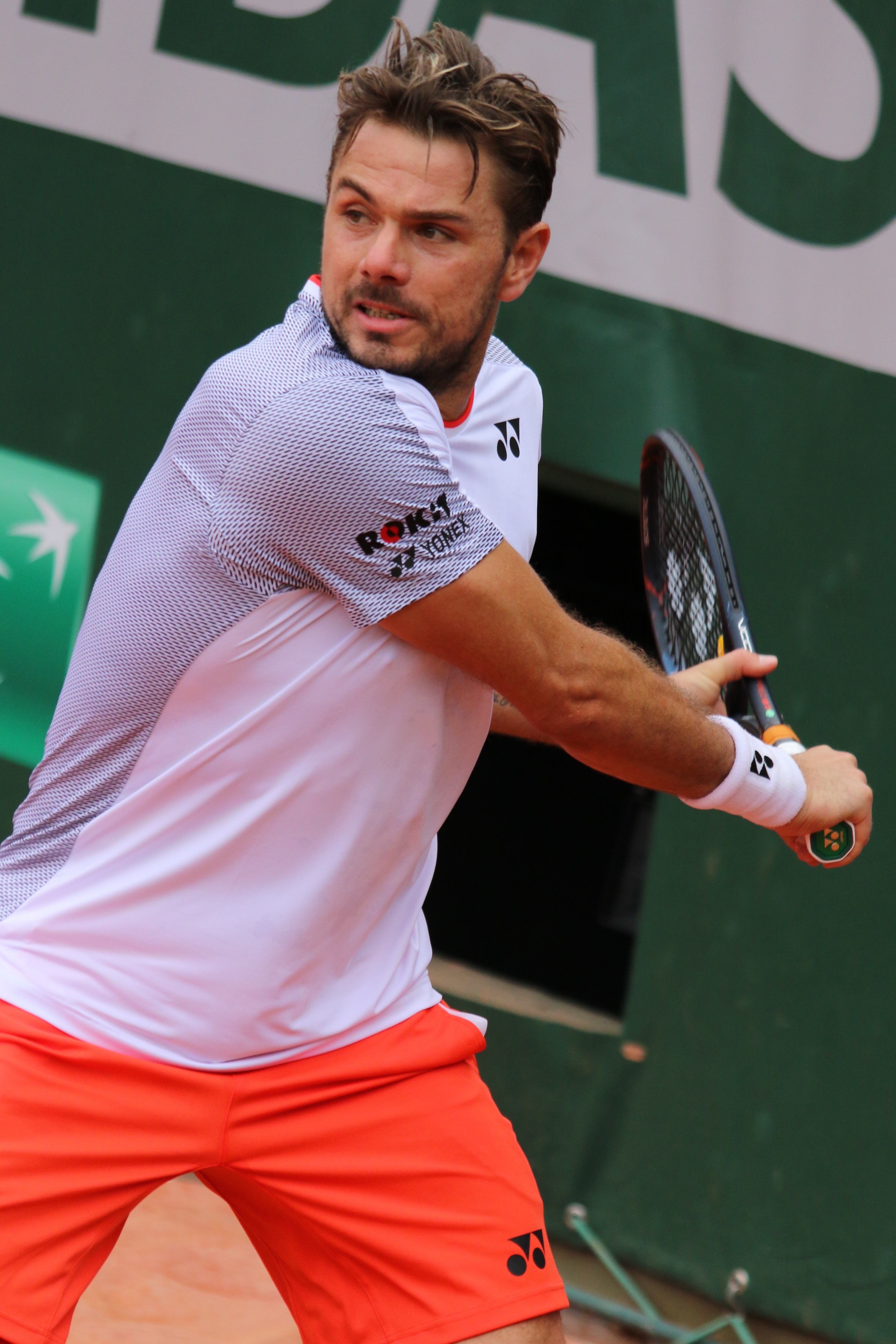
Stan Wawrinka devolviendo de revés en los octavos de final en su choque ante el heleno Stefanos Tsitsipas

Para prepararse mejor para la primera gira de cemento estadounidense jugó en Acapulco y en las dos primeras rondas batió a los estadounidenses Ryan Harrison y Steve Johnson en sets corridos, antes de caer en cuartos de final ante el talentoso australiano Nick Kyrgios por 5-7, 7-6(7-3) y 4-6, futuro ganador del torneo. En el Masters de Indian Wells, derrotó a Daniel Evans por 6-7,(4-7) 6-3, 6-3 y a Márton Fucsovics por 6-4, 6-7(7-5) 7-5 antes de caer en la tercera ronda ante el número 4 del mundo Roger Federer por 3-6 y 4-6 en menos de una hora de juego. En el Masters de Miami, fue 30.º cabeza de serie y por ende pasó directamente a la segunda ronda, donde perdió de entrada contra el serbio Filip Krajinović por 7-5, 2-6, 6-7(5-7).
Comenzó la gira de tierra batida europea con el Masters de Montecarlo perdiendo prematuramente en segunda ronda ante Marco Cecchinato en tres sets. Luego disputó el Masters de Madrid logrando resultados positivos batiendo a Pierre-Hugues Herbert, Guido Pella y Kei Nishikori en sets corridos para llegar a cuartos de final, donde se enfrentó al n.º 2 del mundo, el español Rafael Nadal siendo vencido por un claro 1-6 y 2-6. Cayería en la primera ronda del Masters de Roma ante David Goffin por un marcador de 4-6, 6-0, 6-2. Luego recibió una invitación para jugar el Torneo de Ginebra donde fue segundo cabeza de serie cayendo en segunda ronda a manos de Damir Džumhur en tres mangas.
Llegó a Roland Garros como 28.º del mundo y 24.º cabeza de serie. Venció sucesivamente al 132 del mundo, el eslovaco Jozef Kovalík, en cuatro sets por 6-1, 6-7,(3-7) 6-2, 6-3, al joven chileno y 37° del mundo Christian Garin por un fácil 6-1, 6-4, 6-0 y al búlgaro Grigor Dimitrov, en tres sets apretados por triple 7-6, venciéndolo por tercera vez en los últimos cuatro enfrentamientos. En octavos de final se enfrentó al joven griego y promesa del tenis Stefanos Tsitsipas (n.º 6 del mundo), al que logra dominar en cinco sets después de un partido épico de 5 horas y 9 minutos, a una temperatura de más de 30 °C y con vientos giratorios prevaleciendo por 7-6,(6) 5-7, 6-4, 3-6 y 8-6 para avanzar a su primer cuartos de final de Grand Slam en dos años. Sin embargo, fue eliminado por su compatriota Roger Federer en su 24° enfrentamiento entre ambos en cuatro sets cerrados por 6-7,(4-7) 6-4, 6-7(5-7) y 4-6 en 3 horas y 42 minutos.
Fue 22.º cabeza de serie en Wimbledon, eliminó fácilmente en la primera ronda, al belga Ruben Bemelmans en 3 sets por 6-3, 6-2, 6-2 y fue eliminado en la segunda ronda por el estadounidense de 21 años de edad, Reilly Opelka, después de un partido de cinco sets de más de 3 horas por 5-7, 6-3, 6-4, 4-6, 6-8.
Comenzó el US Open derrotando a Jannik Sinner y Jérémy Chardy en cuatro mangas, en la tercera ronda derrotó a Paolo Lorenzi en sets corridos pero con algo de difilcutad por 6-4, 7-6(11-9) y 7-6(7-4). En la cuarta ronda nuevamente dio el batacazo en un Grand Slam al batir al campeón defensor y n.º 1 del mundo, Novak Djokovic, por 6-4, 7-5 y 2-1 y retirada del serbio por molestias en el hombro, volviéndole a ganar en el US Open nuevamente como en 2016 y su cuarto triunfo en Grand Slam contra el serbio, su aventura en Flushing Meadows terminó con una derrota en cuartos de final ante el futuro finalista Daniil Medvédev por 6-7,(6-8) 3-6, 6-3, 1-6.
Se bajo de la gira asiática debido a una lesión en el pie, regresó a la competencia en el ATP 250 de Amberes gracias a una invitación, comenzó con partidos difíciles batiendo a Feliciano López en la segunda ronda por 6-7,(4-7) 6-4, 7-6(7-4) y a Gilles Simon en cuartos de final por 6-3, 6-7(6-8) y 6-2. En semifinales venció al wild-card italiano Jannik Sinner por un fácil 6-3 y 6-2 clasificándose para la final número 30 de su carrera. En la final enfrentó a Andy Murray en un duelo de resurgidos y cayó en tres sets por 6-3, 4-6, 4-6 a pesar de tener dos bolas de doble break en el segundo set cuando iba 3-1 arriba.
Luego disputó el ATP 500 de Basilea como séptimo cabeza de serie, en primera ronda derrotó a Pablo Cuevas en sets corridos y en segunda ronda tuvo un duelo más exigente batiendo a Frances Tiafoe por 6-3, 3-6 y 7-5, en cuartos de final debía enfrentarse a su compatriota y amigo Roger Federer pero antes del partido se bajó debido a molestias en la espalda. A la semana siguiente jugó el Masters de París-Berçy como 16.º cabeza de serie, en segunda ronda venció al croata Marin Čilić por doble 7-6, en tercera ronda se enfrentó a Rafael Nadal, quien lo derrotó por doble 6-4 poniéndole fin a la temporada del suizo.

### 2020
Wawrinka inicia la temporada a diferencia del resto del top-20 en medio oriente, retornando de nueva cuenta al Qatar ExxonMobil Open en Doha, el suizo disputa el evento como el primer cabeza de serie, por dicha condición estuvo exento de disputar la primera ronda, por lo que inicia su recorrido en el torneo en la segunda ronda, donde venció al francés Jeremy Chardy por 6-3, 6-4; en los cuartos de final el de Lausana venció de manera contundente al esloveno Aljaz Bedene por 6-3, 6-4; en la ronda de semifinales Stan cae sorpresivamente eliminado a manos del joven francés Corentin Moutet en tres intensos sets por un marcador de 6-3, 5-7, 3-6.
Se sortea el cuadro principal del Australian Open, en donde Wawrinka quedó ubicado por azares del destino en la tercera sección con duelos expectantes en octavos de final ante Daniil Medvédev, en cuartos con Alexander Zverev y en semifinales ante Rafael Nadal o Dominic Thiem; en la primera ronda el suizo tuvo que desplegar su mejor tenis para vencer al bosnio Damir Dzumhur por 7-5, 6-7,(4-7) 6-4, 6-4; en la segunda ronda Wawrinka tomó el papel de escapista ya que logró vencer al italiano Andreas Seppi en cinco sets viniendo de un quiebre abajo en el último set logrando el triunfo por un marcador de 4-6, 7-5, 6-3, 3-6, 6-4; para acceder por primera vez a la tercera ronda desde que llegó a semifinales en la edición del 2017 del evento oceánico; en tercera ronda, Wawrinka avanzaría a la siguiente instancia tras el retiro del estadounidense John Isner cuando el marcador era de 6-4, 4-1, en favor del suizo; en la ronda de los 16 mejores tenistas del torneo, el helvético tuvo que enfrentar al último finalista del US Open y actual n.º 4 del mundo, el ruso Daniil Medvédev jugador ante el cual había caído derrotado en sus dos últimos choques en torneos de Grand Slam en Wimbledon 2017 y en el último US Open; sin embargo en este auténtico duelo de infarto el suizo terminaría imponiéndose en un partido sumamente exigente al moscovita en 5 parciales por 6-2, 2-6, 4-6, 7-6,(7-2) 6-2, accediendo a los cuartos de final en las últimas ediciones de los 3 torneos de Grand Slam que había ganado anteriormente (Abierto de Australia 2014, Roland Garros 2015 y US Open 2016); el suizo regresó de nueva cuenta a los cuartos de final del evento australiano por primera vez desde que llegara a las semifinales de la edición del 2017, Stan tuvo que enfrentar al alemán y n.º 7 del mundo Alexander Zverev, aunque Wawrinka le metió una reverenda paliza en el primer set al llevarse dicha manga por 6-1, terminaría hincando la rodilla al caer en los siguientes 3 sets todo esto por un marcador de 6-1, 3-6, 4-6, 2-6; notándose claramente el cansancio y desgaste de los octavos de final.
Tras lo sucedido en Melbourne, Wawrinka toma la decisión de darse de baja de los torneos de Montpellier y Róterdam
Wawrinka retorna a la competición en el Abierto Mexicano Telcel celebrado en la ciudad de Acapulco en donde ingresó como el tercer cabeza de serie al evento azteca, en donde enfrentó y derrotó al estadounidense Frances Tiafoe en un partido llevado a dos muertes súbitas en los dos últimos parciales, siendo el resultado concreto de 6-3, 6-7,(4-7) 7-6;(7-1) en segunda ronda el nativo de Lausana se vio las caras con el joven español Pedro Martínez al cual se terminaría imponiendo por un resultado de 6-4, 6-4 tomando un cupo a la ronda de los últimos 8 jugadores; en Cuartos de final el suizo enfrentó a uno de sus clásico rivales, el búlgaro Grigor Dimitrov al cual tenía dominado en el historial por 7-4 en los choques personales entre ellos; pero en esta ocasión el jugador búlgaro acabaría llevándose el triunfo por 4-6, 4-6.

## Estilo de juego
Poseedor de uno de los reveses más fuertes con una sola mano en la gira, Wawrinka se caracteriza como un poderoso Jugador de línea de base ofensivo capaz de jugar bien en la mayoría de las superficies, especialmente en tierra batida y en cancha dura.
Es conocido por su servicio rápido que ha alcanzado los 232 kilómetros por hora (144 millas náuticas). Su golpe de derecha (drive), considerado una debilidad al principio de su carrera, ha mejorado significativamente y ahora es una gran arma en su juego. Si bien es conocido principalmente como un jugador de línea de fondo, Wawrinka ocasionalmente ha respaldado su juego con aproximaciones a la red, y es capaz de usar la táctica saque y volea.
En 2013, comenzó a trabajar con el nuevo entrenador Magnus Norman, quien fue n.º 2 del mundo y entrenó a Robin Söderling, quien llegó finales de Grand Slam (ambas en Roland Garros 09' y 10'). A esta asociación se le ha atribuido una tremenda mejora en el juego general de Wawrinka, que se clasificó para las ATP World Tour Finals por primera vez el mismo año y terminó el año en el Top 10 por primera vez. Los siguientes 3 años Wawrinka ganó al menos 1 Grand Slam, clasificó para las Finales de la Gira y terminó el año en el Top 5 cada temporada.
Norman también se acredita con la mejora en la dureza mental de Wawrinka, como se ve en su actuación en partidos importantes y fue evidente en sus victorias sobre Andy Murray en el Abierto de Estados Unidos 2013, y Novak Djokovic en el Abierto de Australia 2014 (ambos fueron campeones defensores), así como su consistencia mejorada, que culminó en su victoria sobre el n.º 1 Rafael Nadal en el Abierto de Australia 2014 en el cual Wawrinka sobrevivió a una lucha de Nadal para hacerse con el título. También sobrevivió a una remontada del n.º 1 Novak Djokovic en la final del Torneo de Roland Garros 2015, estando abajo un quiebre de servicio en el cuarto set, antes de romper el servicio de Djokovic dos veces para hacerse con el título.
A pesar de sus éxitos a finales de su carrera, Wawrinka ha estado sumido en la inconsistencia a lo largo de su carrera. Ilustrativo de esto es su récord contra jugadores clasificados en el n. ° 1 del mundo. En las finales de Grand Slam, tiene un récord de 3-0 contra jugadores n.° 1, pero tiene marca de 1-20 en todos los demás partidos contra el n.º 1, con esa victoria individual en las semifinales del Torneo de Roland Garros 2017 contra Andy Murray. Esto, combinado con las 11 finales consecutivas ganadas, le ha dado a Wawrinka la reputación de ser un "jugador de grandes partidos". Además, Wawrinka es uno de los dos únicos jugadores en la Era Open que ha ganado tres títulos de Grand Slam, pero nunca ha sido clasificado en el puesto 3, siendo el otro Jan Kodeš.

## Rivalidades notables

### Ante Novak Djokovic
Con Novak Djokovic se ha enfrentando en 25 ocasiones con Wawrinka ganando solo 6 encuentros contra 19 de Djokovic; sin embargo, los dos han disputado numerosos partidos de alta calidad y por lo tanto se considera una rivalidad altamente competitiva desde 2013, incluyendo cuatro partidos de cinco sets a nivel de Grand Slam. Wawrinka derrotó a Djokovic en los tres Grand Slam que ganó, incluida dos finales. Wawrinka y Djokovic jugaron en tres Abierto de Australia consecutivos (2013-15), con cada partido a cinco sets, un partido de cinco sets en el US Open 2013 y un partido de cinco sets en la Copa Davis 2006: en la cuarta ronda del Abierto de Australia 2013, Djokovic ganó 12-10 en el quinto set; en las semifinales del US Open 2013, Djokovic volvió a ganar en cinco sets; y en los cuartos de final del Abierto de Australia 2014, Wawrinka ganó por 9-7 en el quinto set. La victoria de Wawrinka en 2014 rompió la impresionante racha de Djokovic de 14 semifinales consecutivas en Grand Slam, poniendo fin a una racha de 25 victorias consecutivas en el Grand Slam australiano para el serbio, evitando que Djokovic ganará su quita corona consecutiva del Abierto de Australia. Djokovic se vengo en el Abierto de Australia 2015, ganando 6-0 en el quinto set. En la final de Roland Garros 2015, Wawrinka derrotó a Djokovic en cuatro sets para ganar su segundo título de Grand Slam y es el único jugador aparte de Roger Federer que venció a Djokovic en el Abierto de Australia y Roland Garros. Más recientemente, Stan volviendo a ganarle en la final del US Open 2016 en cuatro sets, completando así 3/4 del Grand Slam carrera (solo le falta un título en Wimbledon) y en la cuarta ronda del US Open 2019 volviendo a vencerlo (cortándole una racha de 36 victorias de sus últimos 37 partidos de Grand Slam), tras ir 2-0 arriba en sets Djokovic decidió retirarse por molestias en el hombro. Contrariamente a la mayoría de las rivalidades de alto perfil, han jugado dobles juntos y mantienen una estrecha amistad.
A pesar del récord general de Djokovic de 19–6 ante Wawrinka, el suizo lidera 2—0 en finales de Grand Slam, 3—2 en finales ATP y en enfrentamientos en Grand Slam van empatados 4–4. Durante la racha de 12 finales de Grand Slam de Djokovic desde Wimbledon 2014 hasta Wimbledon 2019, sus únicas dos derrotas fueron ante Wawrinka. Además, en las 25 finales de Grand Slam de Djokovic, Wawrinka es el único oponente al que no ha derrotado y el único oponente fuera del Big Four que lo ha derrotado.

### Ante Roger Federer
Con su compatriota Roger Federer se han enfrentado en 26 ocasiones con tan solo 3 triunfos de Wawrinka y 23 para Federer, Federer lidera 7–1 en Grand Slam, 17–0 en canchas duras, 1–0 en césped y 4–3 en tierra batida. Mientras la rivalidad es unilateral a favor de Federer, los dos han disputado algunos partidos destacados como la final del Masters de Montecarlo 2014 en la que Wawrinka regresó de un set abajo para derrotar a Federer en tres sets y ganar su primer título de Masters 1000. Wawrinka también derrotó a Federer en sets corridos durante los cuartos de final de Roland Garros 2015 camino a ganar su primer título en el Grand Slam parisino, aunque luego Federer lo revirtió con una victoria en sets corridos en las semifinales del US Open 2015. Federer derrotó a Wawrinka en cinco sets en las semifinales del Australian Open 2017 camino a su 18.º título de Grand Slam. Otros partidos destacados incluyen el Masters de Shanghái 2012 y el Masters de Indian Wells 2013, de los cuales Federer ganó en tres sets, en Wimbledon 2014 Federer ganó en cuatro sets y en las ATP World Tour Finals 2014 en el que Federer ganó en tres sets luego de salvar cuatro puntos de partido. Su encuentro más reciente fue en Roland Garros 2019 con Federer prevaleciendo en cuatro sets. A pesar de su rivalidad en cancha, ambos son buenos amigos fuera de ella y han jugado dobles juntos en numerosas ocasiones, especialmente cuando ganaron el oro olímpico de dobles en los Juegos Olímpicos de Pekín 2008 y cuando ganaron la Copa Davis 2014.

### Ante Rafael Nadal
Con Rafael Nadal se han enfrentado en 22 ocasiones, con sólo 3 triunfos para el suizo y los otros 19 para Nadal. Aunque esta rivalidad tiene menos importancia que las rivalidades con los otros miembros de los Cuatro Grandes (Big Four), se han enfrentado varias veces en torneos prestigiosos. La rivalidad hizo que Nadal ganara los primeros 12 encuentros, todos en sets corridos, incluyendo 2 finales, una de las cuales es una final de Masters 1000 en Madrid 2013. Sin embargo, desde la exitosa temporada 2013 de Wawrinka, los encuentros entre ambos han sido un poco más igualados (3-7) a partir de 2014. Wawrinka logró su primera victoria sobre Nadal en su encuentro más importante, la final del Abierto de Australia 2014 en 4 sets, negando su segundo título al mallorquín en Melbourne. También fue el único partido entre los dos que no resultó en una victoria en sets corridos para ninguno de los jugadores. Nadal ganó su segunda final de Grand Slam entre ambos en Roland Garros 2017 en sets corridos.

### Ante Andy Murray
Con Andy Murray se han enfrentado en 20 ocasiones, con 8 victorias y 12 derrotas. Murray lidera 8–4 en canchas duras y 3–0 en césped, mientras que Wawrinka lidera 4–1 en tierra batida. También se han enfrentado en 6 ocasiones en Torneos de Grand Slam y resultado es de empate 3–3. Han disputado varios partidos luchados y dos de sus partido más destacados fueron primero en la cuarta ronda de Wimbledon 2009 donde Murray ganó en cinco sets y fue el primer partido masculino que se jugó bajo techo en Wimbledon, y el segundo la semifinal de Roland Garros 2017, donde Wawrinka prevaleció en cinco sets después de un duro partido de más de cuatro horas. Stan también puso fin a la defensa del título de Murray en los cuartos de final del US Open 2013 con una cómoda victoria en sets corridos. Otro partido destacable es el del US Open 2010 que Wawrinka ganó en cuatro sets y fue la última derrota de Murray antes de los cuartos de final de un Grand Slam hasta el US Open 2015, además jugaron partidos destacados en el Masters 1000 de Canadá 2008 y Shanghái 2011, en ambos Murray ganó en tres sets.
Mientras Murray ha liderado la mayoría de la rivalidad, Wawrinka ganó sus primeros dos encuentros y venció a Murray tres veces consecutivas entre 2013 y 2015, ganándolos todos en sets corridos, hasta que Murray cortó la racha ganadora en Roland Garros 2016, derrotando al campeón defensor Wawrinka en cuatro sets. En la primera ronda del Torneo de Eastbourne 2018 Murray ganó en sets corridos y su último encuentro fue en la final del ATP 250 de Amberes con Murray también prevaleciendo en tres sets y ganando su primer título desde 2017. Dado que ambos jugadores tienen tres títulos de Grand Slam, Wawrinka ha sido identificado por algunos, incluido Novak Djokovic, como un posible contendiente para convertir al cuarteto de tenis Big Four en un "Big Five", aunque el propio Wawrinka ha restado importancia a esas sugerencias, afirmando que todavía está muy lejos de ellos.

## Equipamiento
Los patrocinadores de Wawrinka han incluido a Yonex, Fromm, Ray Just Energy, Subaru, Banque cantonale vaudoise, Evian y Audemars Piguet.
A partir de enero de 2012, Wawrinka usa ropa y zapatos Yonex y utiliza una raqueta Yonex V Core tour 97. Anteriormente, utilizaba raquetas Head, primero la Flexpoint Prestige Midplus y microgel Prestige Pro, y luego la Pro Midplus YOUTEK Prestige.

## Partidos ante jugadores top
Es, junto a Juan Martín del Potro, el único tenista de la historia que ha vencido a todos los miembros del Big Four al menos 3 veces:
- A Roger Federer (3 ocasiones) en Montecarlo 2009 y 2014, además en Roland Garros 2015.
- A Rafael Nadal (3 ocasiones) en la final del Abierto de Australia 2014, Roma 2015 y París 2015.
- A Novak Djokovic (6 ocasiones) en Umag 2006, Viena 2006, Australia 2014, final de Roland Garros 2015, US Open 2016, y en el US Open 2019
- A Andy Murray (9 ocasiones) en Copa Davis 2005, Miami 2006, Roma 2008, US Open 2010, Montecarlo 2013, US Open 2013, ATP World Tour Finals 2015 y en Roland Garros 2017 y Roland Garros 2020.

En tanto, le ganó a David Ferrer cinco veces, incluyendo la final de Oeiras de 2013, la fase de grupos del ATP World Tour Finals de 2013 y las semifinales del Abierto de Monte Carlo. También batió a Tomáš Berdych en siete torneos ATP, entre ellos las semifinales del Masters de Madrid de 2013, la fase de grupos del ATP World Tour Finals de 2013 y las semifinales del Abierto de Australia de 2014.

## Clasificación histórica
| Torneo                  | 2003            | 2004            | 2005            | 2006            | 2007            | 2008            | 2009            | 2010            | 2011            | 2012            | 2013          | 2014          | 2015          | 2016          | 2017            | 2018            | 2019            | 2020            | 2021            | 2022            | 2023          | T/P     | G–P     | %       |
| ----------------------- | --------------- | --------------- | --------------- | --------------- | --------------- | --------------- | --------------- | --------------- | --------------- | --------------- | ------------- | ------------- | ------------- | ------------- | --------------- | --------------- | --------------- | --------------- | --------------- | --------------- | ------------- | ------- | ------- | ------- |
| Torneos de Grand Slam   |                 |                 |                 |                 |                 |                 |                 |                 |                 |                 |               |               |               |               |                 |                 |                 |                 |                 |                 |               |         |         |         |
| Abierto de Australia    | A               | Q1              | Q2              | 2R              | 3R              | 2R              | 3R              | 3R              | CF              | 3R              | 4R            | 'G'           | SF            | 4R            | SF              | 2R              | 2R              | CF              | 2R              | A               | 1R            | 1 / 17  | 43–16   | 73%     |
| Roland Garros           | A               | Q1              | 3R              | 1R              | 2R              | 3R              | 3R              | 4R              | 4R              | 4R              | CF            | 1R            | 'G'           | SF            | F               | 1R              | CF              | 3R              | A               | 1R              |               | 1 / 17  | 44–16   | 74%     |
| Wimbledon               | A               | A               | 1R              | 3R              | 1R              | 4R              | 4R              | 1R              | 2R              | 1R              | 1R            | CF            | CF            | 2R            | 1R              | 2R              | 2R              | ND              | A               | 1R              | 3R            | 0 / 17  | 22–17   | 56%     |
| US Open                 | A               | Q2              | 3R              | 3R              | 4R              | 4R              | 1R              | CF              | 2R              | 4R              | SF            | CF            | SF            | 'G'           | A               | 3R              | CF              | A               | A               | 1R              |               | 1 / 15  | 44–14   | 76%     |
| G–P                     | 0–0             | 0–0             | 4–3             | 5–4             | 6–4             | 9–4             | 7–4             | 9–4             | 9–4             | 8–4             | 12–4          | 13–3          | 21–3          | 16–3          | 11–3            | 4–4             | 10–4            | 6–2             | 1–1             | 0–3             | 2–2           | 3 / 66  | 153–63  | 72%     |
| Torneo de maestros      |                 |                 |                 |                 |                 |                 |                 |                 |                 |                 |               |               |               |               |                 |                 |                 |                 |                 |                 |               |         |         |         |
| ATP Finals              | No se clasificó | No se clasificó | No se clasificó | No se clasificó | No se clasificó | No se clasificó | No se clasificó | No se clasificó | No se clasificó | No se clasificó | SF            | SF            | SF            | RR            | No se clasificó | No se clasificó | No se clasificó | No se clasificó | No se clasificó | No se clasificó |               | 0 / 4   | 7–8     | 47%     |
| ATP Tour Masters 1000   |                 |                 |                 |                 |                 |                 |                 |                 |                 |                 |               |               |               |               |                 |                 |                 |                 |                 |                 |               |         |         |         |
| Indian Wells            | A               | A               | A               | 2R              | A               | CF              | 4R              | A               | CF              | 3R              | 4R            | 4R            | 2R            | 4R            | F               | A               | 3R              | ND              | A               | A               | 4R            | 0 / 12  | 27–12   | 69%     |
| Miami                   | A               | A               | A               | 2R              | A               | 2R              | 4R              | 3R              | 2R              | A               | A             | 4R            | 3R            | 2R            | 4R              | A               | 2R              | ND              | A               | A               | A             | 0 / 10  | 9–10    | 48%     |
| Montecarlo              | A               | A               | A               | 1R              | A               | 1R              | SF              | 3R              | A               | CF              | CF            | 'G'           | 3R            | CF            | 3R              | A               | 2R              | ND              | A               | 1R              | 2R            | 1 / 13  | 22–12   | 65%     |
| Madrid1                 | A               | A               | A               | A               | 1R              | 3R              | 3R              | 3R              | 1R              | 3R              | F             | 2R            | 3R            | 2R            | 2R              | A               | CF              | ND              | A               | A               | 2R            | 0 / 13  | 16–13   | 55%     |
| Roma                    | A               | A               | 2R              | 1R              | 1R              | F               | 3R              | CF              | 3R              | 3R              | 2R            | 3R            | SF            | 3R            | 3R              | 1R              | 1R              | 1R              | A               | 3R              | 2R            | 0 / 18  | 25–17   | 60%     |
| Canadá                  | A               | A               | 1R              | A               | 2R              | 3R              | 3R              | 2R              | CF              | A               | 2R            | 3R            | 2R            | SF            | A               | 3R              | 2R              | ND              | A               | 1R              |               | 0 / 13  | 16–13   | 55%     |
| Cincinnati              | A               | A               | A               | 3R              | 1R              | A               | 1R              | 2R              | 1R              | SF              | 2R            | CF            | CF            | 3R            | A               | CF              | 2R              | A               | A               | 1R              |               | 0 / 13  | 17–13   | 57%     |
| Shanghái2               | Descontinuado   | Descontinuado   | Descontinuado   | Descontinuado   | Descontinuado   | Descontinuado   | 3R              | 2R              | 3R              | 3R              | CF            | 2R            | CF            | 3R            | A               | 1R              | A               | No Disputado    | No Disputado    | No Disputado    |               | 0 / 9   | 11–9    | 55%     |
| París                   | A               | A               | 2R              | 2R              | 3R              | 2R              | 1R              | 3R              | 1R              | 3R              | CF            | 3R            | SF            | 2R            | A               | A               | 3R              | CF              | A               | 1R              |               | 0 / 15  | 17–15   | 53%     |
| Hamburgo3               | A               | A               | A               | 1R              | 1R              | 2R              | Descontinuado   | Descontinuado   | Descontinuado   | Descontinuado   | Descontinuado | Descontinuado | Descontinuado | Descontinuado | Descontinuado   | Descontinuado   | Descontinuado   | Descontinuado   | Descontinuado   | Descontinuado   | Descontinuado | 0 / 3   | 1–3     | 25%     |
| G–P                     | 0–0             | 0–0             | 2–3             | 5–7             | 3–6             | 13–8            | 16–9            | 13–8            | 10–8            | 15–7            | 16–7          | 13–8          | 13–9          | 10–9          | 9–5             | 5–4             | 9–8             | 3–2             | 0–0             | 2–5             | 6–4           | 1 / 119 | 163–117 | 58%     |
| Representación nacional |                 |                 |                 |                 |                 |                 |                 |                 |                 |                 |               |               |               |               |                 |                 |                 |                 |                 |                 |               |         |         |         |
| Juegos Olímpicos        | NR              | A               | No realizado    | No realizado    | No realizado    | 2R              | No realizado    | No realizado    | No realizado    | 1R              | No realizado  | No realizado  | No realizado  | A             | No realizado    | No realizado    | No realizado    | No realizado    | A               | No realizado    | No realizado  | 0 / 2   | 1–2     | 33%     |
| Copa Davis              | A               | CF              | 1R              | 1R              | PO              | PO              | 1R              | 1R              | PO              | 1R              | 1R            | 'G'           | PO            | 1R            | A               | A               | A               | A               | A               | A               |               | 1 / 14  | 23–14   | 62%     |
| United Cup              | Inexistente     | Inexistente     | Inexistente     | Inexistente     | Inexistente     | Inexistente     | Inexistente     | Inexistente     | Inexistente     | Inexistente     | Inexistente   | Inexistente   | Inexistente   | Inexistente   | Inexistente     | Inexistente     | Inexistente     | Inexistente     | Inexistente     | Inexistente     | RR            | 0 / 1   | 1–1     | 50%     |
| Estadísticas            |                 |                 |                 |                 |                 |                 |                 |                 |                 |                 |               |               |               |               |                 |                 |                 |                 |                 |                 |               |         |         |         |
|                         | 2003            | 2004            | 2005            | 2006            | 2007            | 2008            | 2009            | 2010            | 2011            | 2012            | 2013          | 2014          | 2015          | 2016          | 2017            | 2018            | 2019            | 2020            | 2021            | 2022            | 2023          | T/P     | G–P     | %       |
| Torneos                 | 4               | 6               | 14              | 24              | 22              | 21              | 19              | 18              | 20              | 19              | 23            | 18            | 22            | 21            | 12              | 17              | 20              | 8               | 4               | 14              |               | 326     | 326     | 326     |
| Títulos                 | 0               | 0               | 0               | 1               | 0               | 0               | 0               | 1               | 1               | 0               | 1             | 3             | 4             | 4             | 1               | 0               | 0               | 0               | 0               | 0               |               | 16      | 16      | 16      |
| Finales                 | 0               | 0               | 1               | 1               | 2               | 2               | 0               | 2               | 1               | 0               | 4             | 3             | 4             | 5             | 3               | 0               | 2               | 0               | 0               | 0               |               | 30      | 30      | 30      |
| G–P en Dura             | 0–0             | 0–1             | 3–8             | 13–11           | 16–12           | 19–14           | 15–12           | 19–12           | 22–10           | 16–9            | 23–14         | 26–12         | 37–12         | 33–12         | 14–5            | 14–11           | 23–12           | 13–6            | 3–3             | 5–8             |               | 9 / 185 | 315–184 | 63%     |
| G–P en Arcilla          | 2–3             | 0–5             | 12–4            | 13–7            | 5–7             | 14–6            | 13–7            | 17–6            | 11–7            | 19–9            | 24–7          | 6–3           | 13–4          | 12–4          | 12–4            | 1–3             | 8–5             | 2–2             | 0–0             | 2–4             |               | 7 / 102 | 186–97  | 66%     |
| G–P en Césped           | 0–0             | 0–0             | 0–2             | 2–3             | 0–3             | 3–1             | 3–1             | 0–1             | 2–3             | 0–2             | 4–2           | 7–2           | 5–2           | 1–2           | 0–2             | 2–3             | 2–2             | 0–0             | 0–0             | 1–2             |               | 0 / 32  | 32–33   | 49%     |
| G–P en Moqueta          | 0–1             | 0–1             | 1–2             | 5–3             | 0–2             | 2–0             | Descontinuado   | Descontinuado   | Descontinuado   | Descontinuado   | Descontinuado | Descontinuado | Descontinuado | Descontinuado | Descontinuado   | Descontinuado   | Descontinuado   | Descontinuado   | Descontinuado   | Descontinuado   | Descontinuado | 0 / 7   | 8–9     | 47%     |
| G-P en general          | 2–4             | 0–7             | 16–16           | 33–24           | 21–24           | 38–21           | 31–20           | 36–19           | 36–20           | 35–20           | 51–23         | 39–17         | 55–18         | 46–18         | 26–11           | 17–17           | 33–19           | 15–8            | 3–3             | 8–14            |               | 16/326  | 541–323 | 541–323 |
| Victorias %             | 33%             | 0%              | 50%             | 58%             | 47%             | 64%             | 61%             | 65%             | 64%             | 64%             | 69%           | 70%           | 75%           | 72%           | 70%             | 50%             | 64%             | 65%             | 50%             | 36%             |               | 62.62%  | 62.62%  | 62.62%  |

Notas:
- 1: El Masters de Madrid se celebró en pista dura desde 2002-2008, desde 2009 se juega en arcilla porque el Torneo de Hamburgo descendió a ATP 500.
- 2: El Masters de Shanghái se juega desde 2009, reemplazando al de Madrid en la superficie dura.
- 3: El Masters de Hamburgo se jugó hasta 2008, en 2009 descendió a ATP 500.

## Ranking ATP al final de la temporada
| Año                     | 2001 | 2002 | 2003 | 2004 | 2005 | 2006 | 2007 | 2008 | 2009 | 2010 | 2011 | 2012 | 2013 | 2014 | 2015 | 2016 | 2017 | 2018 | 2019 | 2020 | 2021 |
| Ranking en individuales | 1044 | 660  | 171  | 168  | 55   | 30   | 36   | 13   | 21   | 21   | 17   | 17   | 8    | 4    | 4    | 4    | 9    | 66   | 16   | 18   | 82   |